# Politique étrangère d'Israël

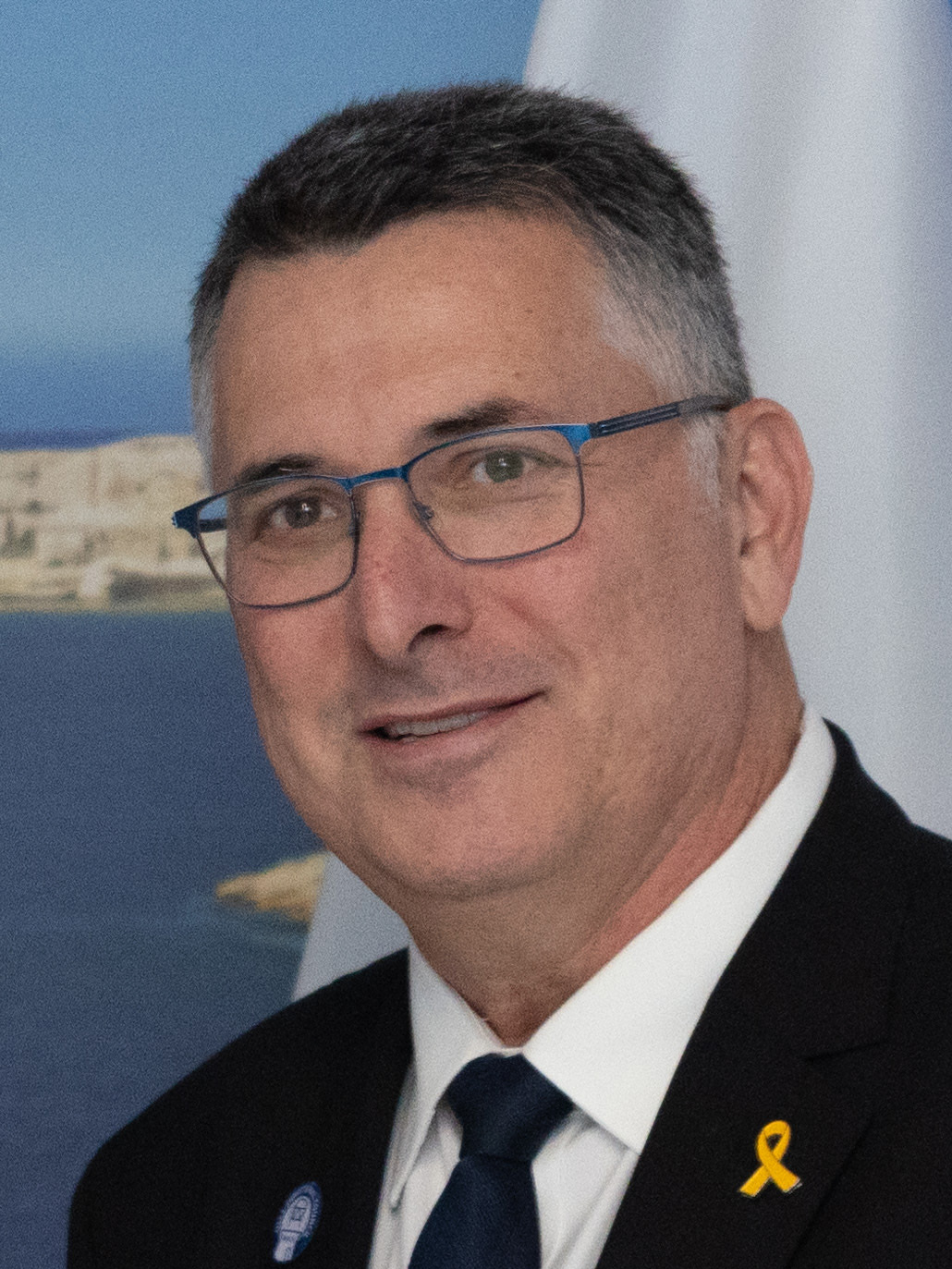
Gideon Sa'ar, chef de la diplomatie israélienne depuis 2024.

La politique étrangère d'Israël désigne l'ensemble des liens diplomatiques entretenus par l'État d'Israël. Depuis novembre 2024, le chef de la diplomatie israélienne est Gideon Sa'ar.
Les pays n'ayant pas de telles relations avec Israël sont généralement des pays musulmans à l'exception de la Turquie, de l'Égypte et de la Jordanie puis de ceux ayant signé les accords d'Abraham. Il faut aussi citer parmi les pays sans relations diplomatiques avec Israël, Cuba, la Corée du Nord, l'Algérie et la Tunisie.
Les soutiens diplomatiques d'Israël se trouvent plus particulièrement parmi les pays occidentaux.

## Chronologie des relations

### Indépendance d'Israël et années suivantes
L'indépendance de l'État d'Israël est proclamée par David Ben Gourion le 14 mai 1948, conséquence du plan de partage de la Palestine élaboré par le Comité spécial des Nations unies sur la Palestine six mois plus tôt. Entre novembre 1947 et mai 1948, une guerre civile israélo-arabe secoue la Palestine et se termine par une victoire décisive du Yichouv bénéficiant de livraisons d'armes de la Tchécoslovaquie. Le premier pays a majorité musulmane à avoir reconnu l’État Hébreu est la Turquie (sous la présidence de Ismet Inönü).
Les pays arabes voisins soutenus par la Ligue arabe lui déclarent immédiatement la guerre : Israël affronte les armées de Transjordanie, d’Égypte, de Syrie et d’Irak et l'Armée de libération arabe mise sur pied par la Ligue arabe lors de la guerre israélo-arabe de 1948-1949. Grâce à des livraisons d'armes en provenance de Tchécoslovaquie, Les combats prennent fin en 1949 avec les accords de Rhodes fixant une ligne de démarcation qui demeure jusqu'en 1967. Le 11 mai 1949, un an après son indépendance, Israël devient membre de l'ONU.
Les années suivantes, la reconnaissance d’Israël par un maximum d'État est un plus important, pour lequel le mandat de David Ben Gourion (1955-1963) est assez concluant, axé sur des liens personnels avec des dirigeants non alignés en Asie du Sud-Est. L’échange d’ambassades avec ces pays du tiers-monde est toujours accompagné d’une aide au développement et d’offre de formation militaire. Golda Meir (1969-1974) poursuit cette recherche de soutiens parmi les pays du tiers-monde, en se tournant cette fois vers l'Afrique.

### Guerres israélo-arabes de 1956, 1967 et 1973
Le 26 juillet 1956, le président égyptien, Gamal Abdel Nasser nationalise le canal de Suez au détriment de la Grande-Bretagne qui en avait le contrôle, provoquant une intervention militaire franco-anglo-israélienne en octobre 1956, la crise du canal de Suez. Cette intervention un succès sur le plan militaire, mais les troupes étrangères sont contraintes de se retirer à la suite de pressions diplomatiques exercées par les États-Unis et l'Union soviétique.
En juin 1967, Israël s'oppose à une coalition arabe composée de l'Égypte, la Syrie et le Liban lors de la guerre des Six Jours, conflit remporté par Israël qui annexe la bande de Gaza et la péninsule du Sinaï, occupé par Israël jusqu'en 1979.
En 1973, le président égyptien Anouar el-Sadate de concert avec la Syrie, mène l'Égypte dans la Guerre du Kippour contre Israël pour tenter de reprendre le Sinaï perdu en 1967. À la suite de l'échec de cette offensive, le conflit se termine au bout de 19 jours avec la signature d'un cessez-le-feu sous l'égide le l'ONU. Au début des années 1970, vingt-deux pays africains, sous pression des pays arabes, mettent fin à leurs relations avec Israël.

### Détente avec l'Égypte, rupture avec l'Iran et intervention armée au Liban
En septembre 1978, les chefs d'État israélien et égyptien Menahem Begin et Anouar el-Sadate signent les accords de paix de Camp David sous médiation du président des États-Unis Jimmy Carter. Ces accords sont suivis par la signature d'un traité de paix entre les deux États à Washington en mars 1979, puis par la rétrocession par Israël du Sinaï à l'Égypte en mars 1982. Parallèlement, l'année 1979 est marquée par la révolution iranienne qui provoque un changement de régime et le remplacement de la Dynastie Pahlavi favorable à Israël par un régime théocratique islamique hostile a d'État hébreu. Si cette perte d'un allié majeur au Moyen-Orient est un coup dur, Israël réussi les années suivantes à transformer cet événement en opportunité en bénéficiant de l'hostilité grandissante des pays arabes et occidentaux contre le régime iranien pour apparaître comme rempart essentiel contre ses volontés expansionnistes
Entre juin et septembre 1982, l'armée israélienne envahit le sud du Liban alors en pleine guerre civile, pour éliminer l’Organisation de libération de la Palestine installée à Beyrouth, contraindre la Syrie à quitter le Liban et de favoriser la victoire de l'Armée du Liban sud.

### Accord d'Oslo et seconde intifada
Le 13 septembre 1993, Israël et l’Organisation de libération de la Palestine signent à Washington un accord de principe (« Oslo I ») sur une autonomie palestinienne transitoire de cinq ans. Le Premier ministre israélien Yitzhak Rabin et le dirigeant de l'OLP Yasser Arafat échangent une poignée de main historique. L'année suivante, un accord de paix est signé entre Israël et la Jordanie, avec l'ambition de régler des questions comme le tracé des frontières, la gestion des lieux saints à Jérusalem, les réfugiés palestiniens, et la lutte contre le terrorisme.
Dans le contexte de cette détente, plusieurs pays arabes, tels que la Tunisie, Oman et le Maroc, et le Qatar mettent en place des canaux d'échanges avec l'État hébreu. Mais cette détente prend fin quatre ans plus tard en raison de la seconde intifada, une flambée de violences opposant des groupes pro-palestiniens à l'armée israélienne en Cisjordanie, Israël et dans la Bande de Gaza faisait plus de 4 000 morts.
Cet épisode met fin au processus de paix israélo-palestinien, et ainsi qu'au début de rapprochement de certains pays arabes avec Israël.

### Relations avec le monde arabe auXXIesiècle
Les années 2010 sont marquées par de nouveaux affrontement entre l'armée israélienne et les mouvements pro-palestiniens dans la Bande de Gaza en 2010, 2012 et 2014. L’abordage d'un navire humanitaire turc en 2010 provoque une crise diplomatique entre Israël et la Turquie et une suspension de leurs relations bilatérales entre 2010 et 2013.
Dans la deuxième moitié des années 2010, le président américain Donald Trump se distingue par une série de décisions particulièrement favorables à Israël : la reconnaissance de Jérusalem comme capitale de l'État hébreu en décembre 2017, de l’annexion par Israël du plateau du Golan en mars 2019, et la « légalité » des colonies israéliennes en novembre 2019.
Parallèlement, Israël renoue ses relations diplomatiques avec plusieurs pays africains : le Soudan du Sud (nouvellement indépendant) en 2011, la Zambie en 2015, et le Tchad en 2019. L'année 2019 est également marquée par la reprise des relations diplomatiques entre Israël et la Bolivie, rompues sur décision d'Evo Morales, dirigeant pro-palestinien et pro-iranien.
En 2020, Israël normalise ses relations diplomatiques avec au moins 5 pays : les Émirats arabes unis et Bahreïn lors des « accords d'Abraham » (15 septembre), le Soudan (23 octobre), le Maroc (10 décembre) et le Bhoutan (12 décembre). En début d'année 2021, Israël normalise ses relations avec le Kosovo (2 février), qui annonce son intention d'installer son ambassade à Jérusalem, reconnaissant la ville disputée comme capitale officielle de l'État hébreu.
Parallèlement, dans le contexte de pandémie du Covid-19, Israël utilise des offres de fournitures de grandes quantités de vaccins pour se rapprocher, nouer des relations, ou obtenir des concessions de certains pays bénéficiaires, y compris la Syrie pourtant officiellement en guerre avec Israël.
En mai 2021, la reprise des affrontements entre Israéliens et Palestiniens, en Israël comme dans la bande de Gaza, met dans l'embarras les pays arabes ayant normalisé leurs relations avec l'État hébreu l'année précédente. Mais contrairement à la seconde intifada, ces affrontements ont peu de chances d'avoir des conséquences significatives sur les relations diplomatiques israélo-arabes, chacun ayant des intérêts stratégiques dans ces relations. En effet, les Émirats arabes unis et Bahreïn ont besoin de la technologie israélienne et du soutien militaire américain, obtenu en échange des accords d'Abraham, tandis que le Soudan et le Maroc ont obtenu d'importantes concessions de la part des États-Unis en échange de leur reconnaissance d'Israël : le retrait de la liste noire des États soutenant le terrorisme pour le Soudan, et la reconnaissance de la souveraineté marocaine sur le Sahara occidental.

En mars 2022, Israël accueille les ministres des Affaires étrangères de ses nouveaux alliés marocain, émirati et bahreïni, ainsi que leurs homologues égyptien et américain dans le désert du Néguev pour un sommet consacré à la sécurité régionale. Trois mois plus tard, des diplomates représentants de ces six mêmes pays se rencontrent à Manama, capitale de Bahreïn, où ces deniers décident de renforcer leur coopération, et,de tenir tous les ans une réunion des ministres des Affaires étrangères des six pays.

Pays entretenant des relations diplomatiques avec Israël

## Relations avec les pays du Moyen-Orient

### Pays ayant des relations diplomatiques avec Israël
Dans les années 2020, plusieurs pays musulmans ont décidé de nouer des relations avec Israël, soit en établissant des relations diplomatiques (Émirats arabes unis, Bahreïn, Maroc et Soudan), soit en rétablissant des relations « gelées », comme c'est le cas de la Turquie en 2022. Cette vague de normalisations s’inscrit entre autres dans la période trouble qui suit les soulèvements de 2011 dans le monde arabe, dont l'instabilité provoquée dans la région pousse la plupart des pays de la région à se recroqueviller sur leurs problèmes internes, faisant passer la cause palestinienne au second plan.

#### Relations avec la Jordanie
Les relations entre la Jordanie et Israël remontent à la création de l'État d'Israël en 1948, sur un territoire que la Transjordanie avait l'intention d'annexer après le départ des Britanniques. En 1948, la création de l'État d'Israël provoque la première guerre israélo-arabe, dans laquelle la Transjordanie, qui avait l'armée arabe la plus puissante de la région (la Légion arabe), est le principal contributeur de la coalition arabe engagée contre Israël.
En 1951, deux ans après la victoire israélienne débouchant sur les accords d'armistice israélo-arabes de 1949, l'émir Abdallah Ier de Jordanie qui entretenaient de longue date une correspondance avec les dirigeants sionistes, décide de rencontrer Reuven Shiloak, chef du Mossad dans la vieille ville de Jérusalem. Il est abattu quelques heures avant le rendez-vous par un jeune Palestinien. Le roi Hussein, qui succède à son père à 18 ans, décide de concrétiser cette politique de rapprochement.
En juin 1967, la Jordanie se joint néanmoins à l'Égypte de Gamal Abdel Nasser dans la guerre contre Israël dite des « Six jours », dont l'issue s'avère désastreuse pour les États arabes. En moins de six jours, Israël conquiert la moitié du territoire jordanien dont la vieille ville de Jérusalem, ainsi que le plateau du Golan, et le Sinaï, faisant près de 17 000 morts dont 10 000 Égyptiens, 6 000 Jordaniens, et 700 Israéliens.

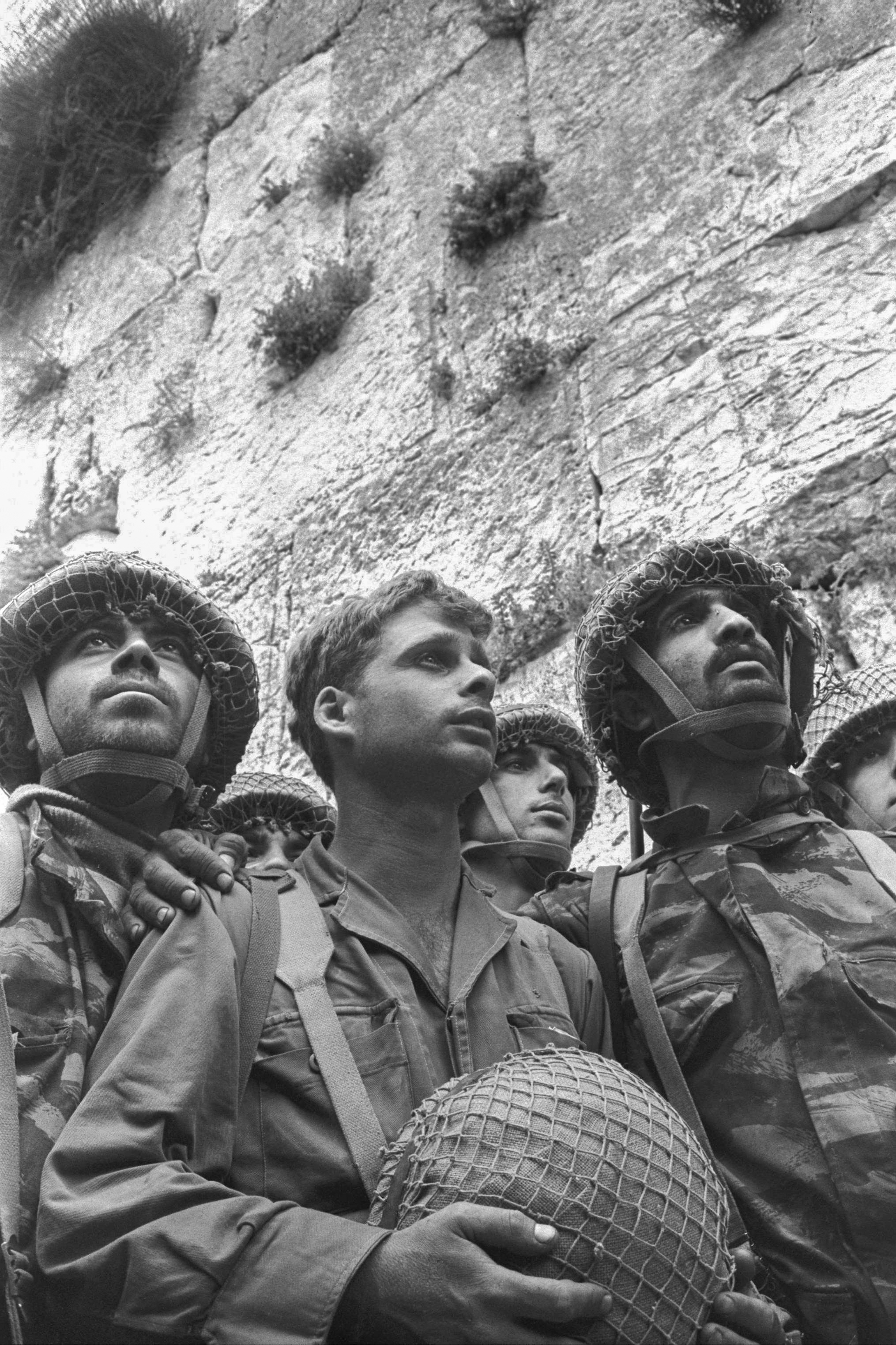
Célèbre photo de trois parachutistes israéliens devant le mur des Lamentations à Jérusalem lors de la guerre des Six Jours, par le photographe David Rubinger.

En 2019, l'historien israélien Avi Shlaim, biographe du roi Hussein de Jordanie, révèle dans une conférence que des pourparlers de paix avaient été engagés entre la Jordanie et Israël dès 1963, mais la Jordanie a été contrainte par la pression de sa population (dont plus de la moitié est palestinienne), de participer à cette guerre. La défaite arabe débouche sur une nouvelle alliance entre le roi Hussein et Nasser, cette fois sur une décision commune de recourir à la diplomatie pour récupérer les territoires occupés.
Ce tournant diplomatique profite à la monarchie jordanienne, à qui Israël apporte un soutien crucial lors d'une tentative de coup d'État de l'Organisation de libération de la Palestine en 1970 en Jordanie, soutenue par l'armée syrienne. À la demande de Henry Kissinger, conseiller du président américain Richard Nixon, Golda Meir envoie des troupes dans le Golan et des avions vers la Jordanie, forçant l'armée syrienne à revenir vers Damas sous la menace d'une attaque israélienne. Sans appui syrien, Yasser Arafat n'a plus la capacité de renverser la monarchie, et la tentative de coup d'État connue comme « Septembre noir » est un échec.
Le roi Hussein paie sa dette le 25 septembre 1973 en prévenant Golda Meir alors Premier ministre d'Israël, des projets d'offensive de l'Égypte et de la Syrie. Ces mises en garde sont ignorées par l'armée israélienne qui ne constate rien d'anormal sur les lignes de front habituelles. La guerre israélo-arabe du Kippour déclenchée 11 jours plus tard prend l'armée israélienne au dépourvu, Golda Meir ayant pris la décision controversée de ne pas déclencher d'attaque préventive comme cela avait été le cas en 1967. Le conflit se termine au bout de 18 jours après un cessez-le-feu imposé par l'ONU, sur une issue militairement indécise.
Les relations entre la Jordanie et Israël sont rompues en 1977 pendant les sept années du gouvernement de Menahem Begin, puis rétablies en 1984, avec le retour des travaillistes au pouvoir en Israël.
Le 26 octobre 1994, un an après les accords d'Oslo, le traité de paix israélo-jordanien est signé, avec l'ambition de régler des questions comme le tracé des frontières, la gestion des lieux saints à Jérusalem, les réfugiés palestiniens, et la lutte contre le terrorisme.

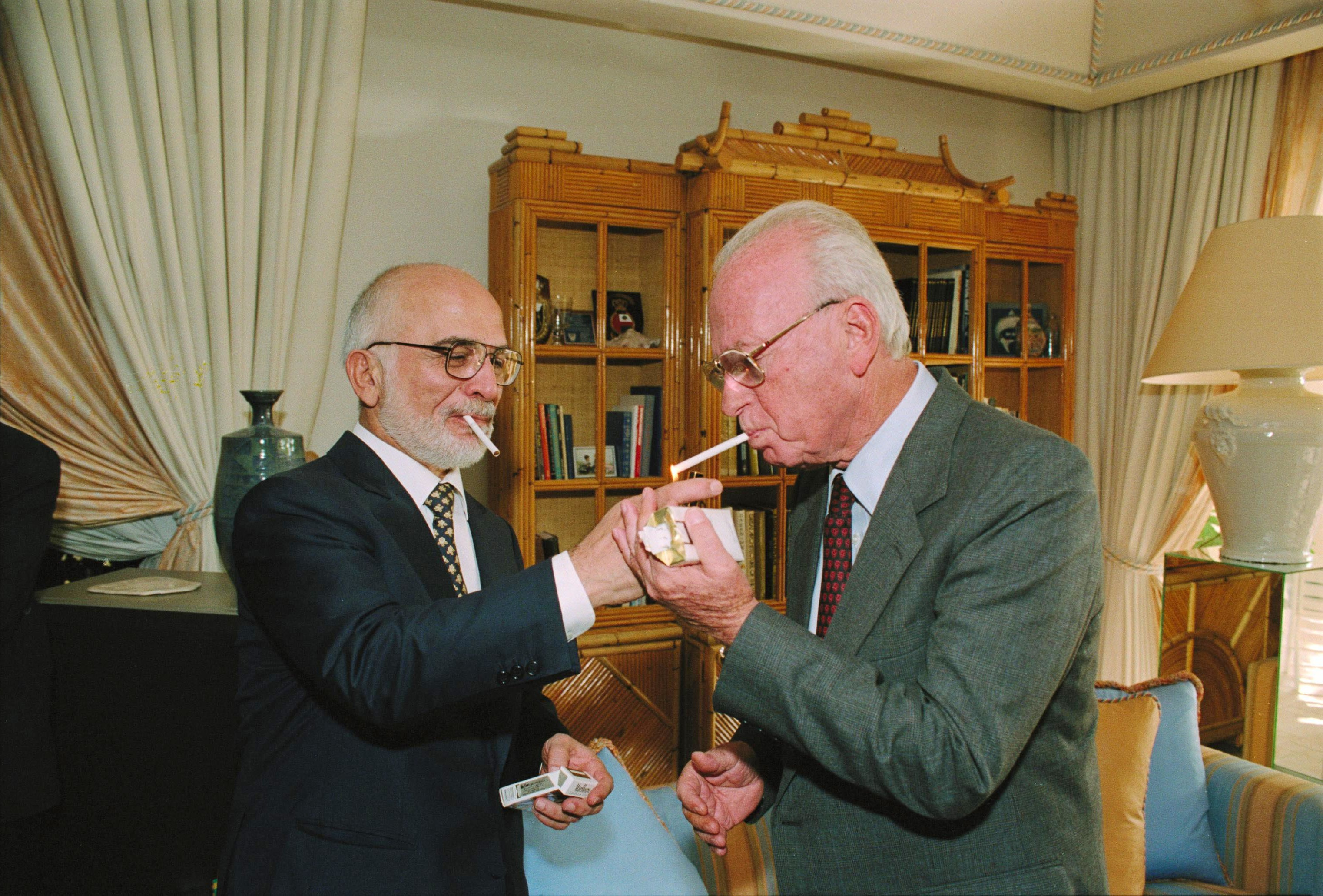
Le roi Hussein de Jordanie et le Premier ministre israélien Yitzhak Rabin après la signature du traité de paix israélo-jordanien, le 26 octobre 1994.

Les années 2000 et 2010 sont marquées par la seconde intifada et les guerres de Gaza en 2008-2009, 2012 et 2014, qui entravent les relations entre la Jordanie et Israël mais celles-ci restent structurellement solides.
En septembre 2016, un contrat d’exportation de gaz israélien d’un montant de 10 milliards de dollars est signé avec la Jordanie. Cet accord d'une durée de 15 ans, porte sur une livraison de 300 000 millions de Btu (unités thermiques britanniques) par jour, issues de l'exploitation du gisement « Leviathan ». Il est néanmoins dénoncé comme fortement défavorable à la Jordanie, comportant notamment une clause conçue comme pour « dissuader et entraver le développement de sources gazières domestiques en Jordanie ».
En avril 2019, le ministre des Affaires étrangères de Jordanie Ayman Safadi rejette un appel de son homologue omanais à « apaiser les craintes d'Israël », déclarant : « Le problème n’est pas que les Arabes doivent donner des garanties (...), c’est qu’Israël doit faire ce qu’il faut pour la paix. Israël doit se retirer des terres arabes occupées depuis 1967 et permettre la création d’un État palestinien. ».
Entre décembre 2020 et mars 2021, les ministres des Affaires étrangères israélien et jordanien Gaby Ashkenazi et Ayman Safadi se rencontrent à deux reprises sur le pont Allenby, un passage contrôlé par Israël et reliant la Cisjordanie à la Jordanie. Dans un contexte de rapprochement entre Israël et plusieurs pays arabes, Ayman Safadi met de nouveau en garde son homologue sur la nécessité de résoudre la question palestinienne sur la base de deux États, à laquelle des traités de paix ne peuvent se substituer. Les deux diplomates s'entretiennent également sur des questions relatives à l'eau, aux transports, à la réglementation des échanges commerciaux, aux exportations et au trafic frontalier.

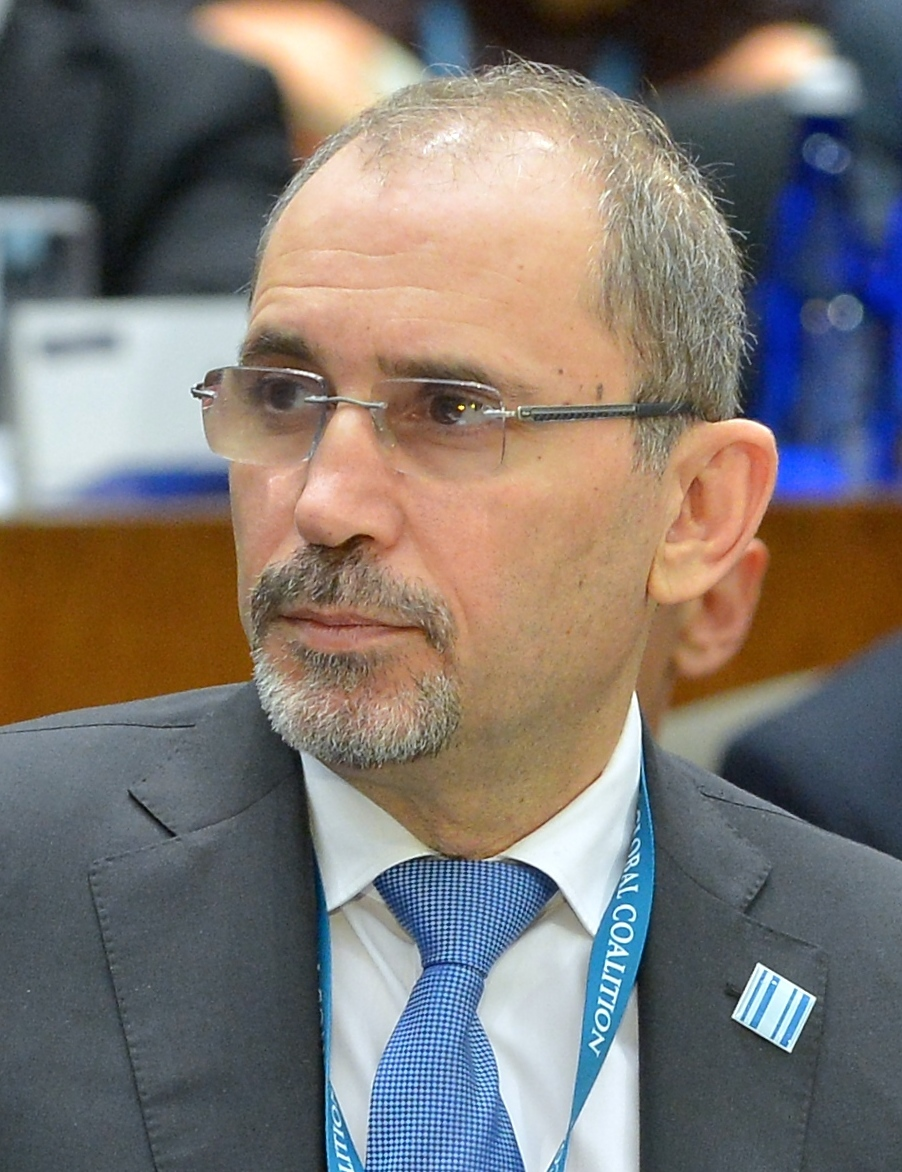
Ayman Safadi, chef de la diplomatie jordanienne depuis janvier 2017

Le début de l'année 2021 est également marqué par l'élection à la présidence des États-Unis du candidat démocrate Joe Biden, dont la position dans le conflit israélo-palestinien est plus équilibrée que son prédécesseur pro-israélien Donald Trump. Bénéficiant de cette détente dans ses relations avec les États-Unis, le gouvernement jordanien en profite pour s'affirmer face à Israël, et avertir averti l’État hébreu qu’elle ne se laissera plus marginaliser. Ce revirement politique jordanien s'illustre par plusieurs tensons illustrées par deux événements en mars 2021. En début du mois, alors qu'Israël décide de durcir l'accès à la mosquée al-Aqsa, à Jérusalem-Est administrée par le « Waqf de Jérusalem » qui dépend de la Jordanie, le prince héritier jordanien Hussein ben Abdallah annule sa visite en protestation. La semaine suivante, alors que Benyamin Netanyahou, en campagne pour les élections législatives israéliennes doit se rendre pour la première fois aux Émirats arabes unis depuis les accords de paix Abraham, la Jordanie l'oblige à annuler son voyage en lui interdisant de survoler son territoire. Le chef de la diplomatie jordanienne, Aymane Safadi se justifie en déclarant : « Vous reniez l’accord avec la Jordanie, vous créez les conditions pour rendre impossible la visite du site religieux lors d’une occasion sacrée, et vous vous attendez ensuite à venir en Jordanie et à voler dans son espace aérien ? Soyons sérieux ! ».
Un responsable jordanien déclare que « les relations avec Netanyahou (étaient) tendues depuis de nombreuses années », caractérisant la paix avec Israël comme une « paix froide » et que « jamais ses relations avec le Premier ministre israélien n’avaient été aussi mauvaises ».
Mais celles-ci s'améliorent en juin 2021, à la suite de la défaite de Benyamin Netanyahou lors des élections législatives anticipées de 2021, et son remplacement au poste de Premier ministre par Naftali Bennett, plus modéré sur la question palestinienne. Le mois suivant, celui-ci se rend à Amman où il est reçu par le roi Abdallah II, marquant la première rencontre entre des chefs d'État des deux pays depuis trois ans, durant laquelle Naftali Bennett aurait accepté de vendre au royaume plus d’eau que le quota de 55 millions de mètres cubes par an prévu par l’accord de paix bilatéral de 1994, alors que la Jordanie est en proie à la sécheresse. Le chef de la diplomatie israélienne Yaïr Lapid et son homologue jordanien Ayman Safadi conviennent de relever le plafond des exportations jordaniennes vers la Cisjordanie de 160 à 700 millions de dollars.
En janvier 2023, le roi Abdallah II de Jordanie reçoit le Premier ministre israélien Benyamin Netanyahou à Amman, marquant la première rencontre entre ces hommes d'État depuis 2018. Ces derniers échangent sur « la coopération stratégique, sécuritaire et économique entre Israël et la Jordanie, qui contribue au renforcement de la stabilité régionale », tandis que la roi de Jordanie appelle Israël à « arrêter la violence pour ouvrir la voie à un horizon politique pour le processus de paix ».

#### Relations avec l'Égypte

##### Affrontements entre 1948 et 1973
L'Égypte a participé à toutes les guerres israélo-arabes entre 1949, 1967 et 1973, auxquelles on peut ajouter la crise du canal de Suez lors de laquelle Israël se joint à la coalition franco-anglaise formée pour reprendre le contrôle du canal de Suez et renverser Nasser. Les tensions sont presque continues entre les deux États après la fondation d'Israël en 1948, provoquant de multiples affrontements le plus souvent à la suite d'offensives israéliennes. En février 1955, l'armée israélienne détruit un camp militaire égyptien dans la bande de Gaza, poussant l'Égypte à signer la même année un traité de coopération militaire avec la Tchécoslovaquie. Lors de la crise du canal de Suez, l'armée israélienne est la première à attaquer l'Égypte le 29 octobre 1956, suivie le lendemain par la France et Royaume-Uni qui remportent une victoire rapide (une semaine), avant d'être contraints de se retirer à la suite des pressions diplomatiques américaines et russes.

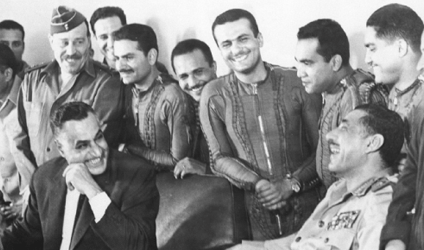
Nasser entouré par des pilotes égyptiens sur une base aérienne du Sinaï, un mois avant la guerre des Six Jours

Lors de la guerre des Six Jours, l'armée israélienne remporte une victoire totale et rapide grâce à une attaque préventive lui permettant de détruire la majeure partie de l'aviation arabe dès le premier jour, avant de mettre en déroute les armées égyptiennes, syriennes et jordaniennes. La victoire israélienne lui permet d'annexer le Sinaï, plateau du Golan, une partie de la Cisjordanie (dont Jérusalem-Est), et la bande de Gaza. Les années suivantes, des escarmouches et bombardements de part et d'autre ont régulièrement lieu entre les forces armées des deux États ; l’armée égyptienne qui n'était pas en mesure de lancer une véritable contre-offensive, ne pouvait pas pour autant rester inactive après sa défaite de juin 1967, et mène une guerre d'usure face à l'ennemi israélien en attendant de se reconstruire. Ces opérations bien que d'ampleurs limitées, se multiplies pendant trois ans et font des centaines de morts parmi les militaires, et des milliers de victimes civiles côté égyptien. Le 7 août 1970, sous pression américaine, un cessez-le-feu est signé entre les deux parties, un mois et demi avant le décès de Nasser le 28 septembre, par crise cardiaque.

En 1973, l'Égypte gouvernée par Anouar el-Saddate est à l'initiative de l'offensive arabe lancée contre Israël, après que le chef d'État major égyptien Saad El Shazly se rend en Algérie et au Maroc pour organiser la stratégie de la coalition arabe. La guerre du Kippour se termine au bout de 19 jours avec la signature d'un cessez-le-feu sous l'égide le l'ONU, à la suite de quoi l'Égypte décide de passer par la voie diplomatique pour reprendre le contrôle du Sinaï. Le tournant des relations entre les deux pays commence avec le discours d'Anouar el-Saddate à la Knesset, le 20 novembre 1977 :

« Toute vie perdue dans la guerre est celle d’un être humain, qu’il soit arabe ou israélien. Les enfants qui sont privés de leur père sont les enfants de chacun d’entre nous, en terre arabe ou en Israël, et nous avons le grand devoir de leur donner un présent heureux et un bel avenir. »

##### «Paix froide» et coopération limitée de 1980 à 2013
L'année suivante, les accords de Camp David qui mettent fin aux hostilités entre l'Égypte et Israël en septembre 1978. Les deux présidents signataires Menahem Begin et Anouar el-Sadate reçoivent le prix Nobel de la paix en 1978 en raison de ces accords.

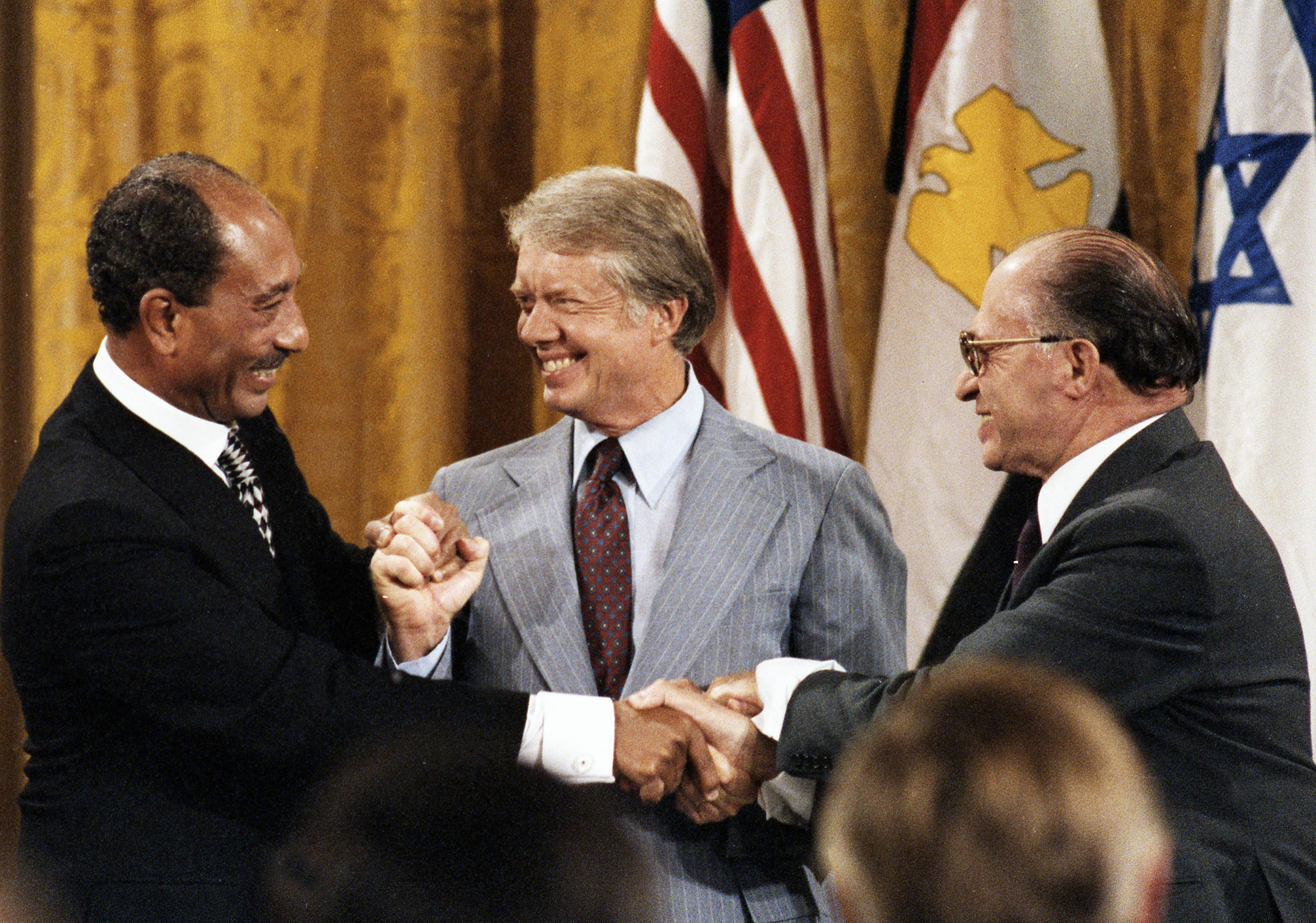
Rencontre entre les présidents égyptien et israéliens Anouar el-Saddate et Menahem Begin, en présence du président américain Jimmy Carter lors des accords de Camp David en septembre 1978

Les relations diplomatiques sont formellement établies le 21 février 1980, un an après le traité de paix israélo-égyptien. Depuis lors, l'Égypte dispose d'une ambassade à Tel Aviv et un consulat à Eilat tandis qu'Israël dispose d'une ambassade au Caire et d'un consulat à Alexandrie.
Mais plus que l’opposition arabe à la paix avec l'État hébreu, c’est la mauvaise volonté israélienne qui empêche un véritable rapprochement israélo-égyptien. Le Premier ministre israélien Menahem Begin ne fait aucune concession sur la Palestine, vouant sciemment à l’échec la Conférence du Caire, et Saddate, à l'initiative de cette paix séparée, est assassiné un an après l'établissement des relations diplomatiques israélo-égyptiennes.
Les décennies suivantes, les relations israélo-égyptiennes sont considérées comme une « paix froide », c'est-à-dire des tensions persistantes bien qu'excluant tout affrontement armé, caractérisées par de fortes oppositions de leurs populations respectives (surtout égyptienne) à tout rapprochement bilatéral. Ainsi, les rencontres de chefs d'État se poursuivent mais se font discrètes, comme la visite de Benyamin Netanyahou à la station balnéaire de Charm el-Cheikh sur invitation d'Hosni Moubarak, quelques semaines avant son renversement en 2011. Le traité de paix s'impose durablement dans les faits, malgré des changements de régime y sous la présidence à la tête de l'Égypte de Mohammed Morsi issu des frères musulmans proches du Hamas.

##### Rapprochement sous la présidence d'Abdel Fatah al-Sissi
Mais c'est après son renversement en 2013 que les relations israélo-égyptiennes s'améliorent sous la présidence d'Abdel Fatah al-Sissi en Égypte. Les deux États ont alors des intérêts convergents dans la lutte contre l’insurrection islamiste au Sinaï, qui les conduit à nouer une coopération étroite dans les domaines militaire et du renseignement. En outre, le mouvement islamiste Hamas au pouvoir dans la bande de Gaza frontalière des deux pays est ennemi du gouvernement israélien, mais aussi égyptien depuis que celui-ci considère les frères musulmans comme un groupe terroriste. En 2016, Sameh Choukri, se rend en Israël, marquant la première visite officielle d’un chef de la diplomatie égyptienne depuis neuf ans, axée sur la coopération militaire et sécuritaire contre le terrorisme. En janvier 2019, interrogé par un journaliste de CBS lui demandant si cette coopération était la plus étroite qui ait jamais existé entre les deux anciens ennemis (Israël et Égypte), le président égyptien Abdel Fattah al-Sissi lui déclare : « C’est exact ».
En 2020-2021, une série de normalisations entre Israël et des pays arabes fournissent à Sissi un nouvel espace pour rendre publics ces contacts qui avaient lieu en privé depuis un certain temps ; certains analystes parlent de « normalisation de la normalisation » des relations israélo-égyptiennes.
En février 2021, le ministre égyptien de l'Énergie se rend à Jérusalem et rencontre le Premier ministre israélien Benyamin Netanyahou, le chef de la diplomatie Gabi Ashkenazi puis son propre homologue Yoni Steinitz. Les deux ministres de l'Énergie s'entendent pour construire un nouveau gazoduc reliant les champs gaziers de Leviathan à des installations de liquéfaction en Égypte, destinées à livrer le gaz liquéfié vers l'Europe.
De nombreux Israéliens se rendent chaque année dans le Sinaï pendant les vacances de Pessa'h (Pâque juive), le Mont Sinaï état un lieu sacré du judaïsme. En mars 2021, le point de passage sur la frontière israélo-égyptienne de de Taba ferme en raison de la pandémie de Covid-19, avant de rouvrir un an plus tard à la suite d'une importante campagne de vaccination en Israël.
En janvier 2021, l'arrivée de Joe Biden à la présidence américaine, moins favorable au président égyptien que son prédécesseur Donald Trump pousse ce dernier à se rapprocher davantage d'Israël à qui le nouveau président américain est très favorable.
En mai 2021, dans le contexte de la reprise des affrontements entre Israéliens et Palestiniens, l'Égypte propose sa médiation, et promet d'investir 500 millions de dollars pour la reconstruction à Gaza et de mobiliser des entreprises égyptiennes pour mener les travaux. Une trêve est finalement négociée entre le gouvernement israélien et le Hamas grâce à une médiation du gouvernement égyptien au bout de 11 jours de combats. Après la fin des hostilités, le chef de la diplomatie israélienne Gabi Ashkenazi se rend au Caire et rencontre on homologue égyptien Sameh Choukri pour la première fois depuis 13 ans pour consolider cette trêve, tandis que dans le même temps, le chef du renseignement égyptien, Abbas Kamel, s’entretient à Jérusalem avec Benyamin Netanyahou pour « intensifier la coopération » entre les deux pays voisins.
En août 2021, Abdel Fatah al-Sissi missionne un proche collaborateur, le directeur des services de renseignements, le général Abbas Kamel, en visite en Israël les 18 et 19 août dernier afin de s’entretenir avec l’état-major et le nouveau gouvernement israélien. Quelques jours plus tard, il convie le nouveau Premier ministre israélien Naftali Bennett à une visite officielle dans les semaines à venir, sans en préciser la date. Celle-ci a lieu le 13 septembre lorsque les deux chefs d'État se rencontrent à la station balnéaire de Charm el-Cheikh. Cette visite en Égypte de Naftali Bennett est la première d'un Premier ministre israélien depuis la fin de la présidence de Hosni Moubarak.

#### Relations avec la Turquie

##### Histoire des relations israélo-turques
La Turquie a une histoire singulière dans le monde musulman, au sujet de ses relations avec Israël. Tandis que David Ben Gourion cherche à nouer des relations avec les pays non-arabes du Moyen-Orient, essentiellement l'Iran et la Turquie tandis que les pays arabes sont coalisés dans la guerre israélo-arabe de 1948-1949, la Turquie choisi de rester neutre pendant cette guerre, et est le premier pays musulman à reconnaître Israël le 28 mars 1949. Quelques mois plus tard, en janvier 1950, Ankara envoie le diplomate Seyfullah Esen à Tel-Aviv en tant que premier chargé d’affaires turc.
Pendant la guerre froide, l’adhésion en 1952 de la Turquie à l’OTAN, organisation militaire occidentale sous la direction des États-Unis est un autre facteur de rapprochement israélo-turc, d’autant que les Palestiniens sont eux soutenus par les partis turcs de d'opposition de gauche, ainsi que des mouvements séparatistes kurdes. En 1954, lors de sa visite aux États-Unis, le Premier ministre turc Adnan Menderes appelle les pays arabes à reconnaître Israël. En 1967, lors de la guerre des Six Jours, Ankara se démarque une fois de plus dans le monde musulman en refusant de rompre ses relations avec l'État hébreu, alors que la Turquie avait rejoint le bloc des pays occidentaux qui ont protesté contre la décision du Caire d’empêcher le passage des navires israéliens par le canal de Suez, casus belli de cette guerre. Parallèlement, le Mossad ouvre un bureau sur le sol turc.
Dans les années 1980, l’émergence en Turquie du groupe armé séparatiste kurde PKK qui s’entraîne au Liban, grâce à leurs liens avec l’OLP, pousse la Turquie à nouer des accords de coopération militaire avec l'État hébreu, avec qui elle signe de nombreux contrats de défense. En 1993, les accords de paix israélo-palestiniens d'Oslo sont considérés par Ankara comme une opportunité d'équilibrer ses relations entre les deux partis en conflit, et d'en tirer des bénéfices économiques, mais aussi diplomatiques en soignant son image dans le monde arabo-musulman. Les années suivantes, le Premier ministre turc Bülent Ecevit décide d’endosser le rôle de médiateur entre Palestiniens et Israéliens, et propose que ces derniers se partagent la souveraineté sur les lieux saints de Jérusalem. Ce rôle s'accentue après l'arrivée au pouvoir d’Erdoğan au début des années 2000, qui cherche à entretenir de bonnes relations avec toutes les parties en conflit, et accueille un sommet qui réunit le président israélien Shimon Peres et son homologue palestinien Mahmoud Abbas.

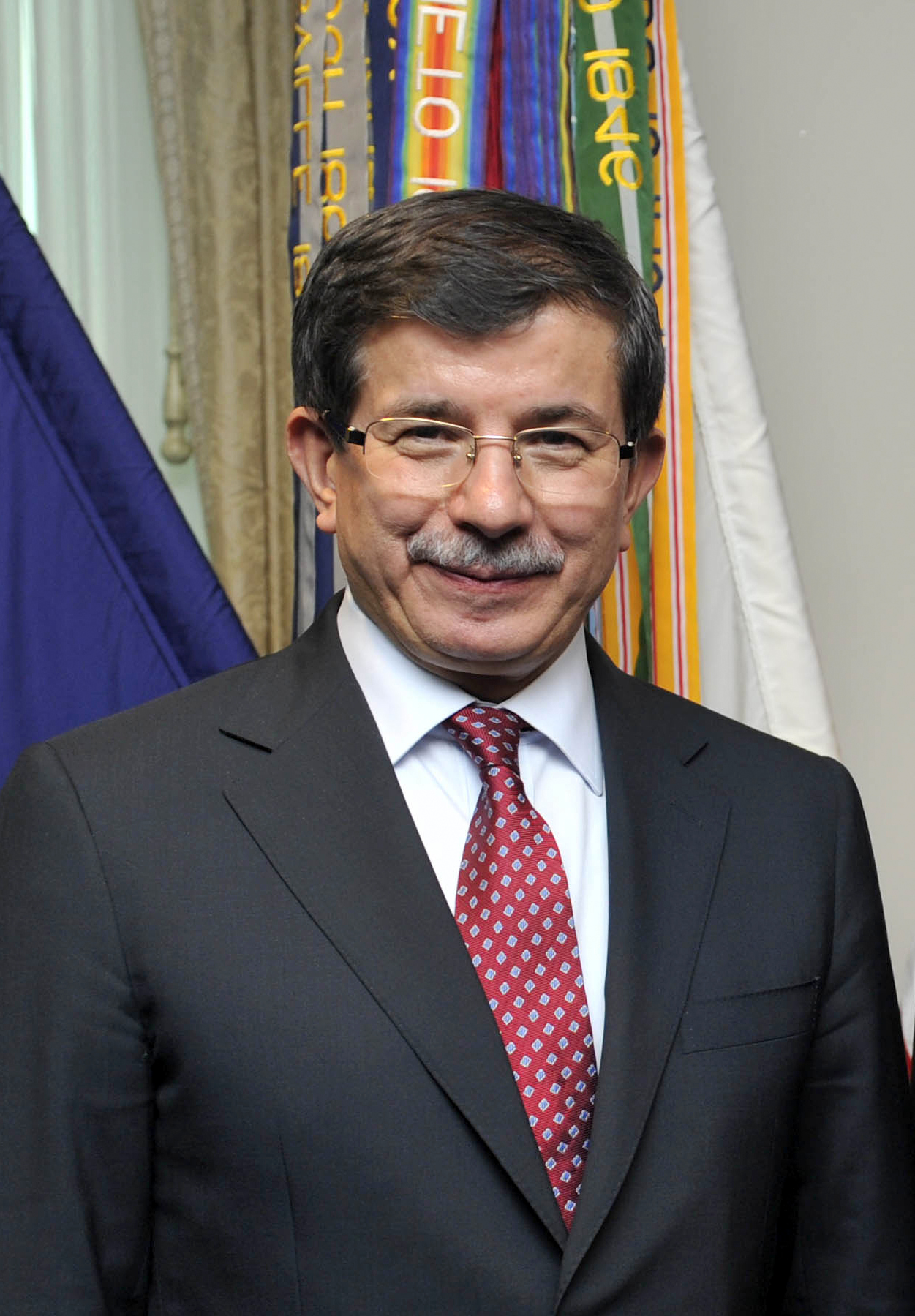
Ahmet Davutoğlu, ancien ministre turc des Affaires étrangères de 2009 à 2014. Auteur et défenseur de la doctrine zéro problème avec les voisins, il critique toutefois l'alliance turco-israélienne dans un livre de 2001, qu'il juge « contre nature ».

Les relations israélo-turques se détériorent en mai 2010, lorsque des commandos de la marine de guerre israélienne prennent d'assaut le ferry turc Mavi Marmara, navire amiral d'une flottille humanitaire internationale à destination de la bande de Gaza, faisant neuf morts et vingt-huit blessés parmi les passagers, et provoque a rupture des relations diplomatiques israélo-turques. Ces tensions bilatérales se renforcent en 2013 lorsque des manifestations antigouvernementale éclatent à Istanbul. Car le point de tension entre Israël et la Turquie réside essentiellement ans la répercussion de la question palestinienne sur la politique turque interne. Ainsi, l’incident de la flottille turque de Gaza est considéré par l'AKP comme une occasion d'alimenter sa popularité dans son propre pays ainsi que dans le monde musulman, et se sert de nouveau de la cause palestinienne pour réprimer les manifestations de 2013 dont ils accusent les participants d'être « influencés par le sionisme » Cette crise diplomatique prend toutefois fin en 2013 à la suite d'un accord portant sur le versement d'une indemnisation de 20 millions de dollars par Israël. Leurs relations sont normalisées en 2016 lorsque les deux États échangent de nouveaux des ambassadeurs.
En 2018, la Turquie et Israël expulsent mutuellement des diplomates de haut rang à la suite d'affrontements au cours desquels des dizaines de Palestiniens sont tués par les forces israéliennes à la frontière de Gaza.
En décembre 2020, le président turc Recep Tayep Erdogan déclare que la Turquie aimerait entretenir de meilleures relations avec Israël, mais la question palestinienne y fait obstacle, après avoir condamné la normalisation des relations de plusieurs États arabes avec Israël. La Turquie et Israël continuent néanmoins d'avoir d'importants liens économiques et échanges commerciaux.
En mars 2021, alors que la découverte d’importants gisements de gaz naturel donne lieu à un partage entre les pays riverains dont la Turquie se sent exclue, Ankara cherche à rompre son isolement diplomatique en apaisant ses relations avec la Grèce, Israël, et les monarchies du Golfe.
En mai 2021, dans le contexte de la reprise des affrontements entre Israéliens et Palestiniens, le président turc Recep Tayep Erdogan déclare considérer Israël comme un « État terroriste cruel », tandis que des centaines de personnes manifestent en soutien aux Palestiniens aux abords du consulat israélien à Istanbul.
Néanmoins, le mois suivant, la défaite de Benyamin Netanyahou lors des élections législatives anticipées de 2021, et son remplacement au poste de Premier ministre par Naftali Bennett, plus modéré sur la question palestinienne, permet une détente des relations turco-israéliennes. Le 12 juillet 2021, le nouveau président israélien Isaac Herzog s'entretient avec son homologue turc Recep Tayep Erdogan, qui lui fait part de la « très grande importance » que celui-ci accorde aux relations entre Israël et la Turquie pour la sécurité et la stabilité au Moyen-Orient, ainsi qu'au fort potentiel de coopération entre les deux pays dans les domaines de l'énergie, du tourisme et de la technologie.
Cet apaisement s'explique également par l'élection de Joe Biden à la Maison Banche, beaucoup moins favorable que son prédécesseur, non seulement à Israël, mais aussi à la Turquie, alors que Donald Trump entretenait des relations personnelles très fortes avec Benyamin Netanyahou comme avec Recep Tayep Erdogan. Aux yeux d’Ankara, une relation plus apaisée avec l’État hébreu pourrait lui permettre d’obtenir le soutien du puissant lobby pro-israélien à Washington, tandis que les accords de normalisation signés entre Israël et plusieurs pays arabes en 2020 et 2021 risquent de fragiliser sa position au Moyen-Orient si celle-ci reste hostile à Tel-Aviv.

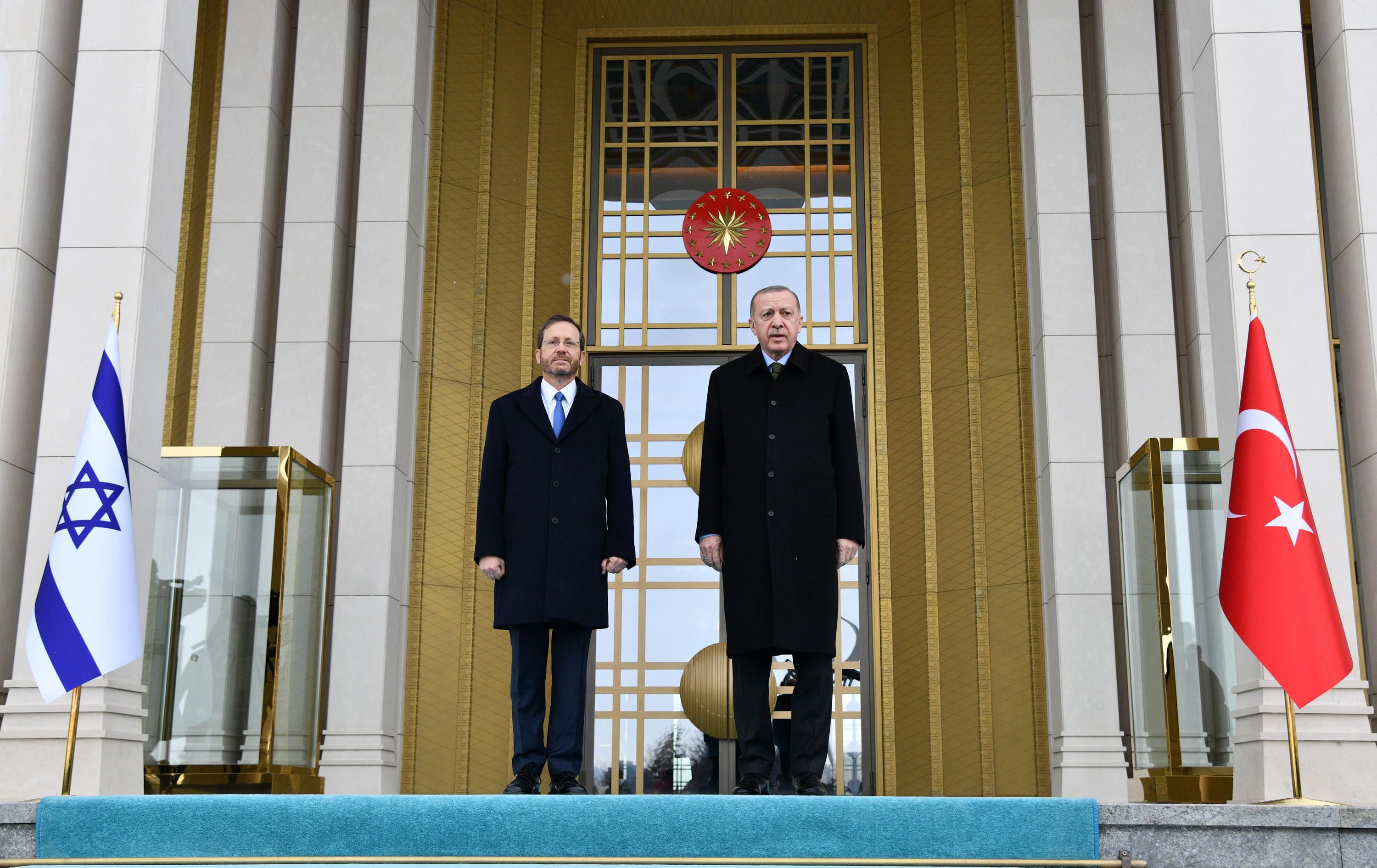
Le président Isaac Herzog pendant sa visite d'État en Turquie avec le président Recep Tayyip Erdoğan en mars 2022.

En mars 2022, le président israélien Isaac Herzog se rend en Turquie, marquant la première d’un haut responsable israélien depuis quinze ans, et un tournant dans les relations longtemps houleuses entre les deux pays. Les jours suivants, dans le contexte de l'invasion russe de l'Ukraine, les deux pays s'entendent sur la construction d'un gazoduc entre leurs deux pays permettant de faciliter l'acheminement de gaz irakien vers l'Europe et réduire la dépendance du vieux continent à l'égard de la Russie.
Le 17 août 2022, les ministres israélien et turc Yaïr Lapid et Mevlüt Cavusoglu annoncent le rétablissement complet de leurs relations diplomatiques et le retour des ambassadeurs dans les deux pays pour la première fois depuis 2018. Selon le chercheur de l'IRIS David Rigoulet-Roze, ce rétablissement des relations est l'aboutissement d'un processus entamé six mois auparavant initié par Ankara, en recherche d'investisseurs étrangers pour faire face à une crise économique inédite. Le ministre turc des Affaires étrangères Mevlüt Çavuşoğlu que cette normalisation permettra à Ankara de mieux soutenir la cause palestinienne. Côté israélien, l’État hébreu a intérêt à se rapprocher de la Turquie pour l’éloigner davantage encore de Téhéran, en conflit avec Ankara sur le dossier syrien.
Entre septembre et novembre 2022, les deux pays nomment, pour la première fois depuis 2018, un ambassadeur chez l'autre : Irit Lillian est nommée ambassadrice d'Israël en Turquie en septembre, tandis que deux mois plus tard, Sakir Ozkan Torunlar est nommé ambassadeur de Turquie en Israël.

##### Relations commerciales
Israël est l'un des pays non européens avec qui la Turquie a le plus intensifié ses échanges commerciaux depuis les années 1980, faisant de la Turquie le sixième partenaire commercial d'Israël. Le volume des échanges est passé de cinquante millions de dollars en 1985 à 1,3 milliard de dollars en 2002, 5 milliards de dollars en 2014, 6,2 milliards de dollars en 2018, 5,5 milliards en 2019, 8,1 milliards de dollars en 2021, et devrait atteindre les 10 milliards de dollars d’ici la fin de l’année 2022.
Les exportations d'Israël vers la Turquie sont menées par les produits chimiques (50 %), des plastiques (12 %) et des carburants (9 %). Les importations en provenance de Turquie son plus variées : les véhicules (18%) et le fer et l'acier (16%), suivis par les plastiques (7%), les machines (6%) et le ciment (5%).
En 2022, Ankara et Tel-Aviv coopèrent dans le dossier gazier méditerranéen, en prolongeant un gazoduc qui transporte le gaz israélien du champ Léviathan vers le sol turc. La Turquie prévoit d’en acheter une part pour un usage local, et d’en exporter une autre vers l’Europe, qui en a plus que jamais besoin depuis la rupture de l’approvisionnement en gaz russe dans le contexte de la guerre d'Ukraine. A cette fin, la société turque Zorlu Holdings négocie avec Israël pour construire un pipeline dont le coût pourrait atteindre 2,5 milliards de dollars.
Sur le plan touristique, le nombre de touristes israéliens en Turquie atteignent environ 560 000 touristes par an, dont 358 000 voyageant à bord d’avions de la Turkish Airlines, la principale compagnie aérienne turque qui compte 10 vols quotidiens entre Tel-Aviv et Istanbul.

#### Relations avec les Émirats arabes unis
Contrairement à la plupart des États arabes les pays du Golfe, qui n’étaient pas indépendants avant 1948 et 1967, n’ont pas l’expérience traumatisante des défaites militaires qu’ont connues les pays qui ont combattu Israël.
Bien qu'entretenant depuis plusieurs décennies une coopération active dans de nombreux domaines, les deux Émirats arabes unis et Israël annoncent le futur établissement de leurs relations diplomatiques par un accord de paix conclu le 13 août 2020 (encore à formellement signer).
Apparemment, l'accord conclu entre les deux nations a été atteint grâce à Mohammed Dahlan, accusé par la hiérarchie palestinienne d'aider le prince émirati Mohammed Ben Zayed al-Nahyan. Le Premier ministre israélien, Benyamin Netanyahou a remercié le président égyptien al-Sissi et les gouvernements d’Oman et de Bahreïn pour leur soutien à l’accord de paix historique. Cependant, le principal allié et partisan des EAU, l’Arabie saoudite, n’a pas encore approuvé l’accord de paix et s’est abstenu de dire quoi que ce soit.
Le 25 août 2020, le secrétaire d'État aux Affaires de défense des Émirats arabes unis, Mohammed ben Ahmad al-Bawardi s'entretient au téléphone avec le ministre israélien de la Défense, Benny Gantz. Lors de cet échange, les deux responsables expriment la conviction que l'accord va renforcer la paix et la stabilité dans la région, et le désir d'établir des relations solides qui seront bénéfiques aux deux pays et à la région.
Le 29 août 2020, le président Khalifa ben Zayed Al Nahyane annonce l'abrogation de la loi fédérale n°15 de 1972 concernant le boycott d'Israël, et la permission de « faire entrer, échanger et posséder des biens et produits israéliens de tout type aux Émirats et de les commercialiser ».

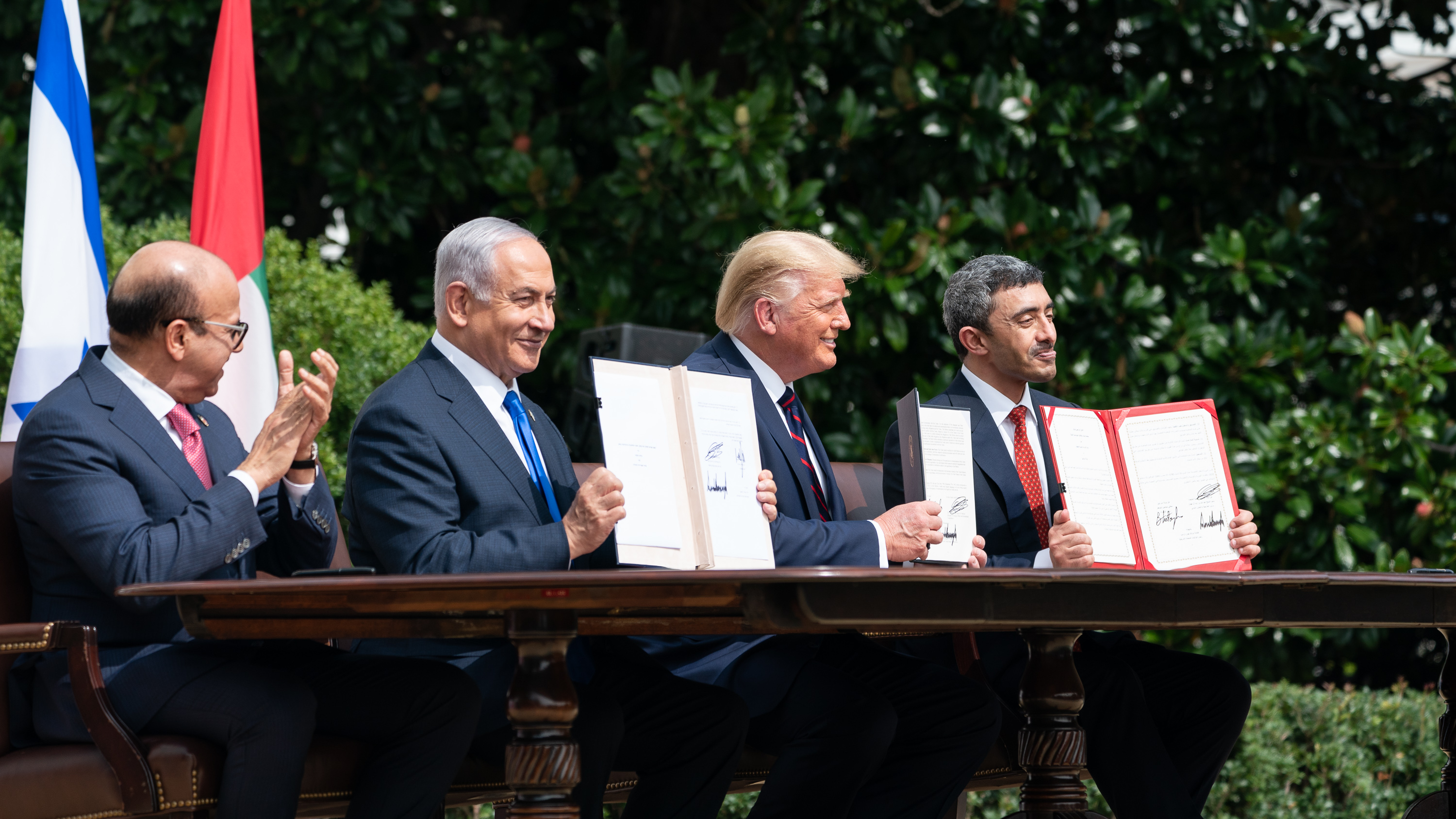
Signature des accords d'Abraham en septembre 2020 en présence du président américain Donald Trump, du Premier ministre israélien Benyamin Netanyahou et des ministres des Affaires étrangères des Émirats arabes unis et Bahreïn, Abdullah bin Zayed Al Nahyan et Abdullatif bin Rashid Al-Zayani.

L'accord de normalisation entre Israël d'une part, les Émirats arabes unis et Bahreïn d'autre part est formellement signé à la Maison-Blanche le 15 septembre 2020.
En novembre 2020, la compagnie aérienne Flydubai lance la première liaison aérienne directe entre les Émirats arabes unis et Israël en reliant l’aéroport Ben Gourion de Tel-Aviv à l’aéroport international de Dubaï, à la fréquence de deux vols par jour. L’Arabie saoudite, tout en refusant de normaliser ses relations avec Israël, donne son feu vert au survol de son territoire par les vols commerciaux se rendant ou partant d’Israël. Le mois suivant, des dizaines de milliers d’Israéliens visitent les Émirats lors de la fête juive de Hanoucca.
La compagnie aérienne basée à Abou Dhabi Etihad Airways annonce le lancement d'une liaison aérienne directe avec Israël pour mars 2021.
En janvier 2021, les gouvernements des deux États approuvent chacun l'ouverture d'une ambassade israélienne à Abou Dhabi (avec Eitan Na'eh comme ambassadeur) et émiratie à Tel-Aviv, quelques jours après la signature d'un accord bilatéral dans le domaine de l'énergie solaire. Un mois plus tard, le premier ambassadeur émirati en Israël, Mohamed Mahmoud Fateh Ali Al-Khaja, prend ses fonctions à Tel-Aviv et se déclare « fier et honoré d’œuvrer à développer les relations entre les deux pays ».
En mai 2021, dans le contexte de la reprise des affrontements entre Israéliens et Palestiniens, les Émirats arabes unis condamnent les affrontements à Jérusalem Est, mais restent assez discrets au sujet des frappes israéliennes à Gaza, alors que celles-ci ciblent le Hamas, branche des Frères musulmans, organisation combattue par les Émirats. Abou Dhabi et Tel-Aviv sont également alliés objectifs contre l'Iran, particulièrement dans leur hostilité à la reprise des négociations au sujet de l'accord de Vienne sur le nucléaire iranien, relancées par le nouveau président américain Joe Biden.
Le 29 juin 2021, le chef de la diplomatie israélienne, Yaïr Lapid se rend aux Émirats arabes unis pour rencontrer son homologue émirati Abdallah ben Zayed al-Nahyan, inaugurer l'ambassade israélienne à Abou Dhabi, et un consulat à Dubaï, marquant la première visite officielle d'un ministre israélien aux Émirats. Sur le front commercial, la société d’investissement émiratie Mubadala conclu un accord avec la société israélienne Delek pour lui racheter sa part de 22 %, pour 1,1 milliard de dollars, dans le gisement de gaz naturel de Tamar. Parallèlement, Israël lève auprès de Washington ses objections à l’achat d’armes de pointe, ouvrant ainsi la voie aux Émirats pour l’acquisition de chasseurs F-35.
Le 14 juillet 2021, les Émirats arabes unis ouvrent leur première ambassade en Israël, à Tel-Aviv, deviennent le troisième pays arabe à disposer d’une ambassade en sol israélien après l’Égypte et la Jordanie.
En septembre 2021, un an après les accords de normalisation, les autorités israéliennes déclarent que près de 200.000 de leurs ressortissants se sont déjà rendus aux Émirats arabes unis au cours de l’année écoulée, alors qu'une trentaine de vols relie désormais les deux pays chaque semaine. Ainsi, une différence majeure avec les premiers accords de paix signés entre Israël et d'autres pays arabes (Égypte et Jordanie) est que ce rapprochement ne concerne pas seulement les gouvernements, mais aussi les acteurs privés qui multiplient les partenariats, et les populations qui affichent de plus en plus de signes de sympathie réciproque. Alors que les populations égyptiennes et jordaniennes restent majoritairement très hostiles à Israël, de plus en plus d'Émiratis s’affichent dans les rues de Tel-Aviv, devant le mur des Lamentations, ou participent aux événements promotionnels de la « start-up nation » israélienne.
En avril 2022, un an et demi après la normalisation de leurs relations, Israël et les Émirats arabes unis annoncent un accord de libre-échange abolissant les droits de douane sur 95 % des produits échangés entre ces deux pays. Cet accord entre en vigueur un an plus tard, en avril 2023. Entre 2021 et 2022, les échanges commerciaux bilatéraux entre Israël et les Émirats arabes unis sont passés de 900 millions à 2,5 milliards de dollars (hors produits informatiques et services), faisant d'Abou Dabi le seizième partenaire commercial de Tel-Aviv.

#### Relations avec Bahreïn
À la différence d'autres pays dans la région, Bahreïn n'a pas participé aux conflits armés entre les pays arabes et Israël.
En mai 2018, Manama reconnait de façon implicite le l’État hébreu en soulignant le « droit d’Israël de se défendre », après des frappes israéliennes contre des positions iraniennes en Syrie. La forte hostilité qu'Israël et Bahreïn partagent envers l'Iran et la Turquie en fait des alliés objectifs.
Le 11 septembre 2020, le Premier ministre israélien Benyamin Netanyahou a annonce un accord de normalisation des relations entre Israël et Bahreïn, un mois après un accord similaire avec les Émirats arabes unis. Cette décision est confirmée par le Premier ministre de Bahreïn Khalifa ben Salmane Al Khalifa qui déclare que cet accord contribuera à « la sécurité, la stabilité et la prospérité » de la région. L'accord de normalisation entre Israël d'une part, les Émirats arabes unis et Bahreïn d'autre part est formellement signé à la Maison-Blanche le 15 septembre 2020. Le 18 octobre, Bahreïn et Israël établissent officiellement leurs relations diplomatiques lors d'une cérémonie à Manama. Un mois plus tard, le ministre des Affaires étrangères du Bahreïn, Abdullatif el-Zayan, se rend à Jérusalem et rencontre Benyamin Netanyahou; ainsi que son homologue américain Mike Pompeo.
Le 30 septembre 2021, le ministre israélien des Affaires étrangères Yaïr Lapid se rend à Bahreïn pour y inaugurer la première ambassade israélienne, un an après la signature de l'accord de normalisation. Quelques heures après son arrivée dans la capitale Manama, un Airbus A320 de la compagnie nationale Gulf Air atterri à Tel-Aviv en provenance de Bahreïn, inaugurant la toute première liaison aérienne commerciale entre les deux pays.
En février 2022, Israël signe un accord de défense avec Bahreïn tandis que Naftali Bennett devient le premier chef de gouvernement israélien à effectuer une visite dans ce pays. Le 4 décembre 2022, le président israélien Isaac Herzog se rend à Bahreïn, marquant la première visite d'un chef d'État israélien dans ce royaume, et rencontre le ministre bahreïni des Affaires étrangères, Abdellatif al-Zayani. Le 4 septembre 2023, Eli Cohen se rend à Manama, où il rencontre son homologue bahreïni Abdellatif al-Zayani. Tous deux s'accordent sur leur souhait d'augmenter leurs échanges commerciaux bilatéraux et les vols entre leurs deux pays.
Le mois suivant, tandis que la reprise de la guerre à Gaza refroidit les relations entre l'État hébreu et plusieurs pays arabes, les ambassadeurs israélien et bahreïnien à Manama et Tel-Aviv sont rappelés par leurs gouvernements respectifs, bien qu'Israël affirme que ses liens avec Bahreïn sont stables.

### Pays sans relation diplomatique avec Israël

#### Relations avec le Liban
Le Liban ne participe pas en tant que pays à la guerre israélo-arabe de 1948-1949 (bien qu'un nombre important de volontaires libanais s'engage contre Israël), ni à la guerre des Six Jours en 1967 ni à la guerre du Kippour en 1973 et la frontière entre Israël et le Liban est relativement calme et stable.

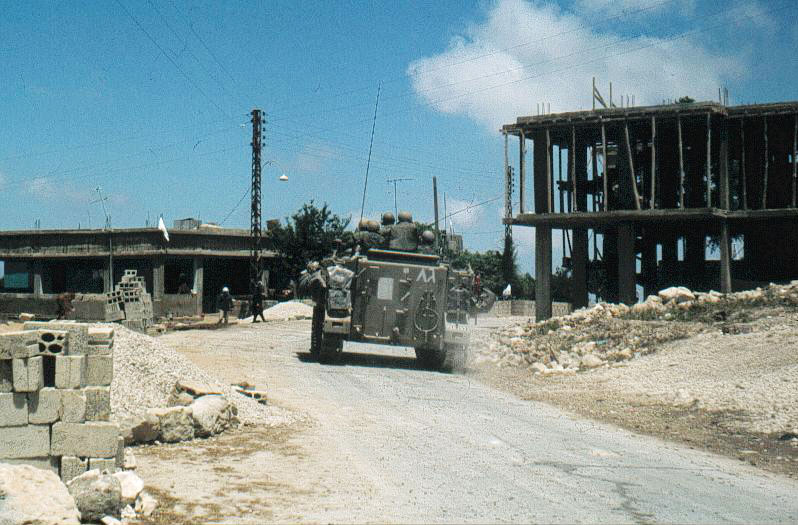
Des troupes israéliennes au Liban-Sud, juin 1982.

À l'instar de la Syrie, le Liban est toujours officiellement en état de guerre contre Israël, à la suite d'invasions dévastatrices de l'armée israélienne en territoire libanais en 1978, 1982 et 2006. Le Liban est néanmoins partie prenante de l’initiative arabe de paix de 2002 qui consiste à conditionner la paix avec Israël à la création d’un État palestinien dans les frontières de 1967, résumé par la formule la « paix contre la terre ». Depuis 2006, la frontière séparant les deux pays est relativement calme, à l'exception de quelques infiltrations de part et d'autre.
En août 2020, interrogé par la chaîne française BFMTV (venu le rencontrer après l'explosion de Beyrouth) sur la possibilité d'une paix avec Israël, le président libanais Michel Aoun affiche une position nuancée, déclarant « Cela dépend. Nous avons des problèmes avec Israël, il faut les résoudre d'abord. ». Parmi ces problèmes figurent notamment l’occupation par l’armée israélienne des fermes de Chebaa, mais aussi le tracé des frontières maritimes et terrestres entre les deux pays. Contrairement au Hezbollah, le Courant patriotique libre, parti politique fondé par Michel Aoun, n’a jamais fait de la lutte contre Israël une position idéologique.
En octobre 2020, dans un contexte de normalisation des relations entre Israël avec plusieurs pays arabes, le Liban annonce un accord avec Israël pour entamer des négociations sous médiation de l'ONU afin de résoudre leur différend sur les frontières maritimes et terrestres. Mais ces négociations s'enlisent rapidement, se transformant en « guerre des cartes », le Liban revendiquant sa souveraineté sur une zone maritime de 2293 km², alors que les Israéliens insistent pour limiter la négociation à une zone des 860 km². Sur cette zone disputée de 860 km², le médiateur américain Frederic Charles Hof suggère d'en attribuer 55 % au Liban, et 45 % à Israël, proposition rejetée par le Liban car considérée comme trop favorable à Israël.
Ces tensions sont accentuées par la crise économique qui le Liban le rend vulnérable aux pressions internationales, alors que pour lui venir en aide, la communauté internationale pose plusieurs conditions liées à des réformes intérieures, mais aussi sur d’autres dossiers liés à Israël. Parmi eux, figurent la délimitation de la frontière sud et l’établissement d’une zone tampon pour permettre des opérations de prospection pétrolière offshore, le contrôle des voies de passage entre le Liban et la Syrie pour empêcher la livraisons d'armes au Hezbollah, le règlement du problème que pose la possession par le Hezbollah de missiles de haute précision, ainsi que le contrôle du port et de l’aéroport pour stopper à la contrebande.
Ainsi, sans faire pression pour une normalisation des relations, la communauté internationale encourage le Liban à accepter un gel des hostilités avec Israël pour permettre une pacification durable de leur frontière, ce qui signifierait un retour à l’accord d’armistice de 1949.
En juin 2021, le nouveau chef de la diplomatie israélienne Yaïr Lapid déclare lors d'un entretien sur la chaîne américaine CNBC compatir avec le peuple libanais aux prises avec la crise économique, mais déplorer que le Liban soit devenu un pays « possédé par une organisation terroriste », en référence au Hezbollah.
En octobre 2022, malgré une situation toujours conflictuelle, les deux pays parviennent à s'entendre, grâce à une médiation américaine, et à signer un accord sur la délimitation de leurs frontières maritimes et le partage des ressources gazières offshore situées de part et d'autre.

#### Relations avec la Syrie
Israël n’a pas de relations diplomatiques avec la Syrie, les deux États étant toujours officiellement en guerre après s'être affrontés lors de la guerre israélo-arabe de 1948-1949, de la guerre des Six Jours en 1967, de la guerre du Kippour en 1973, lors de laquelle la Syrie et l'Égypte attaquent Israël pour l'obliger à restituer les territoires conquis en 1967. Prise par surprise, l'armée israélienne reprend finalement le dessus au prix de pertes sévères, puis un accord sur le désengagement des forces dans le Golan est signé en mai 1974. À noter que les armées israélienne et syriennes se sont aussi affrontées en soutenant des camps opposés en Jordanie lors de la tentative de coup d'État de l'OLP contre la monarchie en 1971, et au Liban pendant la guerre civile en 1982.
Le plateau du Golan, qui fait toujours officiellement partie du territoire syrien est pris par l'armée israélienne en 1967, puis officiellement annexé en 1981 (son annexion est reconnue par le président américain Donald Trump en mars 2019).

Conquête du plateau du Golan par l'armée israélienne lors de la Guerre des Six Jours en juin 1967

Les années 1990 sont marquées par une accalmie dans la guerre israélo-arabe, lorsqu'à la suite des accords de paix d'Oslo, plusieurs pays arabes ouvrent des bureaux de liaisons à Tel-Aviv. SI la Syrie n'en fait pas partie, le président Hafez el-Assad se déclare néanmoins prêt à favoriser l’action diplomatique pour mettre fin au conflit. Mais les pourparlers de paix entre Israël et la Syrie lancés grâce aux accords d'Oslo sont interrompus en février 1996, Damas exigeant une restitution totale du plateau du Golan, rejetée par Tel-Aviv.
En août 1997, Hafez el-Assad reçoit à Damas une délégation de 50 Arabes israéliens venue sur son invitation, non pour jouer les médiateurs entre la Syrie et Israël, mais pour « assurer une liaison, une connaissance réciproque les Palestiniens restés en Israël et leurs frères arabes ». De brèves négociations israélo-syriennes reprennent en 1999 lorsque le parti travailliste, plus modéré et enclin au dialogue que la Likoud arrive au pouvoir en Israël, dont Ehud Barak devient Premier ministre. Celui-ci envisageait un retrait israélien de la quasi-totalité du Golan, hormis une bande étroite de terre longeant la rive orientale du lac de Tibériade, le principal réservoir d’eau douce d’Israël. Mais son mandat prend fin au bout de deux ans lorsque le Likoud remporte de nouveau les élections législatives en mars 2001, et Ariel Sharon, général nationaliste vétéran de la guerre des Six Jours lui succède au poste de Premier ministre.
Toutefois, la politique syrienne est au même moment parquée l'arrivée Bachar el-Assad à la suite de la mort de son père en juillet 2000. Celui-ci, né en 1965, n'ayant participé à aucune guerre contre Israël; permet à des négociations de reprendre dans les premières années de sa présidence, grâce à une médiation américaine, suivant la formule « territoires contre réalignement stratégique ». Selon l’un des médiateurs américains, Bachar el-Assad affirme le 28 février 2011 qu’il « romprait les liens militaires avec l’Iran, le Hezbollah et le Hamas et neutraliserait toutes les menaces contre Israël émanant de la Syrie, à condition qu’Israël accepte de restituer à la Syrie toutes les terres qui lui ont été prises en juin 1967 ». Le Premier ministre israélien Benyamin Netanyahou se montre intéressé par cette proposition, mais la méfiance réciproque entre les deux parties ainsi que leurs préoccupations sécuritaires les empêche d'envisager sérieusement une démilitarisation du Golan. En effet si Bachar el-Assad décidait de ne pas respecter ses engagements et déployait des troupes sur le plateau, il serait en position de force pour attaquer Israël.

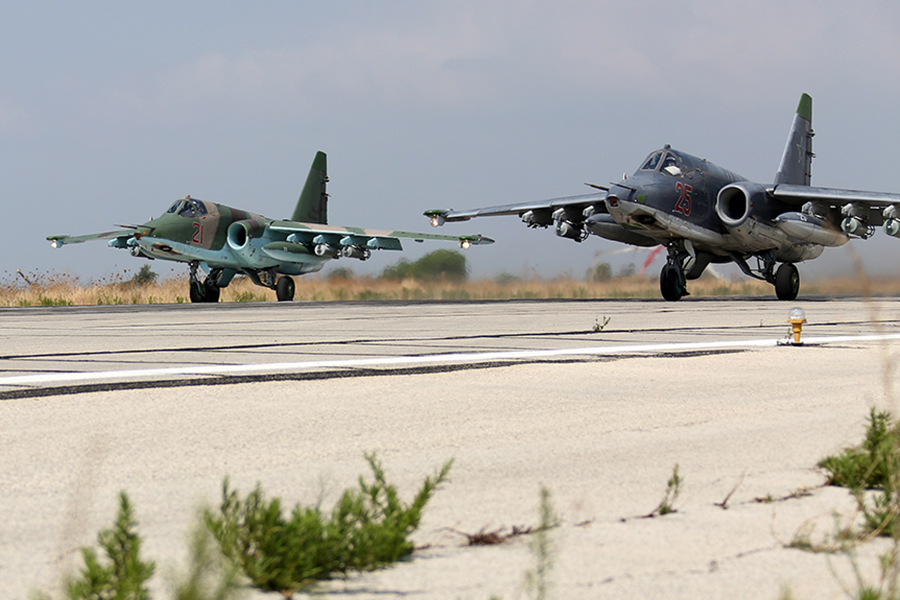
Sukhoi russes sur la base aérienne de Hmeimim

Deux semaines plus tard, la révolution civile syrienne éclate et la répression du gouvernement syrien contre les manifestants l'isole diplomatiquement sur la scène internationale. Dans ce contexte, Israël n'ayant plus aucun intérêt à normaliser ses relations avec un régime chancelant et marginalisé, les négociations prennent fin. Tandis que l'opposition se militarise et que la révolution se transforme en guerre civile, Israël s'interroge sur les avantages de soutenir l’opposition, y voit le moyen de contrer la Syrie, toujours alliée de ses ennemis du Hezbollah et de l’Iran. Mais face à l'incertitude quant à un éventuel successeur de Bachar el-Assad, qui pourrait être pire à l'égard d'Israël, notamment s'il s'agit d’un régime islamiste ou jihadiste, l’État hébreu adopte une politique de neutralité vis-à-vis du conflit et reste en marge des événements. Les années suivantes, constatant l'implication croissance du Hezbollah et de forces iraniennes aux côtés du régime syrien, Israël se sentant menacée par ces combattants ennemis près de sa frontière, réagit en multipliant les frappes aériennes à partir de 2012, puis avec un rythme en augmentation à partir de 2018,.
En janvier 2021, trois mois après les accords d'Abraham normalisant les relations entre Israël d'une part, les Émirats arabes unis et Bahreïn d'autre part, plusieurs médias évoquent une rencontre entre des délégations israéliennes et syriennes sur la base aérienne russe de Hmeimim, au nord-est de la Syrie. Le régime syrien, qui nie catégoriquement cette rencontre, pourrait y avoir été contraint par Moscou, son principal allié sur la scène internationale, avec pour objectif de mettre la pression sur l'Iran pour diminuer son influence en Syrie. Un mois plus tard, les autorités des deux pays annoncent un échange de prisonniers à la faveur d'une médiation de la Russie, concernant des civils arrêtés après avoir franchi la frontière : deux bergers syrien sur le plateau du Golan, et une israélienne juive orthodoxe entrée illégalement en Syrie. Mais la principale clause de cet accord concerne l'acceptation par Israël de financer l’envoi de centaines de milliers de vaccins russes « Spoutnik V » contre le Covid-19, pour Damas. Cet accord serait révélateur de la réalité des rapports israélo-syriens : des relations secrètes dirigées par un certain pragmatisme mais dissimulées derrière des dénis officiels. Malgré ses frappes en territoire syrien visant les alliés régionaux de Damas (principalement iraniens), l’État hébreu fait preuve de retenue sur la question syrienne, préservant le statu quo dans le plateau du Golan et refusant de prendre position entre le régime et les rebelles.

#### Relations avec l'Irak

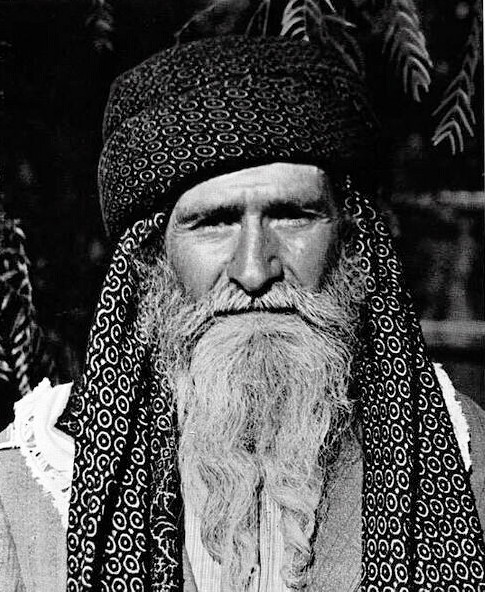
Juif irakien dans les années 1930.

Avant la fondation de l'État d'Israël en mai 1948, la communauté juive d'Irak comptait environ 120 000 personnes, la majorité étant concentrée au Kurdistan irakien et à Bagdad où ils représentaient un tiers de la population. Leur présence remonte au VIe siècle av. J.-C., lorsque le prophète du judaïsme Ezéchiel suit son peuple en exil à Babylone après la conquête de royaume de Juda (qui correspond à l'actuel territoire d'Israël) par Nabuchodonosor II en 597 av. J.-C..
Le début du XXe siècle voit simultanément se former au Moyen-Orient un nationalisme arabe contre l'Empire ottoman, et sioniste porté par les Juifs désireux d'établir un État hébreu indépendant en Palestine. En janvier 1919, dans la foulée de la défaite des empires centraux à la Première Guerre mondiale, l'émir Fayçal ibn Hussein, futur roi d'Irak, rencontre à Londres Chaim Weizmann, président de l'Organisation sioniste mondiale, avec qui il signe un accord régissant les relations entre Juifs et Arabes au Proche et Moyen-Orient. Cet accord devait entamer une coopération judéo-arabe pour le développement d'un foyer national juif dans l'État de Palestine (passé sous contrôle du Royaume-Uni) et d'une nation arabe sur la plus grande partie du Moyen-Orient. Mais cette grande nation arabe ne voit jamais le jour, les territoires pris par les alliés à l'Empire ottoman étant divisés en zones sous contrôle des Français et Britanniques (qui placent Fayçal Ier à la tête de leur protectorat sur l'Irak) ; l'accord Fayçal-Weizmann de 1919 reste donc lettre morte.

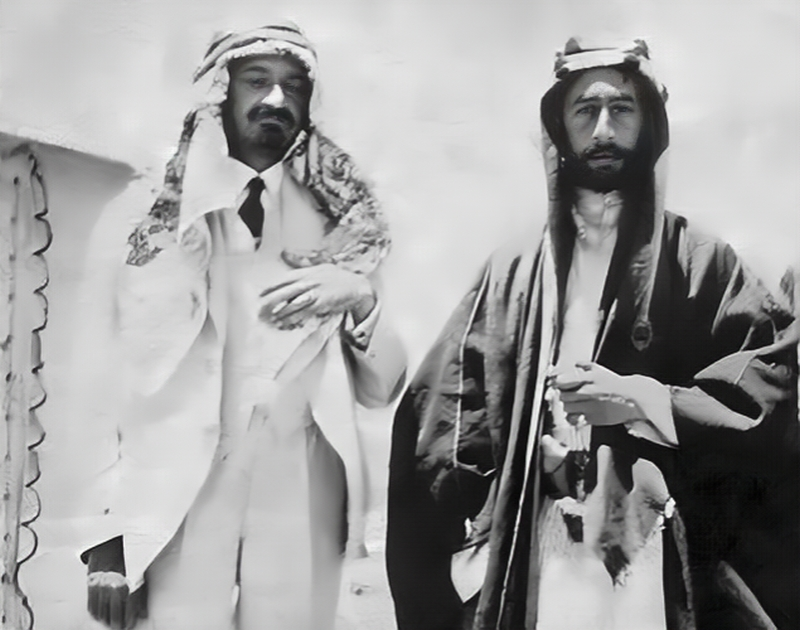
L'émir Fayçal Ier et Chaim Weizmann (à gauche), portant aussi une tenue arabe en signe d'amitié.

En octobre 1947, c'est donc contre la volonté des populations arabes et des pays limitrophes que l'ONU vote le plan de partage de la Palestine, prévoyant la création d'un État juif, officiellement fondé en mai 1948. Se sentant menacée et souhaitant étendre ses frontières en Palestine après le départ des troupes britanniques, la Transjordanie attaque l'État hébreu nouvellement créé, avec le soutien de l'Irak gouvernée par la même famille hachémite (le roi Fayçal II étant âgé de 13 ans, son oncle Abdelilah ben Ali el-Hachemi assure la régence). En 1951, deux ans après la défaite de la coalition arabe lors de guerre de 1948-1949, la monarchie irakienne chasse les juifs du territoire ; la quasi-totalité est évacuée vers Israël lors de l'opération Ezra et Néhémie ,.
Parallèlement, le Premier ministre israélien David Ben Gourion, à la recherche d' « alliés périphériques » non-arabes au Moyen-Orient (ce pour quoi il se rapproche de l'Iran et de la Turquie), s'intéresse aux Kurdes d'Irak, opposés au gouvernement central nationaliste. Mustafa Barzani, fondateur du Parti démocratique du Kurdistan, mène dans les années 1960 et 1970 une série de guérillas contre le gouvernement de Bagdad, et se rend plusieurs fois en Israël pour obtenir un soutien militaire.

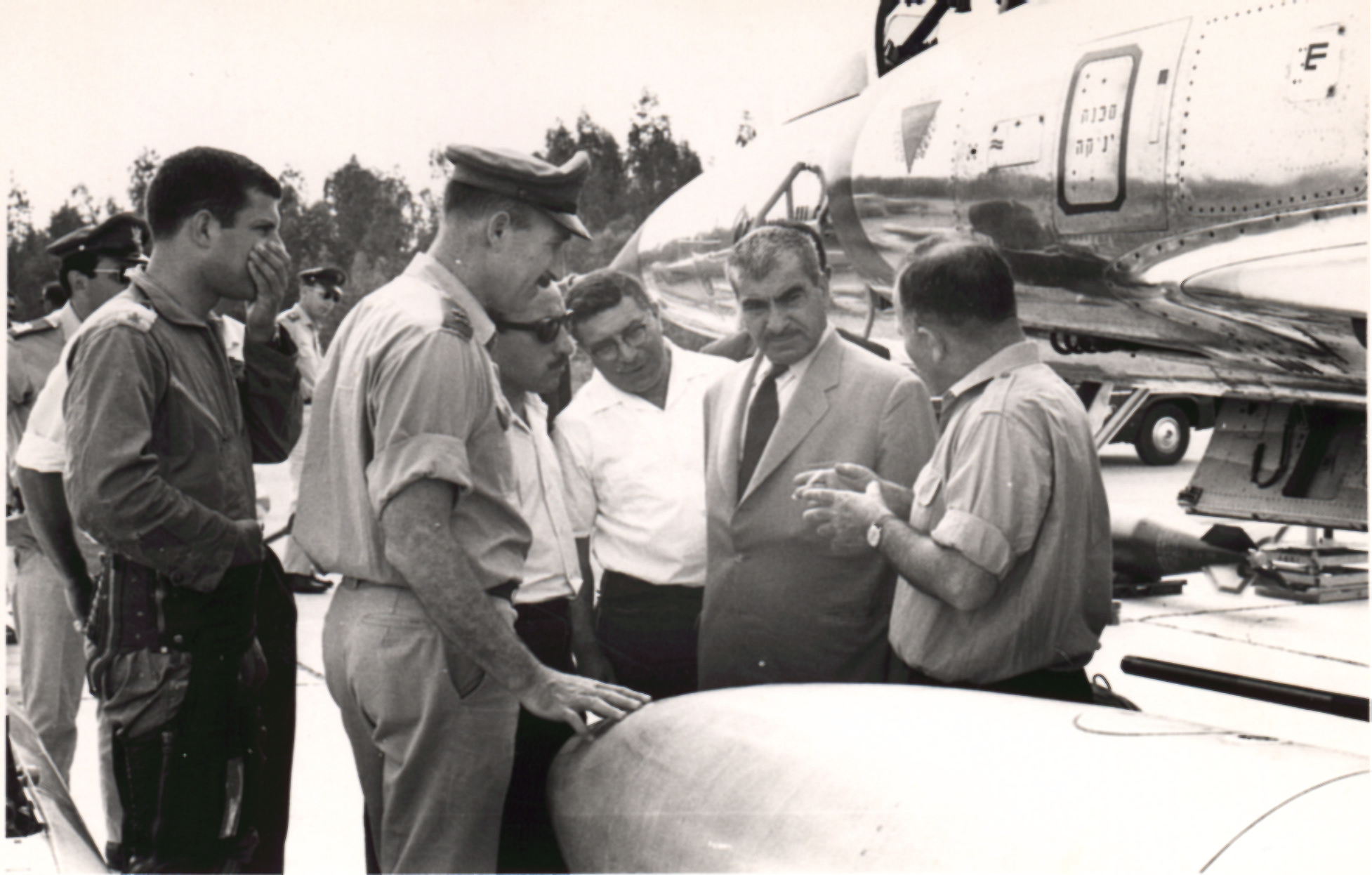
Mustafa Barzani (à droite, de face) reçu en Israël (date inconnue).

L'Irak participe aux guerre israélo-arabes des Six Jours en juin 1967, puis et du Kippour en octobre 1973, tandis que le parti Baas arrivé au pouvoir en 1968, exerce une forte répression sur les juifs irakiens encore présents dans le pays, provoquant de nouvelles vagues d'exil vers Israël. Depuis ces deux conflits, contrairement à Égypte et la Jordanie qui font la paix avec Israël en 1978 et 1994, l'Irak, à l'instar de la Syrie, continue de défendre une « ligne dure », refusant de reconnaître l'État hébreu, et s'oppose à toute tentative de parvenir à un règlement pacifique au conflit israélo-arabe. La monarchie irakienne comme les régimes qui lui ont succédé font de leur hostilité à l'égard d'Israël un outil idéologique pour rester au pouvoir, tandis que le code pénal irakien de 1969 évoque que tout citoyen qui établit des liens avec Israël est passible de poursuites judiciaires, voire de la peine de mort.
En 1978, les accords de paix de Camp David entre l'Égypte et Israël provoquent la rupture des relations diplomatiques entre Bagdad et Le Caire. À son arrivée à la présidence en 1979, Saddam Hussein place la lutte contre Israël au cœur de sa rhétorique nationaliste et panarabe. De son côté, Israël attaque et détruit le réacteur de recherche nucléaire irakien Osirak en construction, lors de l'opération « Opéra » en 1981.
Pendant la guerre Iran-Irak, Israël, très hostile aux deux belligérants qui souhaitent tous deux sa destruction (l'Iran étant devenue ennemie depuis la révolution de 1979), se satisfait de ce conflit et l'alimente en fournissant des armes et des munitions à l'Iran, espérant en même temps regagner une influence dans cet État encore allié d'Israël deux ans auparavant. Dans le même temps, le ministre israélien de la Défense Yitzhak Rabin, déclare : « Israël aspire à ce qu'il n'y ait pas de vainqueur dans cette guerre », faisant échos aux propos du Premier ministre Yitzhak Shamir : « Une victoire iranienne ou irakienne dans la guerre du Golfe représentera une menace pour la sécurité d'Israël. ».
Pendant la guerre du Golfe, Israël décide de rester neutre, mais est quand-même identifiée comme alliée de la coalition par Saddam Hussein, et bombardée par l'armée irakienne avec des missiles Scud en janvier 1991. Parallèlement, dans les années 1980 et 1990, Israël a envoyé de l’aide humanitaire et militaire aux Kurdes en lutte contre Saddam Hussein.
Depuis le renversement de Saddam Hussein en 2003, en dépit d'un revirement de la politique étrangère irakienne marquée par un rapprochement avec plusieurs anciens ennemis de l'Irak comme États-Unis, l'Iran et la Syrie, les relations israélo-irakiennes restent au point mort. En 2003, une querelle agite même les autorités irakiennes en raison de la proposition d'un nouveau drapeau irakien (dans le but de tourner la page de l'époque de Saddam Hussein), jugé par certains opposants, trop proche de celui de l'État hébreu. Parallèlement, les derniers juifs présents en Irak sont peu à peu évacués vers Israël, fuyant les violences interconfessionnelles faisant suite au renversement de Saddam Hussein.
En 2014, des partisans de l'indépendance du Kurdistan irakien sollicitent à nouveau un appui d'Israël dans leur projet autonomiste, provoquant la colère du gouvernement de Bagdad. Cette prise de contact attire l'attention du Financial Times dont une enquête révèle en 2015 les exportations pétrolières du Kurdistan irakien vers Israël (via l'oléoduc reliant Kirkouk à Ceyhan, d'où le pétrole est transporté par tankers au port d'Haïfa), et qui couvriraient plus de 75 % des besoins en pétrole de l'État hébreu,. À noter que le port d'Haïfa a déjà été pendant une douzaine d'années, avant la création d'Israël, une destination pour l'exportation du pétrole irakien via l'oléoduc de Mossoul à Haïfa en service entre 1935 et 1948.
À la suite de ces révélations, Massoud Barzani, chef du Parti démocratique du Kurdistan fondé par son père (Mustafa Barzani) est qualifié de « traître » par un député irakien. En septembre 2017, Israël est le seul pays à apporter, par la voix de son Premier ministre Benyamin Netanyahou, son soutien à la tenue du référendum d'indépendance du Kurdistan irakien, largement rejeté au Moyen-Orient et au-delà. Dans un rassemblement à Erbil, des drapeaux israéliens sont brandis en soutien au référendum, qui se déroule le 25 septembre 2017 malgré de multiples condamnations et protestations, en Irak et à l'international. À la suite d'une large victoire du « oui » (pour l'indépendance) de la part des votants, le gouvernement irakien prend par la force le contrôle des principaux gisements pétroliers du Kurdistan, contraignant ses autorités politiques à renoncer à leur ambition autonomiste. Les années suivantes, l'armée israélienne étend sur tout le territoire syrien sa campagne de bombardements contre les milices favorables à l'Iran, y compris très près de la frontière irakienne (notamment les villes de Mayadine et Boukamal), tuant de nombreux supplétifs irakiens de l'armée syrienne,,.

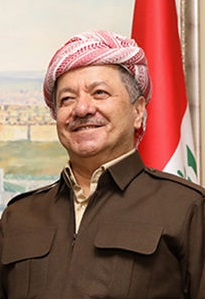
Masoud Barzani chef depuis 1979 du Parti démocratique du Kurdistan fondé par son père de Mustafa Barzani

En 2020 et 2021, plusieurs pays arabes (Émirats arabes unis, Bahreïn, Soudan et Maroc) normalisent leurs relations avec Israël lors des « accords Abraham ». Alors que Bagdad, sous influence iranienne (ennemi juré de l'État hébreu) se garde de tout commentaire, certains Kurdes d'Irak y voient un espoir d'avoir un jour eux aussi un pays indépendant, puisqu'un État non-arabe au Moyen Orient est de plus en plus reconnu par ses voisins. Ainsi, en septembre 2021, environ 300 chefs de tribus, intellectuels et militaires venus de six gouvernorats (Bagdad, Mossoul, Salaheddine, Al-Anbar, Diyala et Babylone), participent à Erbil à un colloque, organisé par le think-tank américain Center for Peace Communications, afin de discuter d'une normalisation des relations avec Israël. L'Israélien Chemi Peres, fils du défunt président Shimon Peres, s'y exprime par vidéo. Un communiqué de clôture déclare : « Nous demandons notre intégration aux accords d'Abraham. Nous aussi nous voulons des relations normales avec Israël. Aucune force n'a le droit de nous empêcher de lancer un tel appel. ». L'importance de cette réunion n'est toutefois que symbolique puisque si certains pouvoirs régaliens lui sont délégués par Bagdad, le Kurdistan irakien dépend entièrement du gouvernement central irakien dans sa politique étrangère. Sans surprise, ce dernier condamne cet appel à la normalisation.
En mars 2022, dans le contexte de l'invasion de l'Ukraine par la Russie en 2022 qui pousse les pays européens à chercher d'autres fournisseurs de gaz pour réduire leur dépendance à la Russie, une réunion est organisée au Kurdistan irakien au sujet de l’acheminement de gaz irakien vers la Turquie et l’Europe, avec l’aide d’Israël. Selon un responsable de la sécurité irakienne, il y a eu deux réunions ont lieu dans une villa appartenant à un magnat kurde du pétrole, Baz Karim Barzanji, entre des responsables et des spécialistes de l’énergie israéliens et américains.
En mai 2022, le Parlement irakien approuve une loi criminalisant toute forme de normalisation avec Israël intitulée « Criminaliser la normalisation et l’établissement de relations avec l’entité sioniste », une initiative proposée à l’origine par Moqtada Sadr. Cette loi qui change peu de chose à la posture des institutions de Bagdad restées très hostiles à Israël depuis 1948 (contrairement à celles d'Erbil), est surtout destinée à affaiblir l'influence politique de l'Iran qui tire une partie de sa légitimité en Irak en instrumentalisant la cause palestinienne.

#### Relations avec l'Arabie saoudite
À la différence d'autres pays dans la région, l'Arabie saoudite n'a pas participé aux conflits armés entre les pays arabes et Israël. Mais l’Arabie saoudite a toujours été une fervente partisane de la cause palestinienne, et c'est à son initiative que le prix du pétrole exporté vers les États-Unis a fortement augmenté en 1973 pour sanctionner ces derniers de leur soutien à Israël pendant la guerre du Kippour. 
Depuis la révolution iranienne de 1979, l'Arabie saoudite et Israël ont l'Iran comme ennemi commun tout en partageant une alliance forte avec les États-Unis. De cette position commune, découle des relations cordiales entre les deux États et une coopération économique et miliaire, bien qu'ils n'aient aucune relation diplomatique officielle. En 1981, le prince héritier Fahd, devenu roi en 1982, propose lors du sommet de la Ligue arabe à Fès un plan abordant les éléments de discussion habituels entre Arabes, mais laissant également entrevoir une reconnaissance de facto d’Israël. En février 2002, l'Arabie saoudite propose une normalisation de ses relations diplomatiques avec Israël, en cas de retrait d'Israël de tous les territoires occupés. Le plan saoudien, l'Initiative de paix arabe, est adopté le mois suivant par le sommet de la Ligue arabe 2002. Les années suivantes, la recherche par l'Arabie saoudite d'investissements étrangers pour diversifier son économie trop dépendante du pétrole, pousse le royaume à coopérer davantage avec l'État hébreu.
En avril 2018, le prince saoudien Mohammed Ben Salmane reconnait le droit des Israéliens d'avoir un territoire, tranchant avec la position habituelle de l'Arabie saoudite qui ne reconnait pas Israël. Il déclare en outre partager beaucoup d'intérêts avec l'État hébreu, économiques et sécuritaires, et n'avoir aucun problème avec les Juifs. L’émergence du nationalisme saoudien sous MBS affecte également l’approche de l’Arabie saoudite vis-à-vis de la Palestine : les jeunes décideurs saoudiens sont moins liés émotionnellement à la cause palestinienne, et plus pragmatiques à l’égard d’un rapprochement avec Israël. Ce changement se produit dans le contexte du renforcement des liens personnels entre le dirigeant saoudien et son homologue américain Donald Trump, dont la politique étrangères est à la fois très favorable au royaume saoudien et à l'État hébreu. La dépendance sécuritaire du royaume à l'égard de son allié américain le pousse à envisager une reconnaissance d'Israël pour renforcer sa coopération avec Washington. 
En décembre 2019, l'Arabie saoudite engage dans des pourparlers avec Israël en coulisses pour inclure des représentants saoudiens dans la gestion de la mosquée al-Aqsa à Jérusalem-Est, actuellement sous l’administration du Waqf dirigé par la Jordanie. En août 2020, à la suite de l'établissement des relations diplomatiques entre Israël et les Émirats arabes unis, l'Arabie saoudite accepte le survol de son territoire pour permettre d'établir une liaison aérienne entre l'aéroport Ben Gourion à Tel-Aviv et Abou Dhabi,. Mais l'Arabie saoudite réitère en même temps son refus de normaliser ses relations avec Israël sans paix avec les Palestiniens.
Mais en dépit d'une affinité assumée entre le gouvernement israélien et le prince saoudien, la marge de manœuvre de ce dernier est faible. Son opinion publique est farouchement hostile à Israël, et la proéminence de l’Arabie saoudite dans le monde musulman en tant que gardienne des deux lieux saints pourrait être minée si elle normalise ses liens avec Israël. Néanmoins, il est communément admis que le royaume de Bahreïn, sous protection saoudienne, n'aurait pas pu normaliser ses relations avec l'État hébreu sans le feu vert de son puissant voisin. Laisser Bahreïn prendre une telle décision peut être considéré comme un rapprochement, voire une reconnaissance tacite d'Israël par l'Arabie saoudite.
Le 22 novembre 2020, le prince Faisal bin Farhan Al Saud, ministre saoudien des Affaires étrangères, déclare que son pays souhaite depuis longtemps une normalisation avec Israël, la preuve étant l’initiative de paix saoudienne de 2002. Mais il rappelle qu'une condition sine qua non est un accord de paix permanent et complet entre les Palestiniens et les Israéliens incluant la création d'un État palestinien à l'intérieur des frontières de 1967.
Le lendemain, la presse israélienne révèle une visite secrète de Benyamin Netanyahou, dans la ville nouvelle saoudienne de Neom, au nord-ouest du Royaume, où il rencontre le prince saoudien Mohammed Ben Salmane et le secrétaire d'État américain Mike Pompeo, qui déclare « Nombreux » sont ceux en Arabie saoudite à souhaiter une normalisation avec Israël ». Si cette affirmation est à prendre avec prudence, certains analystes considèrent qu'une normalisation de ses relations avec Israël permettrait à Riyad de s'attirer la sympathie et les faveurs de l’administration de Joe Biden, considéré comme moins favorable au royaume que son prédécesseur Donald Trump.

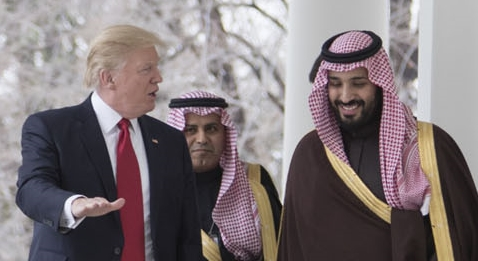
Le prince saoudien Mohammed ben Salmane en compagnie du président américain Donald Trump

En effet, le recalibrage de l’administration Biden des relations entre Washington et Riyad, donne moins de raisons à l’Arabie saoudite d’avancer vers une normalisation avec Israël, sachant qu’une part considérable de sa motivation consiste à renforcer ses relations avec les États-Unis Mais dans le même temps, Riyad, anticipant le retrait de son allié américain de Proche Orient, reprend le dialogue avec son ennemi iranien. Dans ce contexte, la raison principale d’une normalisation avec Israël étant de consolider un front anti-iranien, semble moins urgente si un rapprochement avec Téhéran se concrétise.
Cela n'empêche pas les relations entre Riyad et Tel-Aviv de se développer à des niveaux informels ; le royaume était sur la liste des États ayant utilisé le logiciel espion Pegasus, vendu par la société israélienne NSO Group, preuve qu’il coopère avec Israël dans la sécurité et le renseignement. Des liens économiques existent également aussi entre les deux pays, comme à travers la société de capital-risque japonaise Softbank : des fonds souverains saoudien et émirati y ont placé de l’argent, et la société investit à travers un fonds distinct dans des entreprises de haute technologie en Israël, qui intéressent Riyad. En outre, les accords d’Abraham offrent indirectement la possibilité à Israël et l’Arabie saoudite d’avoir des contacts économiques via les Émirats arabes unis.
En mars 2022, Mohammad ben Salmane déclare dans un entretien à l'hebdomadaire américain The Atlantic : « Nous ne considérons pas Israël comme un ennemi, mais comme un allié potentiel, avec de nombreux intérêts que nous pouvons avoir en commun. Mais nous devons résoudre certains problèmes avant d'en arriver là. Nous espérons que le conflit entre Israéliens et Palestiniens soit résolu. ».
En juin 2022, le Wall Street Journal révèle des discussions secrètes seraient entre Riyad et Tel-Aviv sous l’égide des Washington pour sceller des accords qui prévoiraient notamment l’autorisation pour les avions commerciaux israéliens d’utiliser l’espace aérien saoudien, en échange de la restitution à Riyad de deux îles inhabitées stratégiques de la mer Rouge : Tiran et Sanafir. Ces dernières, cédées au Caire en 1950 et démilitarisées depuis l’accord de paix entre Israël et l’Égypte en 1979, ces terres sont occupées par une force multinationale menée par Washington pour garantir le droit de navigation dans la zone. Cette présence étrangère, que refuse le royaume, constituait un point d’achoppement dans la restitution des îlots à Riyad, qui doit être approuvée par Israël, tandis que le Parlement égyptien l’avait validée dès 2017.

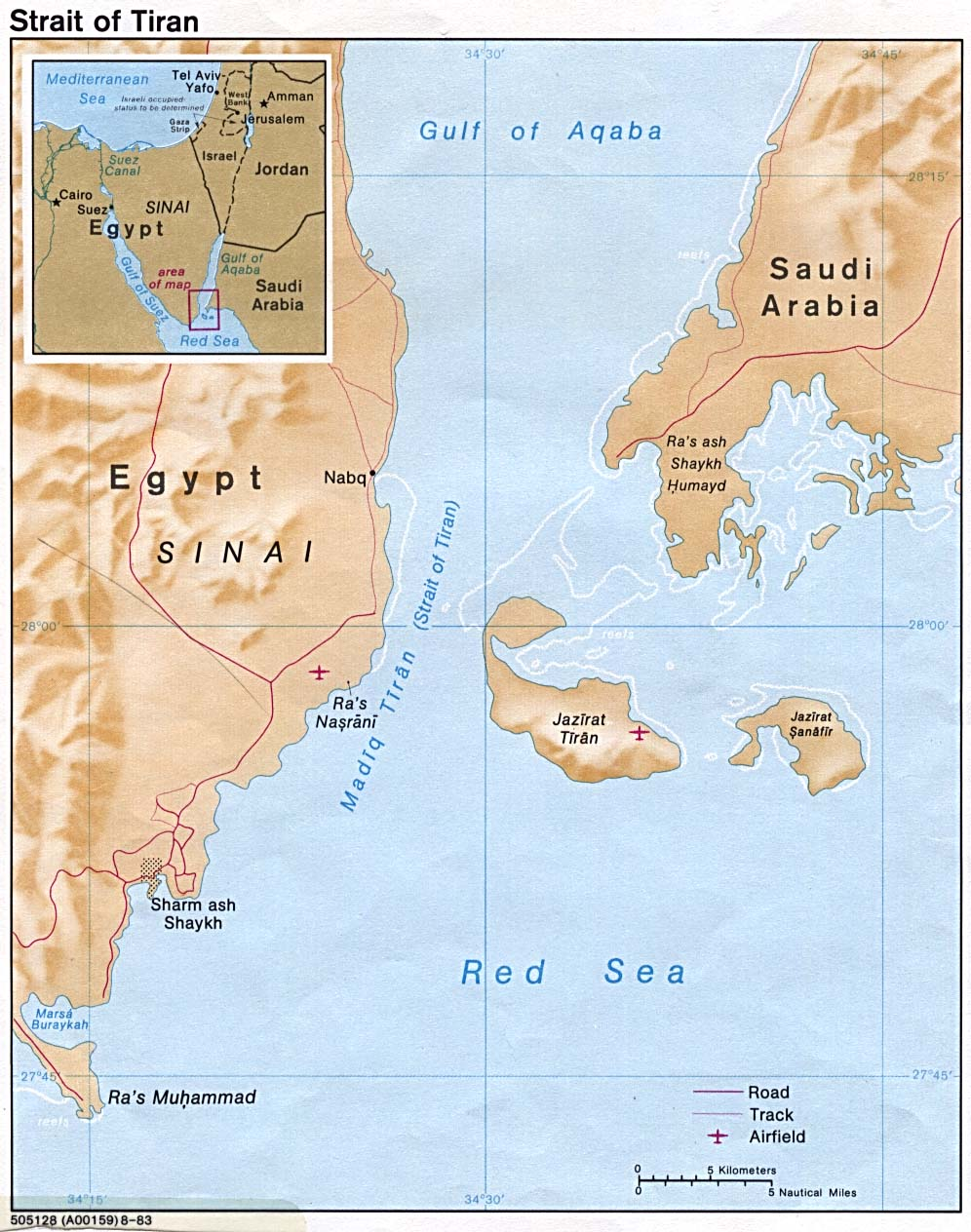
Carte des îles de Tiran et Sanafir.

Si Joe Biden a intérêt à jouer les médiateurs pour rassurer son allié israélien alors que les négociations sur le nucléaire iranien patinent, il espère aussi se rapprocher de Mohammed Ben Salmane qui peut jouer un rôle pour endiguer la flambée des prix des hydrocarbures résultant de la guerre d’Ukraine. En outre, le président américain espère profiter d'une telle victoire diplomatique à l'instar de son prédécesseur Donald Trump qui avait convaincu les Émirats arabes unis, Bahreïn le Soudan et le Maroc de normaliser leurs relations avec l'État hébreu. Si une normalisation israélo-saoudienne avait lieu, Israël sera reconnu par le plus important pays islamique du monde, ce qui lui confère un pouvoir normatif que seul le royaume wahhabite peut lui accorder.
Mohammed Ben Salmane, conscient de ce moyen de pression sur l'administration américaine, aurait refusé de signer les accords d’Abraham en 2020 pour garder une marge de manœuvre suite à l’élection de Joe Biden qui lui serait potentiellement moins favorable que Donald Trump. Une normalisation des relations israélo-saoudiennes serait un succès immense pour ce dernier, que Mohammed Ben Salmane ne veut pas lui offrir sans contrepartie. Si son frère et ministre saoudien adjoint de la Défense Khaled ben Salmane aurait affirmé lors de sa visite à Washington que les jeunes Saoudiens seraient plutôt favorables à l’établissement de relations diplomatiques avec Israël, il semble que le rapprochement se fera plutôt de manière incrémentale.
Des discussions seraient par ailleurs en cours pour ouvrir des vols charters directs entre l’État hébreu et le royaume wahhabite pour permettre aux fidèles d’effectuer le pèlerinage à La Mecque, soit environ 6000 Palestiniens chaque année, devant pour cela passer par Amman, la capitale jordanienne.
En janvier 2023, le chef de la diplomatie saoudienne Fayçal ben Farhane réaffirme que Riyad ne normalisera pas ses relations avec Tel-Aviv tant que les Palestiniens n'auront pas un État indépendant.
En juillet 2023, Benyamin Netanyahou annonce un projet ferroviaire dont les lignes pourraient relier Israël à l'Arabie saoudite, tandis que des compagnies énergétiques des deux pays annoncent un partenariat. Parallèlement, des rumeurs annoncent une possible normalisation, dans un futur proche, des relations diplomatiques israélo-saoudiennes sous l'égide des États-Unis ; ces derniers fourniraient en échange à l'Arabie saoudite une assistance pour développer son programme nucléaire civil. Ces rumeurs sont confortées en septembre 2023 par l'accueil aimable par le ministre du Tourisme saoudien d'une délégation israélienne à la Conférence de l’Organisation mondiale du Tourisme des Nations unies qui a lieu à Riyad en Arabie saoudite.
Le mois suivant, néanmoins, l'Arabie saoudite annonce la suspension des négociations de normalisation avec Israël en raison de la reprise des bombardements israéliens sur la bande de Gaza en réponse à l'attaque du Hamas du 7 octobre, qui fait 1 300 morts en Israël. Menant une campagne de destruction très intense à Gaza, il semble qu’Israël, tout en soulignant l’importance d’être reconnu par l’Arabie saoudite, ne soit pas prêt à concéder quoi que ce soit en échange.

#### Relations avec Oman
À la différence d'autres pays dans la région, Oman n'a pas participé aux conflits armés entre les pays arabes et Israël.
Dans les années 1970, pendant la rébellion du Dhofar, la coopération entre Israël et le sultanat pro-britannique se renforce. Des conseillers militaires israéliens y sont envoyés pour participer à la répression sous la coordination d’Ephraïm Halevy, devenu ultérieurement directeur du Mossad.
En 1996, cinq ans après les accords d'Oslo Oman et Israël signent un accord sur l'ouverture de bureaux de représentation commerciale des deux pays, à Tel Aviv et à Mascate. Le Sultanat décide néanmoins de fermer ces bureaux en octobre 2000, à l'instar du Maroc et de la Tunisie, après le début de la Seconde Intifada, le soulèvement palestinien contre l'occupation israélienne.

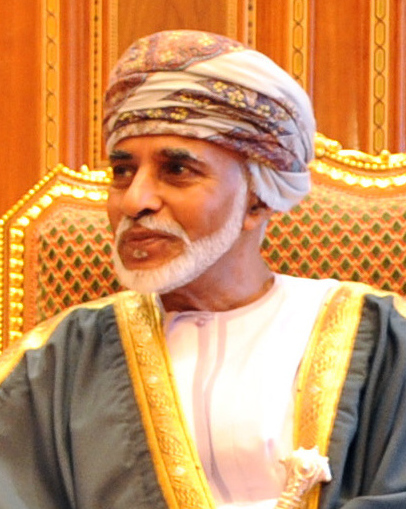
Qabous ibn Saïd, sultan d'Oman de 1970 à 2020.

Ce n’est qu’en octobre 2018, qu’un Premier ministre israélien se rend de nouveau à Oman, lorsque Benyamin Netanyahou est reçu à Mascate par le sultan Qabous ibn Saïd. À la suite d’un entretien portant sur la paix au Proche-Orient et sur le développement des liens économiques entre les deux pays, le sultan Qabous déclare que le « temps est venu d'accepter Israël comme une puissance du Moyen-Orient ».
En juillet 2019, le chef du Mossad déclare le rétablissement des relations officielles entre Israël et Oman, ainsi que la mise en place d’un bureau de représentation du ministère israélien des Affaires étrangères dans ce pays. Cette déclaration est néanmoins contredite le lendemain par le ministre omanais des affaires étrangères, qui se contente d'évoquer un « processus diplomatique visant à trouver une solution pacifique au problème palestinien ».
À la suite de la mort du sultan Qabous en janvier 2020, Benyamin Netanyahou lui rend hommage en le désignant comme « un grand dirigeant qui a œuvré sans relâche pour promouvoir la paix et la stabilité ».
En août 2020, le ministre omanais des Affaires étrangères Youssef ben Alaoui exprime son soutien à la normalisation des relations entre Israël et les Émirats arabes unis, et déclare espérer que cette décision contribuera à « établir une paix complète, juste et durable au Proche-Orient ».

##### Position d'Oman sur la question palestinienne
Oman s'est longtemps refusé à reconnaître l'Organisation de Libération de la Palestine, méfiant depuis la tentative de renversement du gouvernement jordanien par celle-ci en 1970. Le sultanat a néanmoins toujours encouragé la création d'un État palestinien indépendant.
En 2018, interrogé sur le réchauffement des relations entre Oman et Israël, à la suite de la visite de Benyamin Netanyahou à Oman, le ministre omanais des Affaires étrangères affirme que « la création d'un État palestinien souverain est une condition de toute normalisation » avec les Israéliens.
En juin 2019, Oman annonce son intention d'ouvrir une ambassade à Ramallah. Oman serait le premier pays arabe du Golfe à avoir une ambassade en Cisjordanie.
En août 2020, le ministre omanais des Affaires étrangères Youssef al-Alawi exprime son soutien à la normalisation des relations entre Israël et les Émirats arabes unis, et déclare espérer que cette décision contribuera à « établir une paix complète, juste et durable au Proche-Orient ». Le mois suivant, un responsable de l'administration américaine annonce l'intention d'Oman d'être représenté par son ambassadeur aux États-Unis à la cérémonie de signature des accords de normalisation des relations conclus par Israël avec les Émirats arabes unis et Bahreïn. Mais tout en accueillant positivement ces rapprochements israélo-arabes, Oman maintient sa position officielle défendue de longue date, condition une normalisation de ses propres relations diplomatiques avec Israël à l'application de la solution à deux États, et au respect par Israël du droit international.
En fin d'année 2023, la guerre à Gaza provoque d'importantes manifestations de soutien aux Palestiniens dans le Sultanat, bien que le gouvernement omanais temporise et s'abstient de toute déclaration sur le conflit. Ce que ne fait pas le représentant d’Oman aux Nations unies Muhammad Al-Hassan, qui prononce le 18 octobre un réquisitoire condamnant les bombardements israéliens sur Gaza, exigeant un cessez-le-feu immédiat, et dénonçant un double standard des Occidentaux en matière de respect des droits humains.

#### Relations avec le Qatar
À l'instar d'Oman, le Qatar a établi des relations commerciales avec l'État d'Israël en 1996, après les accords d'Oslo, avant de les rompre en 2000 en raison de la seconde intifada. Les dirigeants israéliens maintiennent un contact direct avec le gouvernement de l'émirat, malgré son soutien pour le Hamas. Ainsi, en janvier 2007, dans ses derniers mois en tant que vice-Premier ministre, Shimon Peres s’est rendu en déplacement officiel à Doha.
En 2010, le Qatar propose à deux reprises de rétablir ses relations avec Israël à condition de pouvoir envoyer des matériaux de construction et de l'argent à Gaza pour aider à la réhabilitation des infrastructures. Israël refuse, au motif que ces matériaux pourraient être utilisés par le Hamas dans le cadre de soulèvements violents contre les forces de l’ordre israéliennes.
Néanmoins, tout en excluant toute normalisation officielle avec Israël, le Qatar continu d'entretenir avec l'État hébreu une coopération assumée et régulière pour fournir de l'aide matérielle et financière dans la bande de Gaza, où l'Émirat coopère également avec le Hamas. Le Qatar a ainsi fourni dans la bande de Gaza plus de 1,1 milliard de dollars entre 2012 et 2018, avec l’approbation du gouvernement israélien. Ce rôle particulier permet au Qatar de jouer un rôle de médiateur entre Israël et le Hamas, contribuant à plusieurs reprises à faire conclure des trêves entre les belligérants après des affrontements, mais aussi entre Israël et le Hezbollah libanais.
Cette position d'équilibriste est caractéristique de l'Émirat, longtemps membre du Conseil de Coopération du Golfe et accueillant la plus grande base militaire américaine au Moyen-Orient, tout en étant économiquement proche de l'Iran.
À partir de 2017, la crise du Golfe opposant le Qatar à ses voisins du Golfe, pousse l'Émirat à se rapprocher de l'Iran grand ennemi d'Israël, alors que l'hostilité commune envers l'Iran est la principale cause du rapprochement des autres états arabes de la péninsule avec l'État hébreu.
En octobre 2018, l'Émirat accueille les championnats du monde de gymnastique et accueille une délégation de sportifs israéliens, contribuant à la stratégie de « soft power » israélienne par le sport, tout en refusant officiellement de reconnaître l'État hébreu.
En novembre 2022, un premier vol commercial assuré par la compagnie chypriote Tus Airways est mis en place entre Tel-Aviv et Doha dans le cadre de la coupe du monde de football.

#### Relations avec l'Iran
À l'instar de la plupart des pays du Moyen-Orient, l'Iran a historiquement abrité d'importantes communautés juives, ce qui a pour conséquence qu'une part significative de la population israélienne a cette double culture judéo-persane. Contrairement à l'Irak, les Juifs d'Iran, d'une population d'environ 80.000 individus en 1948, n'ont jamais été chassé par le gouvernement iranien, et certains de ses membres y gardent un rôle politique et économique actif.
Depuis sa création, en 1948, et jusqu'à la Révolution iranienne, en 1979, Israël a connu des relations cordiales avec l'Iran, alors dirigé par la Dynastie Pahlavi. L'Iran est le deuxième État à majorité musulmane, après la Turquie, à reconnaître l'État d'Israël, considéré comme son meilleur ami non-musulman. L'Iran et Israël développèrent néanmoins des liens étroits en matière militaire durant cette période. Un exemple en est le développement de projets militaires en coentreprise, tel le Projet Fleur, une tentative irano-israélienne de créer un nouveau missile balistique (1977-1979),. À la même époque, l'Iran et Israël sont des alliés objectifs lorsqu'ils appuient militairement le Sultanat d'Oman contre la rébellion marxiste lors de la guerre du Dhofar.
Après la Révolution iranienne de 1979 qui signa l'instauration de la République islamique, l'Iran décide de rejeter sa reconnaissance de l'État d'Israël et de rompre ses relations diplomatiques. L'ambassade israélienne est transformée en ambassade de la Palestine. L'Ayatollah Khomeini déclare que la dernière journée du mois de Ramadan était le jour de Qods appelant ainsi tous les musulmans du monde à sortir manifester dans les rues contre le sionisme et Israël.
Dans les années 1980, sous les ordres de l'ayatollah Khomeini, des pasdarans sont envoyés au Liban alors en guerre contre Israël pour former des milices chiites afin qu'ils affrontent les troupes israéliennes. Le Hezbollah est ainsi créé à Téhéran avec l'appui de 500 gardiens de la révolution islamique et affronte militairement Israël à de nombreuses reprises lors de guerres au Liban (1991, 2000, 2006). Mais cela n'empêche pas une importante communauté juive d'environ 35.000 individus de perdurer en Iran.
De son côté, Israël mène plusieurs assassinats ciblés contre des figures influentes des gardiens de la révolution, notamment des scientifiques participant au programme nucléaire iranien, comme Massoud Ali Mohammadi (janvier 2010), Majid Shahriari (novembre 2010), Darioush Rezaeinejad (juillet 2011), Mostafa Ahmadi Roshan (janvier 2012), et Mohsen Fakhrizadeh (novembre 2020). En outre, à partir de 2012, de très nombreuses frappes aériennes israéliennes visent des supplétifs de l'armée iraniennes en Syrie pendant la guerre civile syrienne, faisant plusieurs centaines de victimes. Sur la défensive au Moyen-Orient, Téhéran est toutefois accusé d'avoir tenter assassiner des diplomates Israéliens en Thaïlande en février 2012.
En début d'année 2021, à la suite de l'élection à la présidence des États-Unis du président démocrate Joe Biden, moins favorable à Israël que son prédécesseur, Israël décide d’accroître sa pression sur l'Iran pour compenser la volonté américaine de négocier avec Téhéran. En mars 2021, en plus des frappes aériennes en Syrie et des assassinats ciblés, l'armée israélienne mène une série d'attaques et d'actes de sabotage contre des navires pétroliers iraniens à destination de la Syrie. Alors que le ministre de la Défense Benny Gantz refuse de commenter ces opérations, les analystes estiment que leur but est de perturber l’approvisionnement en pétrole de la Syrie et d’éviter que les profits générés puissent financer le Hezbollah. Certaines de ces opérations auraient également visé des cargos d’armements. Téhéran est soupçonné d'avoir riposté en attaquant le navire israélien MV Helios Ray dans le golfe d’Oman en utilisant une mine ventouse, mais les autorités iraniennes rejettent toute implication dans cette attaque.
En avril 2023, le gouvernement israélien annonce recevoir prochainement Reza Pahlavi, le fils de Mohammad Reza Pahlavi l'ancien chah d'Iran renversé en 1979, et le qualifie de « personnalité iranienne la plus importante à avoir jamais effectué une visite publique en Israël ». Le gouvernement israélien déclare également que cette visite a pour but de créer « un pont entre Israël et le peuple iranien, et d'exprimer une opposition commune au régime des Ayatollahs. ».

#### Relations avec le Koweït
Contrairement à son voisin irakien, le Koweït n'a pas participé à la guerre israélo-arabe de 1948, n'ayant obtenu son indépendance des Britanniques qu'en 1961. Mais l’armée koweïtienne s’est battue contre les Israéliens sur le front égyptien en juillet 1967, et sur le front syrien, dans le Golan, lors de la guerre d’octobre 1973.
L'Émirat a accueilli de très nombreux réfugiés palestiniens, mais décide d'en expulser près de 300 000 dans la foulée de la guerre du Golfe, après que l’Organisation de libération de la Palestine ait apporté son soutien à l'invasion de Saddam Hussein,. 60 000 Palestiniens résident encore actuellement au Koweït.
Depuis les années 1990, le Koweït tient, à l'instar de l'Arabie saoudite, une position ambivalente vis-à-vis d'Israël, excluant toute éventualité de normalisation avec l'État hébreu, tout en ayant des relations stratégiques très fortes avec les États-Unis, principaux alliés d'Israël.
Une partie importante de la population — dont le poids social et économique est important — refuse toute normalisation avec Tel-Aviv, et l'a réaffirmé à la suite des accords passés entre l'État hébreu avec les Émirats arabes unis et Bahreïn. Le fait que les principales décisions en matière de politique étrangère soient prises par le parlement implique qu'une décision de normalisation avec Israël ne peut pas passer outre une opinion publique défavorable, contrairement aux monarchies du Golfe dirigées par des gouvernements autocratiques. En août 2020, le Parlement a réitéré son soutien à la cause palestinienne qui demeure selon lui « la cause principale des Arabes et des musulmans », dans un communiqué signé par 41 des 50 députés de l’Assemblée.
La monarchie ne reconnaît pas l’existence de l’État d’Israël et le désigne toujours en tant que « entité sioniste » ou « Palestine occupée », tandis que les médias du pays qualifient les Palestiniens tués par l’armée d’occupation de « martyrs ».

## Relations avec les pays européens

### L'Union européenne

#### Relations avec la Belgique
La Belgique a des accords bilatéraux avec Israël. Au moment de la guerre à Gaza qui commence en 2023, le Premier ministre belge Alexander De Croo condamne l'attaque du Hamas contre Israël, mais il condamne aussi, par la suite, le non-respect par Israël du droit international dans les opérations militaires à Gaza. La région francophone de Wallonie annonce un embargo sur les armes contre Israël dès le début de la guerre à Gaza. EN 2024 la Belgique fait campagne pour un embargo européen sur les ventes d'armes à Israël et pour d'autres sanctions comme une interdiction des produits israéliens en provenance des territoires palestiniens occupés.

#### Relations avec l'Allemagne
Parmi les facteurs les plus décisifs dans les relations germano-israéliennes est fréquemment cité le génocide des Juifs d'Europe (Shoah) par le Troisième Reich pendant la Seconde Guerre mondiale. Durant la guerre froide, Israël ne disposait pas de relations diplomatiques avec la République démocratique allemande (RDA) et ira jusqu'à s'opposer à l'entrée de la RDA aux Nations unies en 1973. La RDA soutenait par ailleurs ouvertement le Front populaire de libération de la Palestine tout en affirmant le droit à l’existence d’Israël.
Au début des années 1950, des négociations sur les réparations d'après-guerre ont lieu entre le Premier ministre d'Israël, David Ben Gourion, le secrétaire général du Congrès juif mondial, Nahum Goldmann, et le chancelier de l'Allemagne de l'Ouest, Konrad Adenauer. En raison de la sensibilité du dossier, cette décision a été intensément débattue à la Knesset israélienne, et ne prend pas en compte de réparations pour les victimes du génocide. En 1952, des accords de réparations entre l'Allemagne fédérale et Israël sont signés au Luxembourg.
En 1972, les Jeux olympiques de Munich, supposés faire « oublier » ceux de Berlin 1936 à l'époque du troisième Reich, tournent au fiasco lorsqu'un commando de huit membres de l'organisation palestinienne « Septembre noir » attaque la délégation israélienne venue participer, tuant 11 athlètes après une prise d'otage infructueuse. Cette attaque donne lieu à une nouvelle indemnisation de l'Allemagne envers Israël pour défaillance sécuritaire. débloquée après 50 ans de négociation par le chancelier Olaf Scholz.
En 1973, le chancelier Willy Brandt devient le premier chef de gouvernement ouest-allemand à réaliser une visite officielle en Israël,. En 1975, le Premier ministre Yitzhak Rabin a été le premier chef de gouvernement israélien à effectuer une visite officiel en Allemagne de l'Ouest.
En 2008, la chancelière allemande Angela Merkel déclare devant la Knesset, à l’occasion des 60 ans de la naissance d’Israël, que la sécurité de l'État hébreu est, pour l’Allemagne, une « raison d’État ». En 2012, l'Allemagne est le partenaire commercial le plus important d'Israël en Europe et le deuxième partenaire commercial le plus important après les États-Unis. Les importations israéliennes d'Allemagne représentent un total 2,3 milliards de dollars par an, alors qu'Israël est pour l'Allemagne le quatrième partenaire commercial le plus important en Afrique du Nord / Moyen-Orient.
En mai 2021, dans le contexte de la reprise des affrontements entre Israéliens et Palestiniens, la chancelière allemande Angela Merkel téléphone au Premier ministre israélien Benyamin Netanyahou pour lui assurer de sa solidarité avec Israël et son souhait de voir les hostilités prendre fin le plus rapidement possible. Mais le ministre allemand des Affaires étrangères Heiko Maas se rend tout de même à Jérusalem et à Ramallah, pour des entretiens en vue d'une désescalade.
En octobre 2021, sur le point d'achever son dernier mandat de chancelière, Angela Merkel se rend à Tel-Aviv pour sa huitième et dernière visite officielle, et déclare que « la sécurité d’Israël restera une priorité de tout gouvernement allemand ». Le lendemain de son arrivée, elle rencontre à Jérusalem le Premier ministre israélien Naftali Bennett, qui déclare à l'intention de la chancelière : « La relation entre l’Allemagne et Israël était forte, mais sous votre mandat, elle est devenue plus forte qu’elle ne l’avait jamais été. Il ne s’agit plus simplement d’une alliance, mais d’une véritable amitié et ça nous le devons à votre leadership ».
Au mémorial de la Shoah à Jérusalem, Angela Merkel se félicite qu’après le génocide juif par l’Allemagne nazie, les relations aient pu atteindre un « tel niveau » entre les deux pays.
En janvier 2022, le Ministère israélien de la Défense annonce l'achat à l'Allemagne de trois sous-marins Thyssenkrup Marine Systems. En septembre de la même année, le président israélien Isaac Herzog se rend en Allemagne pour participer aux commémorations de la sanglante prise d'otages des Jeux olympiques de Munich en 1972. Lors de ces commémorations organisée sur la base aérienne de Fürstenfeldbruck, à une trentaine de kilomètres à l'ouest de Munich, le président allemand Frank-Walter Steinmeier demande pardon aux proches des victimes israéliennes, endossant la responsabilité des échecs qui ont accompagné cette tragédie. Son homologue israélien salue un « discours courageux et historique » et une « étape importante de moralité et de justice ». Durant sa visite de trois jours en Allemagne, ce dernier rencontre également le chancelier Olaf Scholz, prononce un discours devant le Bundestag, et se rend sur le site du camp de concentration nazi de Bergen-Belsen, dont son père l'ancien président israélien Chaïm Herzog (1983-1993), avait été l'un des libérateurs, alors qu'il était soldat britannique.

#### Relations avec les Pays-Bas
En 2024, les Pays-Bas mettent un terme aux livraisons d'armes à Israël, par crainte qu'elles soient utilisées d'une manière qui viole le droit international humanitaire - entraînant la mort de civils et la destruction de zones résidentielles - à Gaza. En février 2024, un tribunal néerlandais interdit au gouvernement de livrer des pièces pour l'avion de combat F-35 à Israël

#### Relations avec l'Autriche
En 1994, l'Autriche et Israël signent un accord de coopération sur l'éducation et la recherche, mais celui-ci est suspendu en 2000 à la suite d'une détérioration de leurs relations après l'entrée du parti d'extrême droite FPO au gouvernement autrichien.
En juin 2018, le chancelier autrichien Sebastian Kurz se rend en Israël, et reconnait la responsabilité de l'Autriche dans la Shoah, alors annexée par l'Allemagne.
En mars 2021, l'Autriche, le Danemark et Israël s'associent pour développer des vaccins de nouvelle génération contre la Covid-19.
Environ 700 juifs d'origine autrichienne vivent actuellement en Israël.

#### Relations avec la Pologne
En août 2021, la Pologne rappelle son ambassadeur en Israël deux jours après un geste similaire de Jérusalem outré par une loi polonaise limitant les revendications de propriété de la Seconde Guerre mondiale, qualifiée par Israël d’antisémite. Cette loi, promulguée samedi par le président polonais Andrzej Duda, impose un délai de prescription de 30 ans pour réclamer des biens spoliés, généralement confisqués par le régime communiste après la guerre.
En mars 2023, après une visite du chef de la diplomatie israélienne Eli Cohen à Varsovie, les deux pays décident de rétablir la présence d'ambassadeurs l'un chez l'autre.

#### Relations avec l'Irlande
L'Irlande a une position singulière en Europe sur Israël, caractérisée par une forte empathie au peuple palestinien dont les Irlandais considèrent la guerre « d'indépendance » menée contre Israël, comme comparable à celle menée par les Irlandais contre l’Angleterre au XIXe siècle et au XXe siècle. Pour autant, l'Irlande reconnait le droit d'existence d'Israël, et les deux pays ont des relations bilatérales fortes du fait notamment du nombre important d'israéliens d'origine irlandaise, comme l'ancien président israélien Chaim Herzog (1983-1993), père de l'actuel président Isaac Herzog.
En 2010, les relations israéo-irlandaises se détériorent à la suite de la révélation du vol de plusieurs passeports irlandais par le Mossad pour servir de couverture à ses agents, notamment pour des missions d'assassinats à l'étranger. Lors de la guerre à Gaza depuis 2023, le gouvernement irlandais, par la voix de son Premier ministre Leo Varadkar, condamne les attaques du Hamas du 7 octobre, mais aussi par la suite les frappes israéliennes menées sur Gaza qu'il qualifie comme « quelque chose de plus proche de la vengeance ». En décembre 2024, Israël a annoncé qu'il fermerait son ambassade à Dublin en raison de ce qu'il a décrit comme « les politiques anti-israéliennes extrêmes du gouvernement irlandais ».

#### Relations avec l'Italie
En 2023, le gouvernement italien de Giorgia Meloni soutient Israël dans sa guerre à Gaza faisant suite au massacre perpétré par ce dernier le 7 octobre. Toutefois il annonce un embargo sur les armes contre Israël dès le 7 octobre 2023.

#### Relations avec la Hongrie
Le Premier ministre israélien et son homologue hongrois Viktor Orban se rencontrent à Budapest en juillet 2017, puis de nouveau à Jérusalem en juillet 2018. Lors de ce déplacement, le Premier ministre hongrois se rend à Yad Vashem, le mémorial de la Shoah à Jérusalem, où il rencontre l'un des deux grands rabbins, et visite également le mur des Lamentations à Jérusalem-Est.
La Hongrie ouvre une représentation commerciale à Jérusalem en mars 2019.
En février 2021, la Hongrie fait partie des pays vers lesquels Israël expédie une partie de ses stocks de vaccins contre le Covid-19.
En mai 2021, dans le contexte de la reprise des affrontements entre Israéliens et Palestiniens, le ministre hongrois des Affaires étrangères Peter Szijjarto refuse d'apporter son soutien à une déclaration de l'Union européenne appelant à un cessez-le-feu fustigeant des positions « partiales et déséquilibrées ».

#### Relations avec la Grèce
La Grèce possède une ambassade à Tel Aviv tandis qu'Israël en possède une à Athènes ; les deux pays sont membres de l'Union pour la Méditerranée
En janvier 2021, la Grèce et Israël, tous deux en relations tendus avec la Turquie, signent un accord de défense sur 20 ans pour environ 1,8 milliard de dollars. L'accord prévoit la création d'une école de pilotage pour l'armée de l'air grecque, par la société israélienne Elbit Systems, l'acquisition par la Grèce de dix avions d'entraînement M-346, produits par Leonardo Spa et équipés par Elbit Systems, la maintenance des avions d'entraînement T-6 grecs, et la fourniture de simulateurs.
En février, Israël et la Grèce concluent un accord touristique permettant à leurs citoyens respectifs ayant été vaccinés contre le coronavirus de voyager sans restriction dans ces deux pays.

#### Relations avec la république de Chypre
Israël partage avec Chypre une frontière maritime de 120 km, dont le tracé a fait l'objet d'un accord entre les deux pays, qui a été signé le 17 décembre 2010. L'accord a été signé dans un contexte d'expansion de la prospection gazière en Méditerranée orientale ; de part et d'autre de la frontière se situent notamment les champs gaziers Aphrodite (côté chypriote) et Leviathan (côté israélien).
À l’instar de la Grèce, la république de Chypre entretient de bonnes relations avec Israël, caractérisée par une coopération dans l'exploitation énergétique de la Méditerranée, et une coopération militaire axée sur le souci commun de lutter contre les ambitions expansionnistes de la Turquie. Plusieurs exercices militaires communs ont lieu entre les armées israélienne et chypriote en 2017 et 2022. En octobre 2019, Chypre annonce l’achat de drones à Israël pour protéger sa zone économique exclusive d’éventuelles violations turques.
En février 2021, le président israélien Reuven Rivlin qui a rencontré son homologue chypriote Nicos Anastasiades à Jérusalem afin de s'entendre sur la reprise des liaisons aériennes entre les deux pays, interrompues en raison de la pandémie du Covid. Lors de cette rencontre, le président chypriote salue dans un communiqué les chaleureuses relations entre les deux pays. En novembre, Chypre délègue à l’armée israélienne le dispositif de surveillance pour contrôler les activités le long de la zone tampon séparant les parties grecque et turque de l’île.
En décembre 2024, Chypre reçoit un système de défense anti-aérien développé en Israël.

#### Relations avec la République Tchèque
La République Tchèque et Israël entretiennent des relations bilatérales fortes, la République Tchèque étant l'un des pays les plus favorables à Israël de l'Union européenne. Pendant la guerre israélo-arabe de 1948-1949, un pont aérien s’organise à l'initiative de l'Union soviétique entre la ville tchèque de Zatec et Israël, permettant aux forces juives d'acquérir pour près de 22 millions de dollars d’armes.

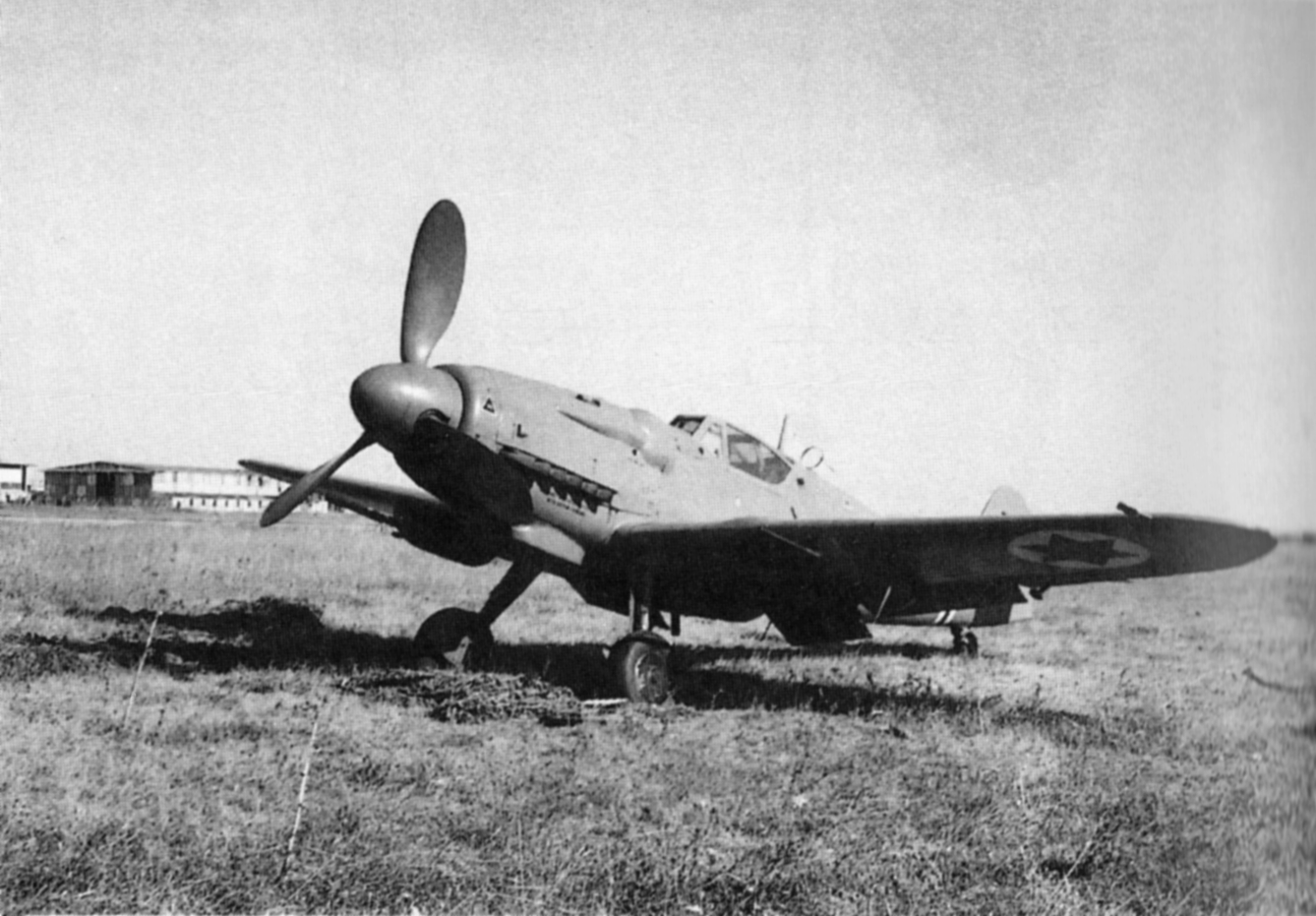
Avia S-199 israélien livré par la Tchécoslovaquie, 1948

Parallèlement, une brigade de 2 000 volontaires arrive en décembre 1948 de Prague en Israël, avant d'être intégrée dans Tsahal. Les années suivantes, environ 200 000 Juifs d’Europe orientale arrivent entre 1948 et 1951, soit un tiers de l’immigration en Israël.
En septembre 2018, le président tchèque Milos Zeman se rend à Jérusalem et rencontre le Premier ministre israélien Benyamin Netanyahou avec qui il participe à l'inauguration de la « Maison tchèque », destinée à représenter des agences gouvernementales et participer à des manifestations culturelles. Les deux chefs d'État expriment leur volonté de transférer l'ambassade tchèque en Israël de Tel-Aviv à Jérusalem, mais le gouvernement tchèque à qui revient cette décision se désolidarise de cette déclaration de Milos Zeman pour rester aligner avec la position commune de l'Union européenne.
En novembre 2020, la République tchèque signe un accord avec Israël pour l’achat d’un nouveau système de défense aérienne quatre batteries Spyder pour un montant estimé à 430 millions de dollars.
Début février, le ministre tchèque des Affaires étrangères Tomáš Petříček annonce l'ouverture par la République tchèque d'un bureau diplomatique à Jérusalem. Le lendemain, Israël annonce offrir 5 000 doses du vaccin Moderna à la République Tchèque, un jour après que le gouvernement tchèque a décidé d’ouvrir son nouveau bureau diplomatique à Jérusalem.

#### Relations avec la Roumanie
La Roumanie et Israël entretiennent des relations bilatérales fortes, alors que dans la deuxième moitié du XXe siècle faisant suite à la création de l'État d'Israël, la Roumanie est le troisième pays de provenance des juifs qui y émigrent, avec près de 450.000 israéliens d'origine roumaine.
Rendant la guerre froide, la Roumanie est le seul pays du bloc de l'Est à entretenir des rapports normaux avec Israël alors que l'Union soviétique a pris le parti des pays socialistes arabes. Des visites réciproques des délégations économiques gouvernementales ont lieu, israélienne et roumaine à Bucarest (mars 1967) et à Jérusalem (avril 1967). La partie israélienne accorde une importante signification politique à ces échanges, car pour la première fois un ministre israélien (le ministre des Finances, Pinhas Sapir) se rend en visite officielle à Bucarest. Une délégation économique israélienne se rend à Bucarest en mars et signe le premier accord économique entre Israël et un pays communiste, ainsi qu'un accord de coopération dans les domaines de la recherche scientifique et de l'aide technique, de l'agriculture, de la puériculture, de la zootechnie et du tourisme .
En mai 1967, alors que la guerre des Six Jours est imminente, le président roumain Nicolae Ceausescu reçoit en audience un envoyé israélien à Bucarest, Eliezer Doron, et déclare qu'une guerre entre les états arabes et Israël ne profiterait ni aux uns, ni aux autres. Sa position neutre est réaffirmée par son ministre des Affaires étrangères George Macovescu puis le 12 juin après la guerre, lors d'un discours dans lequel Ceausescu condamne la volonté de certains pays de « liquider » l'État d'Israël, tout en appelant au « retrait des troupes israéliennes des territoires occupés » .
Après la guerre de Six jours, la Roumanie augmente le volume de ses marchandises en transit par Israël, utilisant le pont terrestre israélien reliant la mer Rouge à la Méditerranée pour son commerce avec certains états africains. En outre, le pétrole iranien exporté vers la Roumanie emprunte le pipeline reliant les villes israélienne de Eilath et de Ashdod (l'Iran est alors favorable à Israël).

L'année suivante, les deux pays se rapprochent tandis que la Roumanie prend ses distance avec l'Union soviétique en condamnent la répression armée des manifestations de Prague, puis en 1969, les gouvernements israéliens et roumains annoncent leur décision d'élever leurs représentations diplomatiques au rang d'ambassades. En réactions, la Syrie et le Soudan rompent leurs relations diplomatiques avec la Roumanie, tandis que l'Égypte et l'Irak abaissant leurs niveaux de représentations à Bucarest. Pour autant, le président roumain Nicolae Ceausescu fait régulièrement part de sa préoccupation concernant les réfugiés palestiniens, et du droit de cette population à obtenir un État indépendant. Cela provoque un refroidissement des relations entre Israël et la Roumanie, illustré par des visites de Ceausescu dans plusieurs pays africains et arabes défavorables à Israël. 

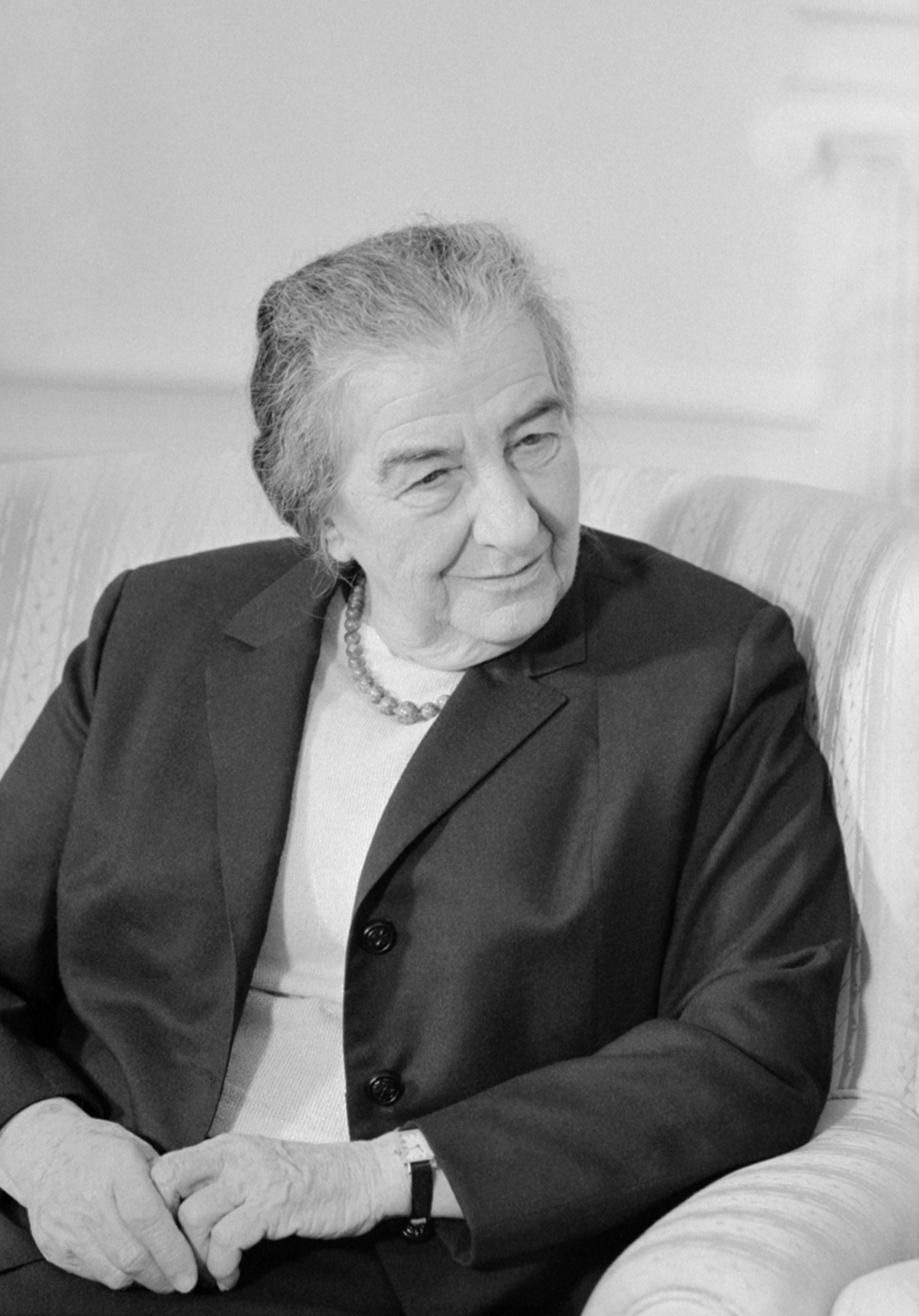
Golda Meir, Premier ministre d'Israël entre 1969 et 1974

Mais parallèlement, le ministre roumain des Affaires étrangères George Macovescu invite Golda Meir à venir le rencontrer à Bucarest, ce qu'elle fait en mai 1972 accompagnée d'une délégation israélienne, et rencontre également le président Ceausescu.
En octobre 1973, la neutralité roumaine lors de la guerre du Kippour met à l'épreuve leurs relations bilatérales, alors Ceausescu incrime Israël pour son occupation de territoires arabes, sans reprocher aux pays arabes le déclenchement de ces hostilités. La Roumanie ménage toutefois Israël, et invite en visite officielle à Bucarest le ministre israélien des Affaires étrangères, Abba Eban, qui accepte cette invitation et s'entretient avec le Premier ministre roumain Ion Gheorghe Maurer en novembre 1973.
En mars 2019, la Première ministre roumaine Viorica Dancila rencontre le Premier ministre israélien Benyamin Netanyahou à Washington dans le cadre d'une conférence du lobby américain pro-Israël « Aipac », au cours de laquelle elle déclare son intention d'installer l'ambassade de Roumanie en Israël à Jérusalem. Mais à l’instar de la République Tchèque, cette déclaration n'est pas appuyée par son gouvernement, le président roumain, Klaus Iohannis, ayant manifesté son désaccord.

#### Relations avec le Danemark
En mars 2021, l'Autriche, le Danemark et Israël s'associent pour développer des vaccins de nouvelle génération contre la Covid-19.

#### Relations avec la Suède
Les relations diplomatiques entre la Suède et Israël, ont toujours été tourmentées, l'État hébreu reprochant au royaume scandinave ses prises de positions favorables à la Palestine, tandis que Stockholm dénonce régulièrement les violations des droits de l'homme, commises par Tel-Aviv.
Le 20 mars 1979, l'espion suédois Stig Bergling est arrêté en Israël et condamné en Suède pour espionnage au profit de l'Union soviétique.
En octobre 2014, la Suède est le premier pays de l'Union européenne à reconnaître l'État de Palestine, à l'initiative de la chef de la diplomatie suédoise Margot Wallström. Quelques jours auparavant, dans la perspective de cette décision, le ministère des Affaires étrangères israélien convoque l'ambassadeur suédois Carl Magnus Wagner pour lui signifier le mécontentement du gouvernement israélien.

#### Relations avec la Lituanie
En août 2018, Benyamin Netanyahou se rend à Vilnius, marquant la première d'un chef de gouvernement israélien en Lituanie, et rencontre les dirigeants des trois pays baltes: le Premier ministre de Lituanie Saulius Skvernelis, et ses homologues letton Maris Kucinskis et estonien Jüri Ratas.. Cette visite revêt une importance particulièrement symbolique, dans un pays où plus de 95 % de la communauté juive ont été exterminés durant l'Holocauste.

### Pays d'Europe hors-UE

#### Relations avec la Grande-Bretagne
Historiquement, les Britanniques sont les principaux soutiens dans le monde à la cause sioniste. Chaïm Weizmann, président de l'organisation sioniste mondiale, a vécu la majeure partie de sa vie dans le nord de l'Angleterre, tandis que la déclaration du Balfour, lettre écrite énorme 1917 par le secrétaire d'État britannique aux Affaires étrangères Arthur Balfour énonce explicitement le soutien de la Grande-Bretagne à la création d'un foyer juif en Palestine.
Le territoire de la Palestine passe sous contrôle par la Grande-Bretagne après sa victoire contre l'Empire ottoman lors de la campagne de Mésopotamie. Le protectorat britannique dure de 1923 à la guerre israélo-arabe de 1947-1948, à la suite de laquelle l'évacuation de la Palestine par les Britanniques permet la fondation de l'État d'Israël. Les Britanniques, censés maintenir l'ordre, n'interviennent pas pendant cette guerre, mais soutiennent l'annexion de la partie arabe de la Palestine par le roi Abdallah. Ce soutien, certes limité apporté par les Britanniques aux Arabes nourrit d'importantes rancœurs d'Israéliens envers la Grande-Bretagne.
En 1956, Israël intervient aux côtés de la France et de la Grande-Bretagne dans l'opération Mousquetaire qui déclenche la crise du Canal de Suez.
En 1982, lorsque pendant la guerre des Malouines opposant la Grande-Bretagne et l'Argentine, Israël fournit des armes aux Argentins en passant par le Pérou. Selon le journaliste argentin Hernan Dobry, le Premier ministre israélien Menahem Begin, qui nourrit une profonde haine contre les Anglais aurait déclaré au sujet de ces livraisons d'armes : « Est-ce que ça va servir à tuer les Anglais ? Allez-y alors. ».
Mais le souvenir de l'époque de la Palestine mandataire s'éloigne peu à peu, et les relations bilatérales entre Israël et la Grande-Bretagne se réchauffent.
En octobre 2016, le Prince Charles de Galles se rend en Israël pour les funérailles de l’ancien président israélien Shimon Peres, et en profite pour se rendre sur la tombe de sa grand-mère paternelle, Alice de Battenberg, dont le corps a été enseveli en 1988 au couvent Sainte-Marie-Madeleine, sur le mont des Oliviers, à Gethsemani, à Jérusalem. À noter toutefois que sa mère, la reine Élisabeth II, ne s'est jamais rendu en Israël en 70 ans de règne, sans jamais s'expliquer publiquement sur ce « boycott.».
La même année, le chef du Parti travailliste Jeremy Corbyn fait scandale au Royaume-Uni où il est accusé d'avoir tenu des propos antisémites, à la suite de quoi trois ans plus tard, la vice-ministre israélienne des Affaires étrangères Tzipi Hotovely exprime ses craintes au sujet d'une possible arrivée au pouvoir de Jeremy Corbyn au Royaume-Uni, qui constituerait une menace pour les relations entre les deux pays. Mais celui-ci essuie lors des élections générales de 2019, un revers face essuie un revers face aux conservateurs de Boris Johnson qui devient Premier ministre britannique.
Boris Johnson, du Parti Conservateur, tente de faire interdire en décembre 2019 le mouvement Boycott, désinvestissement, et sanctions (BDS) qui fait campagne pour boycotter Israël en raison de la politique de ce pays à l'égard des Palestiniens. Il s'oppose par ailleurs aux projets d'annexion de territoires palestiniens par Israël.
Lorsque le Parti travailliste britannique arrive au pouvoir à la suite des élections du 4 juillet 2024, il s'engage à changer la position du Royaume-Uni sur la guerre en cours menée par Israël à Gaza. Toutefois un embargo sur les armes rencontre des obstacles du fait que la Grande-Bretagne est un fabricant clé de pièces pour les avions de combat F-35 utilisés par Israël. En septembre 2024 le Royaume-Uni annonce suspendre 30 de ses 350 licences d’exportation d’armes vers Israël en raison du risque d'utilisation qui viole le droit international humanitaire,. Le refus d'Israël d'autoriser les visites du Comité international de la Croix-Rouge au camp de détention de Sde Teiman, où sont détenus des prisonniers palestiniens, explique en partie la volonté de la Grande-Bretagne d'imposer une interdiction.d'exportation.

#### Relations avec la Russie
Les relations diplomatiques entre Russie et Israël ont commencé très tôt, l'Union soviétique ayant appuyé la création d'un État juif au Moyen-Orient, et le plan de partage de la Palestine porté par l'ONU. Le 14 mai 1947, le futur dirigeant de l'Union soviétique Andreï Gromyk, alors vice-ministre soviétique des Affaires étrangères, monte à la tribune de l’Assemblée générale de l’ONU et se prononce pour « un État judéo-arabe unique avec droits égaux pour les juifs et les Arabes », puis déclare :

« S’il se trouvait que cette solution fût irréalisable en raison des relations de plus en plus tendues entre juifs et Arabes , je prône pour le partage de ce pays en deux États indépendants, un État juif et un État arabe. »

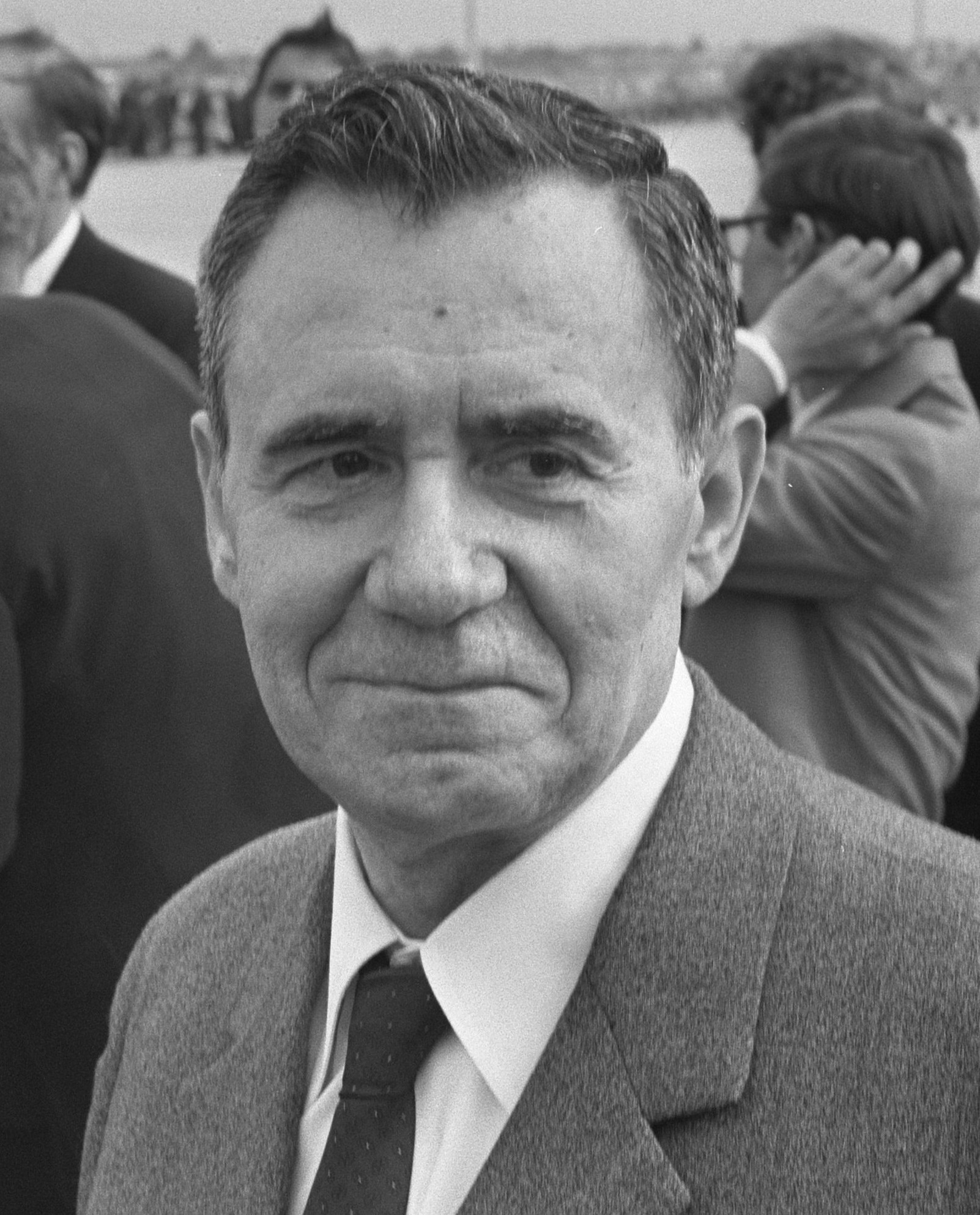
Andreï Gromyko, ministre soviétique des Affaires étrangères entre 1957 et 1985, puis dirigeant de l'Union soviétique de 1985-1988

L'URSS est par la suite un des premiers pays à reconnaître l'État d'Israël après sa création en mai 1948 tandis qu'un an plus tard, Moscou vote en faveur de l'admission d'Israël aux Nations unies. Parallèlement, les livraisons d'armes en Israël par la Tchécoslovaquie, pays satellite de l'URSS, a été un facteur décisif de la victoire israélienne lors de la guerre israélo-arabe de 1948 qui mène à la fondation de l'État d'Israël.
Mais paradoxalement,, Staline applique sur son territoire une politique antisémite, illustrée notamment par l'affaire du complot des blouses blanches, qui amène les relations entre Israël et l'Union soviétique à se dégrader fortement dans les années 1950. Le refus de l'URSS, pays hermétiquement fermé, de permettre aux juifs qui y résident d'émigrer en Israël, est aussi une cause de tensions.Ce « grand écart soviétique » caractérisé par un soutien à Israël sur la scène internationale et une répression des juifs en URSS, s'épuise au début des années 1950, alors Israël s’arrime à l’Occident, notamment lors de la guerre de Corée (1950-1953), pendant laquelle Moscou et Washington soutiennent deux camps opposés.
Les relations diplomatiques entre les deux États sont rompues en février 1953 à la suite d'un attentat à la bombe, contre la légation soviétique à Tel-Aviv, avant d'être rétablies le 20 juillet 1953, après la mort de Staline par son successeur Nikita Khrouchtchev. Mais les deux États gardent des positions antagonistes, Moscou se rapprochant désormais des pays arabes partageant l'idéologie socialiste en guerre contre Israël tandis que l'État hébreu se rapproche du bloc de l'Ouest. Leurs relations sont à nouveau rompues en 1967 après la victoire d'Israël contre une coalition arabe pro-russe à la guerre des Six Jours, et ne sont rétablies qu'en octobre 1991 par Mikhaïl Gorbatchev, deux mois avant la dislocation de l'Union soviétique.
Depuis lors, la Russie et Israël sont deux partenaires stratégiques sur le plan militaire et commercial. Entre 1991 et 2015, le volume des échanges commerciaux entre les deux pays est passé de 12 millions à 2,3 milliards de dollars.

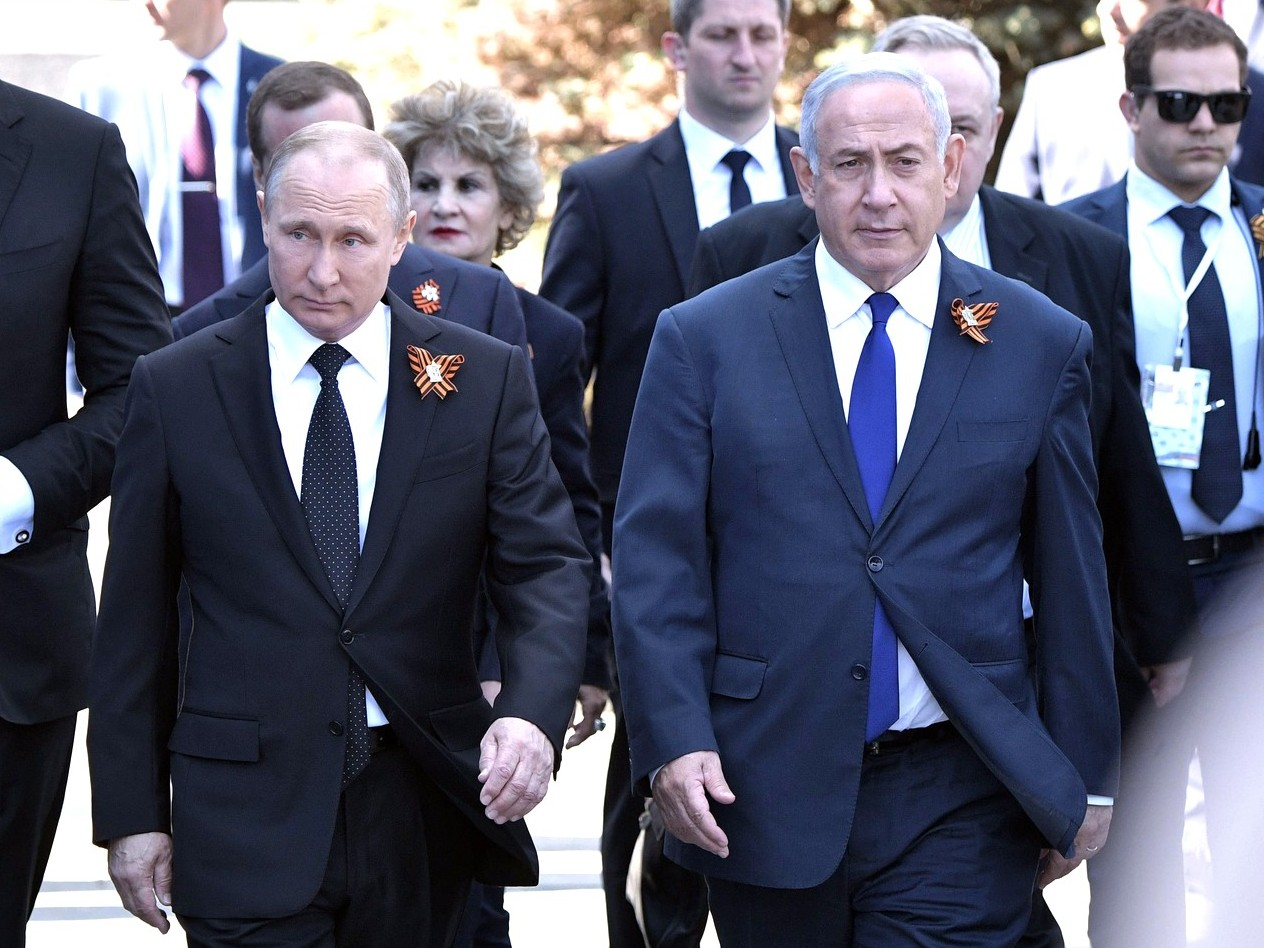
Vladimir Poutine et Benyamin Netanyahou à Moscou en 2018

À partir de 2015, l'intervention russe dans la guerre civile syrienne quatre ans après le début de la guerre civile cause de profondes divergences entre Israël et la Russie, chacun soutenant un camp opposé. Néanmoins, de multiples rencontres entre Benyamin Netanyahou et Vladimir Poutine, ainsi que l'installation d'une « ligne directe » entre la base aérienne russe de Hmeimim en Syrie et la Kirya à Tel-Aviv permet d'éviter toute confrontation entre les deux armées,.
En septembre 2018, un avion russe est toutefois abattu par erreur par la défense anti-aérienne syrienne, celle-ci s'étant déclenchée après que quatre F-16 israéliens ont bombardé un dépôt de munitions de l'Institut des industries techniques, dans la périphérie de Lattaquié. Les 15 soldats russes à bord de l'Iliouchine Il-20 sont tués. Israël reconnait son implication dans les bombardements à Lattaquié et exprime sa tristesse pour la mort des militaires russes, mais dément s'être servi de l'appareil russe comme couverture pour échapper aux tirs syriens. La Russie réagit en renforçant sa défense anti-aérienne en Syrie et exigeant qu'Israël cesse ses raids aériens. Mais cet incident n'a pas d'incidence significative sur les relations entre les deux États qui annoncent renforcer leur coopération.
En février 2021, la Russie joue un rôle essentiel de médiateur dans un accord entre la Syrie et Israël portant sur un échange de prisonniers, incluant le financement par Israël de plusieurs centaines de milliers de vaccins russes « Spoutnik V » contre le Covid-19, pour Damas

#### Relations avec l'Ukraine
Depuis l'indépendance de l'Ukraine (de l'Union soviétique) obtenue en décembre 1991, Kiev et Tel Aviv ont des liens amicaux et étroits, l'Ukraine comptant l'une des plus importantes communautés juives d'Europe, dont une part significative émigre en Israël après la chute de l'URSS. Golda Meir, la quatrième Premier ministre d'Israël (de 1969 à 1974) est une juive d'origine ukrainienne, à l'instar Volodymyr Zelensky, sixième président ukrainien depuis l'indépendance du pays (depuis 2019).

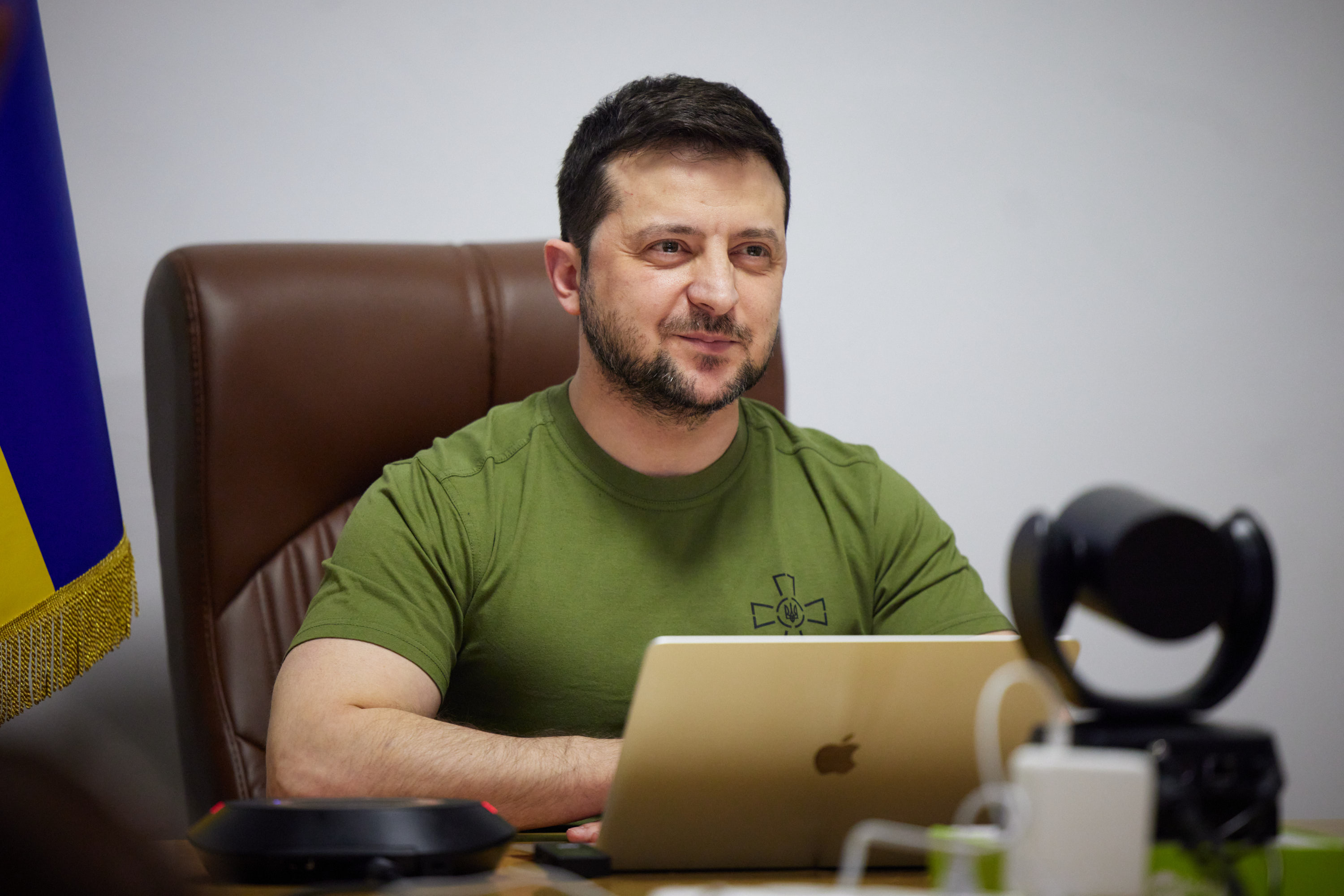
Volodymyr Zelensky, président ukrainien pendant l’invasion russe, est issu de l'importante communauté juive de son pays à l'instar de Golda Meir, née à Kiev en 1889 et Premier ministre d'Israël entre 1969 et 1974.

En 2022, à la suite de l'invasion de l'Ukraine par la Russie, Volodymyr Zelensky demande une aide matérielle à Israël, particulièrement son système de défense antimissile baptisé « Dôme de fer », utilisé par l'État hébreu pour protéger ses villes des tirs de roquettes du Hamas. Mais Tel-Aviv se montre récalcitrant, soucieux de ménager la Russie implantée militairement en Syrie voisine. Le chef de la diplomatie israélienne Yaïr Lapid dénonce comme une « grave violation de l’ordre mondial » l’invasion russe de l’Ukraine, mais souligne aussi les « liens anciens et profonds » unissant son pays à la Russie et à l’Ukraine, principaux viviers de « l'aliyah », l’immigration juive en Israël. À défaut de soutenir l'effort de guerre défensif de l'Ukraine, Naftali Bennett annonce l'envoie en Ukraine de 100 tonnes de matériel humanitaire composée de purificateurs d’eau, de matériel médical, de médicaments, de tentes, et de couvertures et sacs de couchage. Parallèlement, Israël accueille 15 000 réfugiés juifs ukrainiens fuyant la guerre.
En mars 2022 (un mois après le début de la guerre), le président ukrainien, qui n'a jamais caché ses convictions sionistes et son admiration pour l’État hébreu, cite Golda Meir en s’adressant par vidéo à la Knesset : « Nous voulons vivre mais nos voisins veulent nous voir morts. ». Certains analystes y voient une tentative de s'attirer le soutien d'Israël, en suggérant qu’il ferait face à la même menace de destruction que l’Ukraine. Mais ces propos sont négativement perçus dans le monde arabe, qui considère majoritairement que ne sont plus les juifs, mais les Palestiniens qui au Moyen-Orient, sont confrontés à une menace existentielle.
Après l'été 2022, tandis que la Russie se rapproche de l'Iran (ennemi juré de Tel-Aviv) qui lui livre des drones kamikazes Shahed-136, Israël penche lentement dans le camp ukrainien sans l'appuyer militairement. D'abord, en prenant en charge des blessés ukrainiens, puis en fournissant à Kiev des systèmes d’alerte déclenchés en cas de bombardements similaires à ceux utilisés dans les villes israéliennes. Le 16 février 2023, le chef de la diplomatie israélienne Eli Cohen se rend à Kiev, d'où il annonce « renforcer la coopération avec l’Ukraine contre la menace iranienne sur la scène internationale ». Les modalités de cette coopération ne sont cependant pas précisées.

#### Relations avec la Serbie
Israël établi ses relations avec la Serbie en 1991, et les deux pays entretiennent depuis lors de bonnes relations qui se traduisent par des investissements israéliens en Serbie, surtout dans l'immobilier.
Le 7 septembre 2020, après une rencontre avec son homologue serbe Aleksandar Vucic, le président américain Donald Trump annonce que la Serbie va déménager son ambassade en Israël à Jérusalem. Cette déclaration est reprise par le Premier ministre israélien Benyamin Netanyahou, mais n'est confirmée par aucune personnalité politique serbe, tandis que Bruxelles met en garde la Serbie, candidate à l'Union européenne, sur les conséquences d'une telle décision.
Le surlendemain, cette affirmation est nuancée par Suzana Vasiljevic, principale conseillère médias du président serbe Aleksandar Vucic, qui déclare que cette décision n'est pas définitive et dépend du comportement d’Israël à l'égard du Kosovo. L'État hébreu s'est en effet engagé à nouer des relations bilatérales avec l'État des Balkans, ce qui reviendrait à en reconnaître l'indépendance alors que la Serbie revendique la souveraineté de ce territoire.
En février 2021, l'établissement de relations diplomatiques entre Israël et le Kosovo provoque effectivement le mécontentement de la Serbie, dont le ministre des Affaires étrangères Nikola Selakovic déclare que cette décision aura des conséquences sur les relations bilatérales serbo-israélienne.

#### Relations avec le Kosovo
Le Kosovo, pays européen majoritairement musulman, et indépendant depuis 2008, normalise ses relations avec Israël en février 2021, et annonce l'ouverture d'une ambassade à Jérusalem, reconnaissant cette ville comme capitale d'Israël. En échange, Israël reconnait l'indépendance de ce territoire revendiqué par la Serbie.
Cet accord prévoit aussi la reconnaissance par le Kosovo du Hezbollah libanais, ennemi juré d’Israël, comme « organisation terroriste ».
Le 14 mars 2021, le Kosovo ouvre officiellement son ambassade à Jérusalem.

#### Relations avec le Vatican
Jérusalem est une destination courante pour les papes en raison des lieux saints catholiques qui s'y trouvent, notamment le tombeau du Christ. Le pape Jean Paul II s'y rend en 2000 et son successeur Benoît XVI s'y rend en 2009.

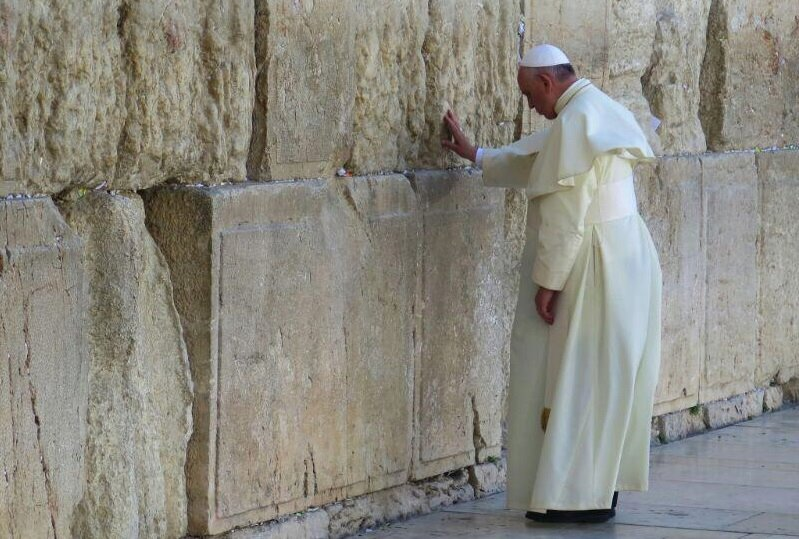
Visite du pape François au mur des Lamentations, lieu saint du judaïsme.

Le pape François se rend trois jours en Israël en mai 2014, et exhorte les musulmans, chrétiens et juifs à travailler « ensemble pour la justice et la paix ». Il se rend lors de son voyage au mur des Lamentations au cimetière national du mont Herzl, où il a fait déposer une grande gerbe aux couleurs jaune et blanche du Vatican sur la tombe de Theodor Herzl, père fondateur du sionisme, et au mémorial de la Shoah à Yad Vashem. Le pape rencontre les deux Grands rabbins d’Israël, le président Shimon Peres, et le Premier ministre israélien Benyamin Netanyahou.
Le Vatican possède une propriété, Notre-Dame de Jérusalem, située à la limite entre l’Ouest et l’Est de la ville.
Le Vatican considère Jérusalem comme « capitale des trois religions », et soutient activement la création d'un État palestinien indépendant, dont ses autorités reconnaissent officiellement l'existence en mai 2015 lors d'une visite du président palestinien Mahmoud Abbas.

## Relations avec l'Amérique

### Relations avec le Canada
Le Canada décide un embargo sur les armes à destination d'Israël en mars 2024, ; le vote en ce sens à la Chambre des communes canadienne se réfère à la décision de la Cour internationale de justice qui, dans le cadre de la procédure engagée par l'Afrique du Sud contre Israël au titre de la Convention sur le génocide, avait parlé en janvier 2024 d'un risque « plausible » de génocide à Gaza .
Depuis le début de la guerre à Gaza les ventes d'armes canadiennes vers Israël étaient limitées au matériel non létal selon le gouvernement.

### Relations avec les États-Unis

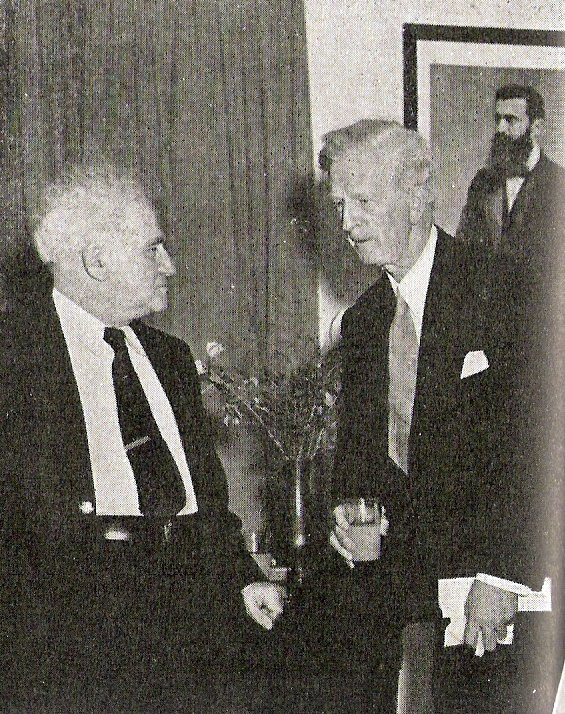
David Ben Gourion, fondateur et Premier ministre d'Israël entre 1948 et 1963, en compagnie de l'ambassadeur américain James Grover McDonald

En mai 1948, le président américain Harry S. Truman est l'un des premiers chefs d'État à reconnaître Israël, le jour même de sa création. Deux mois plus tard, en pleine guerre israélo-arabe et au début de la guerre froide, David Ben Gourion, fondateur et Premier ministre d’Israël, accueille le premier ambassadeur américain, James Grover McDonald, et déclare :

« Non seulement Israël est occidental dans son orientation, mais notre peuple est démocrate et réalise qu’il ne peut devenir fort et rester libre qu’à travers la coopération avec les États-Unis. »

Depuis lors, les relations entre les États-Unis et Israël sont un facteur important dans la politique étrangère du gouvernement des États-Unis au Moyen-Orient. Les États-Unis maintiennent avec Israël une relation de forte proximité et de soutien via une aide financière annuelle et des accords militaires.
La proximité entre les deux États franchie un nouveau pallier en décembre 2017, lorsque le président américain Donald Trump déclare que les États-Unis reconnaissent Jérusalem comme capitale d'Israël et annonce son intention de déplacer l'ambassade américaine de Tel-Aviv vers Jérusalem. Les États-Unis inaugurent officiellement leur ambassade à Jérusalem le 14 mai 2018, à l'occasion du 70e anniversaire de la création de l'État d'Israël.

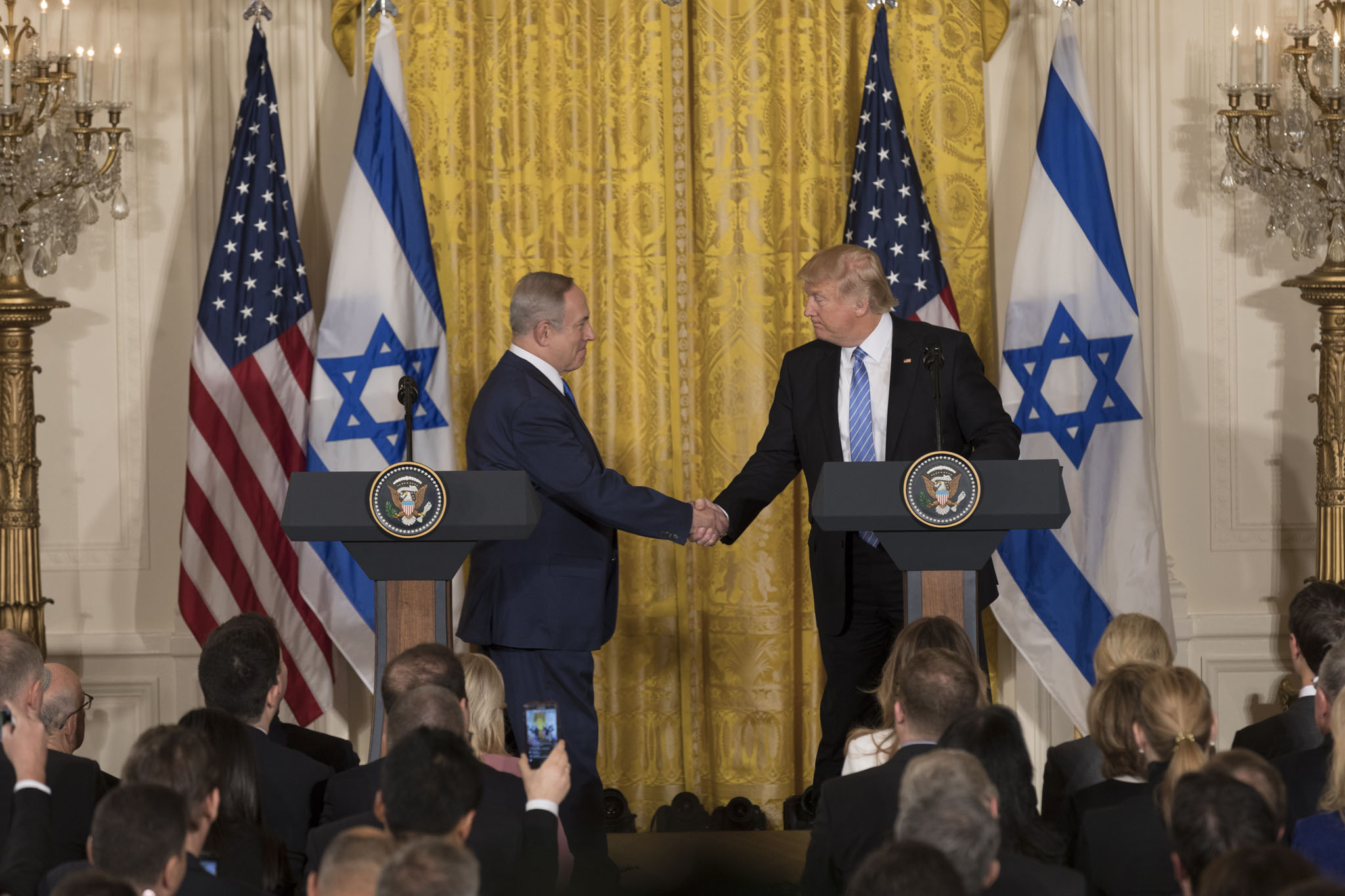
Benyamin Netanyahou et Donald Trump en février 2017.

En mars 2019, Donald Trump reconnait l’annexion par Israël du plateau du Golan, ce qu’aucun autre pays n’a fait, la communauté internationale considérant le Golan comme un territoire syrien sous occupation israélienne. Benyamin Netanyahou décide le mois suivant de baptiser une colonie israélienne sur le plateau du Golan du nom de Donald Trump.
Le 29 juin 2021, le nouveau président américain Joe Biden reçoit son homologue israélien Reuven Rivlin, et lui assure qu'il ne permettra pas à l'Iran d'obtenir la bombe nucléaire, face aux importantes réserves de ce dernier quant à la relance de l'accord de Vienne. Deux jours auparavant, le chef de la diplomatie israélienne, Yaïr Lapid s’est entretenu à Rome avec son homologue américain, le secrétaire d’État Antony Blinken.

### Relations avec les pays d'Amérique du Sud

#### Relations avec l'Argentine
En février 2024, le nouveau président argentin Javier Milei annonce son intention de déménager l'ambassade argentine en Israël à Jérusalem.

#### Relations avec le Brésil
En novembre 1947, par l’intermédiaire de son représentant à l’ONU Oswaldo Aranha, qui présidait alors l’Assemblée générale, le Brésil poussé pour l’adoption du plan de partition de la Palestine mandataire. Les deux États ont établi des relations diplomatiques le 7 février 1949, le Brésil étant l'un des premiers pays à avoir officiellement reconnu l'État d'Israël en 1949. 120 000 Brésiliens sont juifs, selon la Confédération israélienne du Brésil.
En 2010, le président brésilien Luiz Inácio Lula da Silva se rend en Israël au centre Yad Vashem pour la mémoire de la Shoah, mais aussi en Cisjordanie, où il dépose une gerbe sur la tombe de Yasser Arafat à Ramallah, avant quelques mois plus tard de reconnaître officiellement l'État palestinien dans les frontières de 1967. Deux ans plus tard, sa successeure Dilma Rousseff parraine une résolution ayant permis en 2012 d’accepter la Palestine comme État observateur aux Nations unies. En 2014, l’ambassadeur brésilien en Israël est rappelé pour avoir dénoncé une réponse « disproportionnée » d’Israël dans la guerre de Gaza.
En décembre 2018, le nouveau président brésilien Jair Bolsonaro annonce au lendemain de son élection son intention de transférer l’ambassade du Brésil en Israël de Tel-Aviv à Jérusalem. Il confirme sa décision un mois plus tard, après sa prise de fonction, mais suscite des protestations jusqu'en dans son propre camp politique, certains industriels agro-alimentaires le mettant en garde contre le risque de graves conséquences économiques commerciales de la part de pays arabes, gros importateurs de viande brésilienne. Le Brésil a alors un excédent commercial de 4,5 milliards de dollars avec le monde arabe, et un déficit de 800 millions de dollars avec Israël. Tiraillé entre ses soutiens évangélistes pro-israéliens et ceux du lobby de la viande (les deux ayant permis son élection), Bolsonaro rétropédale quatre mois plus tard, et annonce n'ouvrir qu'un bureau de représentation commerciale à Jérusalem.
Lula, président brésilien de 2003 à 2011, accède de nouveau à cette fonction en succédant à Bolsonaro en 2023. Il prend le contre-pied de son prédécesseur dont il juge le bilan désastreux, notamment sur la politique internationale de ce dernier. Lors de la reprise de la guerre à Gaza en octobre 2023, Lula condamne les violences commises de part et d'autre, désignant le Hamas comme « terroriste », et accusant l'armée israélienne de « tuer des innocents sans aucun critère ».

#### Relations avec la Bolivie
En 2009, le président bolivien Evo Morales sympathisant du régime iranien, décide de rompre les relations diplomatiques entre son pays et Israël pour protester contre la guerre de Gaza de 2008-2009. En 2014, dans le contexte de l'opération bordure protectrice, Evo Morales déclare considérer Israël comme un État terroriste.
La Paz annonce le rétablissement de ses relations avec Israël après la démission d'Evo Morales en novembre 2019.
En octobre 2023, dans le contre de la reprise de la guerre à Gaza, le gouvernement bolivien annonce, par la voix de son vice-ministre des Affaires étrangères Freddy Mamani, rompre de nouveaux ses relations avec Israël.

#### Relations avec le Chili
Israël se rapproche du Chili (qui l'a reconnu en 1949) après la guerre du Kippour, ayant poussé de nombreux pays africains à rompre leurs relations diplomatiques avec l'État hébreu, sous pression des pays arabes. L'Amérique du Sud, dont la plupart des gouvernements sont alors favorables aux États-Unis, devient une zone d'influence intéressantes à conquérir pour Israël. Mais le Chili a aussi noué des relations étroites avec la Palestine depuis la migration des Palestiniens qui a débuté au XXe siècle et dépasse un siècle plus tard les 300.000 personnes (ce qui en fait la plus grande population palestinienne en dehors du Moyen-Orient) coexistants au Chili avec environ 30.000 juifs.
En 1976, le chef d'État chilien Augusto Pinochet, dont le pays est sous embargo en raison de la violation des droits humains par son gouvernement, voit dans un rapprochement avec Israël un moyen d'importer des armes sans remplir de condition politique. Ainsi, de 1975 à 1988, Israël vend au Chili des systèmes radars, des missiles air-air, du matériel naval et des systèmes aéronautiques et antimissiles.
Ces relations militaires et commerciales continuent de se développer depuis la fin du dernier mandat de Pinochet en 1990.
En 2018, les armées israélienne et chilienne signent de nouveaux accords de coopération en matière de formation militaire et d’entraînement, de commandement et de méthodes d’entraînement.
En mars 2022, une coalition de gauche porte à la présidence chilienne Gabriel Boric, tandis que la même année, c'est une coalition d'extrême-droite qui remporte les élections en Israël, et permet à Benyamin Netanyahou de revenir au pouvoir. Cet antagonisme politique provoque un refroidissement des relations israélo-chilienne tandis que Gabriel Boric, davantage favorable aux indigènes sud-américains que ses prédécesseurs, se montre solidaire des Palestiniens. En décembre 2022, il annonce l'ouverture prochaine d'une ambassade chilienne en Palestine.

#### Relations avec la Colombie
En mal 2024, le gouvernement colombien de Gustavo Petro annonce la rupture des relations diplomatiques entre la Colombie et Israël en réaction aux bombardements de Gaza.

#### Relations avec le Guatemala
Le 14 mai 1948, le président du Guatemala Jorge García Granados (en) est le deuxième chef d'État au monde après le président américain Harry S. Truman à reconnaître l'État d'Israël. Par la suite, le Guatemala est le premier à établir des relations diplomatiques avec l’État hébreu et à installer une ambassade à Jérusalem en 1956, (avec Jorge Garcia Granados comme premier ambassadeur), transférée à Tel-Aviv, en 1980.
Pendant le conflit armé guatémaltèque opposant de 1960 à 1996 le gouvernement pro-américain à une guérilla marxiste, Israël fournit au Guatemala du matériel militaire tout en formant les soldats sur place, dont la répression vise des groupes insurgés, mais aussi des mayas indigènes.
En 2009, le président du Congrès guatémaltèque Roberto Alejos fait l'éloge de la coopération entre Israël et le Guatemala, qui a permis au Guatemala de développer des secteurs comme agriculture, l’éducation, la médecine et la sécurité.
En 2016, le président guatémaltèque Jimmy Morales se rend en Israël pour sa première à l’étranger après son élection, et signe plusieurs accords avec le gouvernement hébreu portant sur l’agriculture et la science, de l’amélioration des infrastructures civiles et de les solutions de purification de l’eau.
En décembre 2017, le président du Guatemala Jimmy Morales annonce le transfert de l'ambassade de son pays à Jérusalem, devenant le deuxième pays après les États-Unis à reconnaître de facto cette ville comme capitale d'Israël.
En février 2021, le Guatemala fait partie des pays vers lesquels Israël expédie une partie de ses stocks de vaccins contre le Covid-19.

#### Relations avec le Honduras
En janvier 2020, le président du Honduras, Juan Orlando Hernández, annonce le transfert de l'ambassade de son pays à Jérusalem, faisant de son pays le troisième à prendre cette décision, après les États-Unis et le Guatemala.
Un an plus tard, le Honduras fait partie des pays vers lesquels Israël expédie une partie de ses stocks de vaccins contre le Covid-19.
Le Honduras ouvre officiellement son ambassade à Jérusalem le 24 juin 2021, inaugurée par le président hondurien Juan Orlando Hernandez en personne et le nouveau Premier ministre israélien Naftali Bennett, qui a succédé dix jours auparavant à Benyamin Netanyahou.

### Relations avec le Nicaragua
En mars 2024 le Nicaragua accuse l'Allemagne devant la Cour internationale de justice de « violer la convention des Nations unies sur le génocide en envoyant des armes à Israël ». La Cour internationale de justice refuse d'exiger un arrêt total des ventes militaires allemandes à Israël mais ne rejette pas l'affaire dans son intégralité ; la procédure Nicaragua c. Allemagne reste donc en cours.
Le 11 octobre 2024, Le Nicaragua rompt officiellement ses relations diplomatiques avec Israël.

#### Relations avec le Panama
Le Panama et Israël signent un accord de libre-échange en 2018. Des accords sécuritaires sont également signés entre les deux pays, la police panaméenne étant notamment formée par son homologue israélienne.

#### Relations avec le Paraguay
Le 21 mai 2018, le président du Paraguay Horacio Cartes transfère l'ambassade du Paraguay en Israël de Tel-Aviv à Jérusalem, devenant le troisième pays au monde à appliquer cette décision, moins d'une semaine après les États-Unis (14 mai) et le Guatemala (16 mai). Toutefois, seulement quatre mois plus tard, le nouveau président du Paraguay Mario Abdo Benitez décide de revenir sur cette décision, et annonce la réouverture de son ambassade en Israël à Tel-Aviv au détriment de Jérusalem.
En réaction à cette décision, le Premier ministre israélien Benyamin Netanyahou ordonne la fermeture de l'ambassade d'Israël au Paraguay. Les Palestiniens quant à eux annoncent l'ouverture immédiate d'une ambassade à Asunción, sous les instructions du président Mahmoud Abbas. En décembre 2024, l'ambassade du Paraguay en Israël est à nouveau transférée à Jérusalem.

### Relations avec les Antilles

#### Relations avec Cuba
En raison de sa très forte proximité avec les États-Unis, Israël entretient des relations conflictuelles avec Cuba, l'État hébreu est l'un des plus fervents soutiens aux Nations unies de l'embargo imposé par les États-Unis contre l'île des Caraïbes. En 1967, après la défaite égyptienne contre Israël à la guerre des Six Jours, dont l'armée est anéantie, Fidel Castro se joint à l'Union soviétique pour envoyer à l'Égypte des armes, du matériel, ainsi des troupes en renforts, dans le contexte de la guerre d'usure dans le conflit israélo-arabe.

#### Relations avec Haïti
Après le séisme de 2010 en Haïti, Israël apporte une aide particulièrement importante aux sinistrés, mais est accusée par certains observateurs d'utiliser le volet humanitaire pour détourner l'attention des conséquences de la guerre de Gaza de 2008-2009.

## Relations avec l'Afrique
En 1948, lorsque l’État d’Israël a été créé sur la terre palestinienne, la majorité des États africains est encore sous domination coloniale. Puis dans les décennies d'après-guerre, le colonialisme recule et les États africains accédant les uns après les autres à l’indépendance ou à l’autonomie, ce qui donne à Israël, qui était isolé, l’occasion de se faire de nouveaux amis et soutiens aux Nations unies. Guidé par sa « doctrine de diplomatie périphérique », axée sur un rapprochement avec les pays musulmans non arabes, Israël met en avant, notamment auprès de certains pays africains, en envoyant des experts dans les domaines de la technique, de l’éducation, de la construction et de l’agriculture.
Jusqu’à la fin des années 1960, les relations israélo-africaines connaissant un « âge d’or » sous la direction de Golda Meir, alors à la tête de la diplomatie israélienne, et beaucoup de pays africains bénéficient de leur relation avec Israël pour leur développement économique post-indépendance. Mais cette tendance connait une rupture brutale lors des guerres des Six Jours et du Kippour en 1967 et 1973, lors desquelles l'État hébreu met en déroute l'Égypte, un pilier de l’anticolonialisme et du panafricanisme. À la suite de ces deux événements, la plupart des pays africains ayant établi des relations diplomatiques avec Israël décident de les rompre.
Israël fait finalement la paix avec l'Égypte lors des accords de camp David en 1978, et déploie des efforts diplomatiques importants, bien que souvent clandestins, pour renouer des relations avec l'Afrique. Quelques résultats (rapprochement israélien avec le Zaïre, le Liberia, la Côte d’Ivoire et le Cameroun) sont obtenus dans les années 1980. Cette détente israélo-égyptienne se poursuit après la guerre froide Israël ayant réussi à la fin des années 1990, à rétablir des liens officiels avec pas moins de trente-neuf pays africains.
Dans les années 2000 et 2010, Benyamin Netanyahou, durant ses mandats de Premier ministre, priorise une poursuite du rapprochement israélo-africain axée sur trois piliers : le commerce, l’aide économique et le renforcement de la capacité de défense. Selon le ministère israélien de la Défense, les exportations militaires israéliennes vers l’Afrique atteignent 6,5 milliards de dollars en 2016, soit une hausse de 800 millions de dollars par rapport à l’année précédente.
En juillet 2021, Israël obtient le statut d'observateur à l'Union africaine, une vingtaine d'années après l’Organisation de libération de la Palestine qui s'est vu accorder le même statut en 2002.
Le continent africain est particulièrement divisé sur l'attitude à adopter vis-à-vis d'Israël. À la suite de la reprise de la guerre à Gaza en 2023, certains pays prennent le partie d'Israël évoquant son droit à se défendre après les massacres perpétrés par le Hamas et 7 octobre tandis que d'autres se déclarent solidaires des Palestiniens qui subissent un répression très violente de la part de l'État hébreu. Mais cette divergence entre pays africains se fonde en réalité moins sur des questions éthiques, que sur les intérêts économiques et commerciaux propres à chacun dans leur relation avec Israël. À noter en outre que la religion est rarement un critère de leurs divisions, puisque l'un des pays africains les plus favorables à Israël est le Maroc, majoritairement musulman, tandis que l'un des plus hostiles à l'État hébreu est l'Afrique du Sud, majoritairement chrétien.
Ainsi, le 7 octobre 2023, l'Union africaine dans une unité de façade, publie un communiqué attribuant la responsabilité des violences à Israël en insistant sur le fait que « la dénégation des droits fondamentaux du peuple palestinien, notamment celui d’un État indépendant et souverain, est la principale cause de la tension permanente entre Israël et la Palestine ». Mais plusieurs États membres, défendant leurs intérêts, choisissent d’ignorer ou de prendre leurs distances avec cette déclaration.

### Relations avec les pays du Maghreb
À part le Maroc jusqu’à en 2020, aucun autre pays du Maghreb n'avait de relation diplomatique officielle avec Israël, mais l'État hébreu entretenait avec certains une coopération limitée, essentiellement économique et sécuritaire. En décembre 2020, le Maroc est le deuxième pays du Maghreb à nouer des relations avec Israël. D'importantes communautés juives y étaient implantées, à l'instar de la Tunisie, depuis la fin du Moyen-Âge. Près de 700 000 Israéliens sont des juifs originaires du Maroc, ce qui en fait la deuxième plus importante communauté du pays après les juifs originaires de Russie (environ un million d'individus). Cette communauté ayant gardé des relations affectives fortes avec leur pays d'origine, représente un vivier touristique important pour le Maroc, et par conséquent une source de devise intéressante. La communauté juive restante au Maroc est estimée entre 2000 et 3000 individus,.

#### Relations avec le Maroc

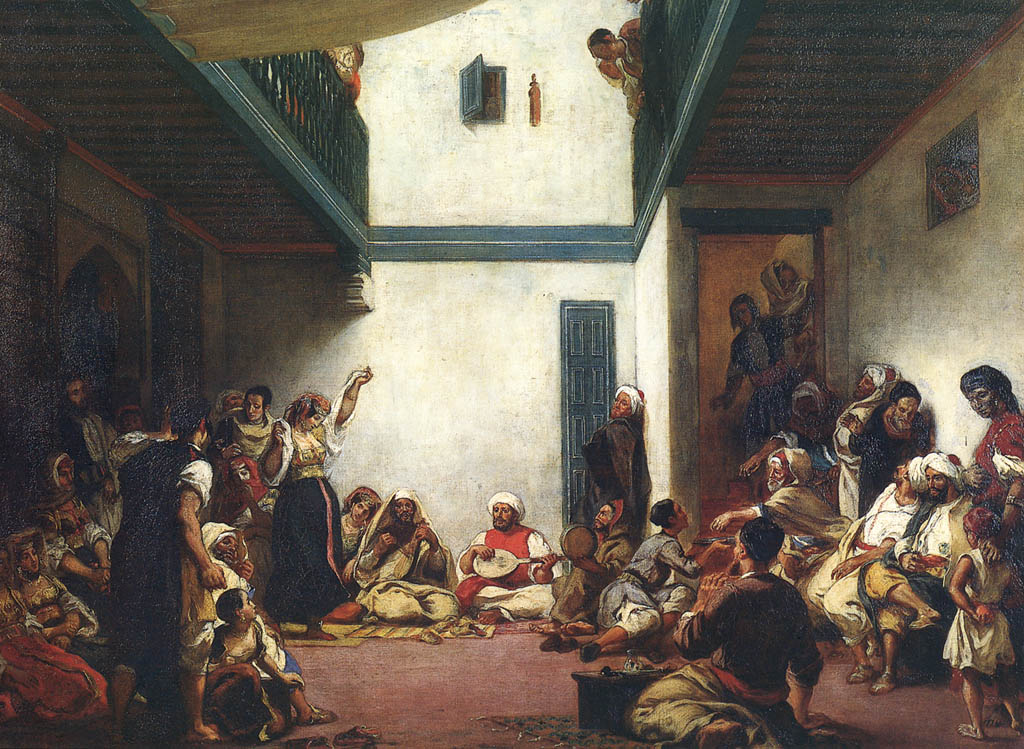
Mariage de juifs marocains à Meknès par Eugène Delacroix, musée du Louvre, Paris.

Historiquement, le Maroc abrite d’importantes communautés juives, nourrie par diverses vagues de réfugiés à la suite des persécutions dont les juifs étaient victimes en Europe, principalement en Espagne après la fin de la Reconquista en 1492.
Lors de la Seconde Guerre mondiale, le futur roi Mohammed V résiste aux injonctions du gouvernement de Vichy en France exigeant l'arrestation des juifs marocains (qui représentent alors environ 265 000 individus), ce qui lui vaut d'obtenir plus tard la distinction de « juste parmi les nations ».
En mai 1948, comme dans d’autres pays du monde arabe, la naissance de l’État d’Israël provoque des manifestations violentes qui ont fait plus d'une quarantaine de morts au cours des émeutes d'Oujda et de Jerada, et provoque de départ de 150 à 180 000 juifs marocains entre 1950 et 1967.
Au début des années 1960, alors que 60 000 juifs vivaient encore au Maroc, des accords secrets sont conclus entre le roi Mohammed V et le gouvernement israélien pour permettre aux juifs marocains d'émigrer en Israël.
Sous le règne de Hassan II, les relations entre le Maroc et l'État hébreu sont ambivalentes, et marquées par un équilibriste du souverain chérif entre Arabes et Israéliens, se posant en interlocuteur incontournable dans le processus de paix au Proche-Orient. Sans franchir le pas d'une reconnaissance d'Israël, Hassan II noue une coopération secrète, sécuritaire et commerciale avec l'État hébreu.
Lors du sommet de la Ligue arabe en janvier 1964, Hassan II appelle les pays arabes à adopter une attitude réaliste à l’égard du conflit entre israélo-arabe, ce qui lui permet d’être l’interlocuteur privilégié des Occidentaux et de renforcer la position du Maroc au sein de la Ligue.
En septembre 1965, il accueille une réunion secrète des dirigeants arabes, destinée à évaluer leur capacité à attaquer l’État hébreu. Cependant, n'ayant pas confiance envers ses invités de la ligue arabe, le roi Hassan enregistre les échanges au profit du Mossad, leur révélant que les états arabes sont mal préparés et divisés. Sur la base de ces renseignements, Israël lance une attaque préventive le 5 juin 1967 contre les aérodromes égyptiens dont la quasi-totalité des avions sont détruits, qui s'avère décisive pour la victoire de la guerre des Six Jours.
Néanmoins, la défaite arabe lors de la guerre de 1967 déclenche une hostilité croissante envers les juifs du Maroc, et accentue leur exode vers Israël. Quelques années plus tard, le Maroc appuie les armées arabes contre Israël lors de la guerre du Kippour de 1973, dont l'issue est indécise.
En 1975, le roi Hassan II crée le comité « Al-Qods », pour dénoncer la volonté d’Israël d’occuper, de judaïser et d’altérer les monuments de civilisation musulmans et chrétiens de la ville d’Al-Qods (nom arabe de Jérusalem), dont le siège est toujours à Rabat et dont le roi du Maroc est toujours actuellement le président. À l'époque, l'objectif d'Hassan II est double : conforter son statut de Commandeur des croyants face à des courants islamistes de plus en plus prégnants en monopolisant le champ religieux où la « cause palestinienne » est un important vecteur de mobilisation ; et jouer au sein du monde arabo-musulman un rôle d’équilibre diplomatique et humanitaire, avec comme enjeu la préservation de « bons rapports » avec Israël.
En mai 1984, le roi Hassan II accueille un congrès des communautés juives du Maroc en présence d’une soixantaine de personnalités israéliennes, puis en juillet 1986. il reçoit le Premier ministre israélien Shimon Pérès à Ifrane. À l’instar de plusieurs autres pays arabes, le Maroc ouvre un bureau de liaison avec Israël en 1994, mais le ferme en 2000 en raison de la seconde intifada.
Mais la rupture des relations diplomatiques n’a pas entravé les relations militaires et économiques des deux États, tandis que Mohammed VI, à son arrivée sur le trône en 1999, poursuit la politique étrangère modérée et équilibrée de son père dans la gestion du conflit israélo-arabe.
En mars 2005 Shimon Pérès alors vice-Premier ministre annonce avoir été invité à se rendre au Maroc, et déclare à propos d’une éventuelle reprise des relations officielles bilatérales : « il y a des contacts permanents, mais le rétablissement de nos relations formelles prend du temps, le roi Mohammed VI doit tenir compte de considérations nord-africaines ». Une source du gouvernement marocain déclare néanmoins que le Maroc n’est alors pas disposé à rétablir des relations avec Israël, démentant plusieurs informations de presse en provenance de l’État hébreu.
À la fin des années 2010, les échanges commerciaux sont estimés à environ 50 millions de dollars par an, notamment dans l’agro-industrie, les semences et technologie. Entre 2014 et 2017, leurs échanges bilatéraux dépassent les 149 millions de dollars, faisant du Maroc le quatrième partenaire africain d’Israël en matière d’importation et le neuvième en matière d’exportation.
Le Maroc officialise finalement ses relations avec Israël en décembre 2020, suivant l'exemple de plusieurs pays arabes : Égypte (1967) (voir Relations entre l'Égypte et Israël), de la Jordanie (1994) (voir Traité de paix israélo-jordanien), des Émirats arabes unis, du Bahreïn et du Soudan (2020) (voir Accords d'Abraham). Le Maroc consent à cette reconnaissance à la demande du gouvernement américain de Donald Trump, qui s'engage en contrepartie à reconnaître la souveraineté du Maroc sur le Sahara occidental. Dans la foulée, Amir Ohana, le ministre israélien de la Sécurité intérieure déclare que le Maroc rejoint un groupe de pays qui conduisent des exercices militaires avec l’armée israélienne. Quatre accords bilatéraux sont signés, centrés sur les liaisons aériennes directes, la gestion de l'eau, les connexions des systèmes financiers et l'exemption de visa pour les diplomates, tandis que Mohammed VI et Benyamin Netanyahou se félicitent lors d'un entretien téléphonique de la réactivation des mécanismes de coopération et de la reprise des contacts réguliers entre leurs pays.
Néanmoins, Mohammed VI appelle aussi Mahmoud Abbas pour lui signifier que cette normalisation avec Israël n’affectera pas l’engagement du pays en faveur d’une résolution du conflit israélo-palestinien, ni sa position en faveur d’une solution à deux États. En outre, en sa qualité de président du « Comité al-Qods », le roi souligne la nécessité de préserver le statut spécial de Jérusalem, et faire accepter l’identité de la mosquée d’Al-Aqsa, conformément à l’appel d’Al-Aqsa signé par Mohamed VI et le pape François en mars 2019.
Le 5 mai 2021, Nasser Bourita, le chef de la diplomatie marocaine, participe à d'une visioconférence avec le lobby sioniste américain, American Israel Public Affairs Committee, lors de laquelle il déclare :

« Le Maroc est contre ceux qui sont en train de contester l’existence même d’Israël. Le Maroc a été contre cela depuis les années 1980, et le roi Hassan II avait été clair à ce sujet. Depuis plusieurs décennies, nos pays ont toujours eu des contacts directs qui se sont vraiment formalisés en 1994, soit au lendemain de la signature des accords d’Oslo. Après, il y a eu une rupture des relations, mais en réalité, les contacts ne se sont pas interrompus. »

Les jours suivants toutefois, la reprise des affrontements entre Israéliens et Palestiniens, place le Maroc dans une position délicate. Le royaume s'abstient de prendre parti, se contentant de condamner des « violations inadmissibles et susceptibles d’attiser les tensions », sans préciser à quel camp s'adresse ce reproche, alors que le bilan du nombre de Palestiniens tués est beaucoup plus lourd que côté israélien.
En juillet 2021, le nouveau chef de la diplomatie israélienne Yaïr Lapid annonce qu'il va se rendre prochainement au Maroc, une première depuis la normalisation des relations entre les deux pays. Une semaine plus tard, le premier avion commercial reliant le Maroc depuis Israël atterrit à Marrakech amenant à son bord des centaines de touristes israélien. À noter toutefois qu'entre 50.000 et 70.000 touristes originaires d'Israël visitaient déjà le royaume chérifien les années précédant la normalisation de leurs relations, mais devaient transiter par d'autres pays. Avec le rétablissement des lignes aériennes directes, Rabat s'est donné pour objectif de faire passer ce flux à 200.000 touristes en 2022.
En août 2021, le chef de la diplomatie israélienne Yaïr Lapid se rend au Maroc marquant la première visite dans le royaume d’un haut responsable de l’État hébreu, sept mois après la normalisation des relations entre les deux pays. Il y rencontre son homologue Nasser Bourita et visite le mausolée royal où sont enterrés les rois Hassan II et Mohammad V. Les deux ministres annoncent ouvrir réciproquement des ambassades dans les mois suivants.
En mars 2022, Le Maroc ouvre sa première liaison aérienne directe avec Israël, inaugurée par une un avion de Royal Air Maroc reliant Casablanca pour à Tel-Aviv, avec à son bord ne délégation d'entrepreneurs marocains . Le Maroc escompte une manne touristique de 200.000 visiteurs israéliens par an (contre 50.000 en 2021), avec ces vols directs proposés entre les deux pays pour 400 euros. En juin 2023, des soldats israéliens participent pour la première fois à des manœuvres au Maroc, au sein de l'exercice international « African Lion 2023 ». Le surlendemain, le président de la Knesset (le parlement israélien), Amir Ohana, se rend au Maroc, et se déclare favorable à la reconnaissance par Israël de la souveraineté du Maroc sur le Sahara occidental. Le mois suivant, Israël reconnait officiellement la souveraineté du Maroc sur le Sahara occidental dans une lettre du Premier ministre israélien Benyamin Netanyahou adressée au roi du Maroc Mohammed VI.

#### Relations avec la Tunisie
À l'instar du Maroc, la Tunisie a abrité d'importantes communautés plus de 2 000 ans, enrichies au fil de l’histoire par plusieurs vagues d’immigrants, parmi lesquels les nombreux réfugiés fuyant l’Inquisition espagnole à la fin du XVe siècle.Ainsi, près de 100.000 juifs résidaient en Tunisie lors de la création d’Israël en 1948, dont 20.000 à 25.000 d'entre eux décident d'émigrer en Israël après la fin de la première guerre israélo-arabe de 1948-1949 à laquelle la Tunisie, encore sous protectorat français, ne participe pas.
Après l'indépendance de la Tunisie obtenue en 1956, son premier président Habib Bourguiba, est le seul chef d'État arabe à préconiser la normalisation des relations avec Israël (vingt ans avant le président égyptien Anouar el-Sadate), bien que soutenant très activement la cause des Palestiniens qu'il considère, à l'instar de tous les Arabes colonisés, victimes d’une injustice historique. Lors d'une tournée au Proche-Orient, il se démarque de nouveau des autres dirigeants arabes dans un discours prononcé à Jéricho le 3 mars 1965 que « la politique du tout ou rien n'avait mené en Palestine qu'à la défaite ». Il souligne également que cette politique implique la responsabilisation du peuple palestinien qui doit prendre en charge sa cause nationale et donc la « désarabisation » de la question palestinienne.
En juin 1967, la guerre des Six Jours éclate entre l'Égypte en Israël.provoquant d'importantes manifestations antisémites en Tunisie et l'incendie de la grande synagogue de Tunis ainsi que plusieurs magasins juifs. Soucieux de préserver son image de chef d'État consensuel assurant la protection de tous ses citoyens, Habib Bourguiba envoie en urgence d'importantes forces de police et deux de ses ministres sur place pour rétablir le calme, et réussi à calmer la situation en évitant des victimes.
Le lendemain, celui-ci envoie son Premier ministre Bahi Ladgham à la synagogue pour présenter ses regrets au grand rabbin de Tunis, et prononce un discours rappelant d'une part son attachement à la défense des Palestiniens, mais aussi son refus à « confondre le problème d’Israël avec la situation des juifs résidant en Tunisie », rappelant que son hostilité à Israël n'est « nullement dictée par un quelconque fanatisme d’ordre religieux ou racial ».
Néanmoins, ces émeutes traumatisante pour la population juive de Tunisie la suite de ces événements, provoque un nouvel exode vers Israël la communauté juive laissant derrière elle un important patrimoine historique composé notamment des synagogues, maisons de famille ou cimetières.
Depuis lors, bien que n'ayant jamais noué de relations diplomatiques avec Israël, la Tunisie s'attache à préserver ce patrimoine, et permet aux juifs du monde entier de se rendre chaque année en pèlerinage sur l'île tunisienne de Djerba, où se trouve la plus vieille synagogue d’Afrique.
Sur le plan diplomatique, les relations bilatérales en Israël et la Tunisie commencent avec la visite en Tunisie de Yossi Beilin, alors vice-ministre israélien des Affaires étrangères, en octobre 1993. En 1994, des canaux de communication sont ouverts avec Israël à travers les ambassades de Belgique à Tel Aviv et Tunis. Le ministre tunisien des Affaires étrangères, Habib Ben Yahia, et le ministre israélien des Affaires étrangères, Ehud Barak, se rencontrent à Barcelone en 1995 pour élargir les relations officielles entre les deux pays, confinées jusqu’alors à « deux canaux de communications » dans les ambassades de Belgique, à la fois à Tunis et Tel Aviv.
En 1996, Israël ouvre un bureau d’intérêt en Tunisie en avril et, six semaines plus tard, en mai, le diplomate tunisien Khemaies Jhinaoui arrive en Israël pour ouvrir le bureau d’intérêt de son pays à Tel Aviv. Mais la Tunisie décide de geler ses relations avec Israël quatre ans plus tard en raison de la seconde intifada.
Après l'accession au pouvoir en 2019 de Kaïs Saïed, les relations entre les deux pays au point mort depuis le début des années 2000, deviennent inexistantes, ce dernier assimilant la normalisation avec Israël à de la « haute trahison ». Toutefois, le gouvernement tunisien ne condamne pas, contrairement à l'Algérie, la normalisation des relations entre le Maroc et Israël en décembre 2020. Au contraire, le Premier ministre tunisien Hichem Mechichi déclare respecter le choix du Maroc, et le droit pour chaque pays d'avoir la diplomatie qu'il considère être la meilleure pour son peuple.
À la fin des années 2010, on estimait à environ 1500 le nombre de juifs encore installés en Tunisie, la majorité dans l’île de Djerba. René Trabelsi, voyagiste et co-organisateur de ce pèlerinage, est devenu en novembre 2018 le premier tunisien de confession juive à occuper le poste de ministre du Tourisme.

#### Relations avec l'Algérie
Lorsque l'État d'Israël a été fondé en 1948, il y avait environ 130 000 juifs en Algérie, alors colonie française. En 1870, la France a proposé via le « décret Crémieux » aux juifs algériens d'accéder à la citoyenneté française, mais certains ont refusé.
L'Algérie et Israël n'ont pas de relations diplomatiques officielles, le gouvernement algérien ne reconnaissant pas l'État d'Israël, et interdisant aux ressortissants Israéliens toute entrée sur son territoire.
En décembre 2020, l'Algérie condamne la normalisation des relations entre Israël et le Maroc, celle-ci étant liée à une aide militaire apportée par Israël à l'armée marocaine pour contrôler le Sahara occidental, dont l’Algérie soutient l'indépendance.
En août 2024, dans le contexte de la guerre à Gaza dont les bombardements font plus de 40 000 victimes à Gaza, le président algérien Abdelmadjid Tebboune déclare dans un meeting électoral à Constantine : « Si l’Égypte lui ouvrait les frontières, l’armée algérienne serait prête à entrer à Gaza », pour « construire en vingt jours trois hôpitaux » et promettait « d'envoyer des centaines de médecins et d'aider à reconstruire ce qui a été détruit par les sionistes ».

#### Relations avec la Libye
La présence du judaïsme dans l'actuel territoire de la Libye y est attestée depuis l'antiquité romaine. Lors de l'islamisation du nord de l'Afrique, les juifs se voient imposer, à l'instar des chrétiens, le statut de « dhimmi ». Lors de la colonisation italienne de la Libye débute en 1911, la communauté juive compte environ 30 000 individus, qui espèrent bénéficier de l'occidentalisation de ce territoire pour s'émanciper. Mais leur espoir tourne court lorsque Benito Mussolini arrive au pouvoir en 1922 en instaure un régime fasciste, alors que la collaboration de certains avec l'occupant italien marginalise la communauté juive de la population musulmane libyenne. L'année 1945 voit se dérouler l'un des plus importants pogroms antijuifs d'Afrique du Nord à Tripoli qui fait 140 morts, suivi trois ans plus tard par un nouveau pogrom anti-juif dans la même ville, mais de moindre ampleur. Ces événements pousse à l'exil la quasi-totalité des juifs libyens vers Israël à la suite de la fondation de l'État hébreu en mai 1948, tandis qu'une profonde animosité perdure entre les deux États.
Sous le régime de Mouammar Kadhafi qui dure de 1969 à 2011, la Libye est l'un des pires ennemis d'Israël, mais celle-ci ne participe pas à la guerre du Kippour, le président égyptien Anouar el-Sadate ayant délibérément décidé de tenir Khadafi dont il se méfiait, à l’écart de cette offensive.
Kadhafi envisage toutefois de bombarder le port de Haïfa, en riposte à la mort de 108 passagers et membres d’équipage d’un avion libyen en février 1973, abattu par Israël au-dessus du Sinaï, mais Saddate l'en dissuade. Un autre plan est alors élaboré par le chef d’État libyen prévoyant d'abattre un avion d’El Al au moment de son décollage de Rome pour Tel-Aviv, en septembre 1973, mais le Mossad fait échouer cette nouvelle tentative.
Le 27 juin 1976, un Airbus d’Air France avec 246 passagers et 12 membres d'équipage à bord reliant Tel Aviv à Paris, est détourné vers la Libye après une escale à Athènes par quatre terroristes pro-palestiniens, Kadhafi étant alors l'un des principaux soutiens internationaux de l'OLP. L’avion se pose une première fois à Benghazi, puis repart en direction du sud de l'Afrique et se pose en Ouganda, où les otages sont finalement libérés lors du raid d'entebbe.
Le 5 décembre 1977, le rapprochement entre l'Égypte et Israël (qui débouche sur les accords de Camp David l'année suivante) provoque une rupture des relations diplomatiques entre l'Égypte et le Libye. L'année suivante, Israël soutient le Tchad d'Hissène Habré attaqué par Kadhafi pendant le « conflit tchado-libyen » qui dure jusqu'en 1987 et se termine par une victoire du Tchad qui reprend contrôle de la bande d'Aozou. Les années suivantes, la Libye est de plus en plus isolée, Kadhafi étant accusé de soutenir le terrorisme international et d'être responsable de l'attentat de Lockerbie en 1988.
En 2011, Kadhafi est renversé et tué lors révolution libyenne, qu'il avait tenté de faire passer pour une « conspiration orchestrée par Al Jazeera et les services secrets israéliens ». Le gouvernement israélien ne prend aucune position quant à cette insurrection, se contentant d'en prendre acte, alors que la plupart des pays occidentaux la soutiennent et condamnent la répression.
En fin d'année 2011, un rapprochement avec Israël est envisagé par le Conseil national de transition qui succède au régime de Kadhafi. Mais la situation sécuritaire en Libye se détériore de nouveau, poussant au contraire la plupart des pays représentés à fermer leurs ambassades. Pendant la deuxième guerre civile libyenne (2014 - 2020), Israël apporte une aide secrète au maréchal Khalifa Haftar, celui-ci étant soutenu par l’Égypte d'Abdel Fattah al-Sissi, grand allié d'Israël dans la région.
En novembre 2021, le fils du maréchal Khalifa Haftar, homme fort de l’Est libyen, Saddam Haftar, se rend en Israël en escale d'une heure et demi entre Dubaï et Tripoli. Selon le journal israélien Haaretz, celui-ci demande une aide militaire et diplomatique à Israël et promettent en de la promesse, si son père dirige le gouvernement d’unité nationale et de réconciliation qui sera établi en Libye après les élections présidentielles en décembre, d'établir des relations diplomatiques avec l’État hébreu. En août 2023, le ministre israélien des Affaires étrangères Eli Cohen rencontre son homologue libyenne Najla El Mangoush à Rome, provoquant la suspension de cette dernière par le gouvernement libyen qui dénonce une rencontre « fortuite et non-officielle ». Selon le chercheur Jalel Hachraoui, il y a un bien un dialogue en cours depuis plusieurs années entre Tel-Aviv et Tripoli, sur lequel le gouvernement libyen tient à la discrétion pour ménager son opinion publique. Il est à ce titre regrettable qu'Eli Cohen ait partagé l'information de sa rencontre avec partagé, par calcul politique intérieur, sa rencontre avec Najla El Mangoush, obligeant le gouvernement libyen à s'en désolidariser.

### Relations les pays d'Afrique subsaharienne
Dans les années 1960 et 1970, la pression des nations arabes musulmanes, accentuée par les guerres israélo-arabes de 1967 et de 1973, conduit vingt-deux États d'Afrique subsaharienne à rompre leurs relations avec l’État hébreu. Paradoxalement, entre 1973 et 1979, les exportations israéliennes en Afrique passent de 30 à 75 millions de dollars, témoignant d'un développement des échanges commerciaux malgré les ruptures diplomatiques.

#### Relations avec l'Afrique du Sud

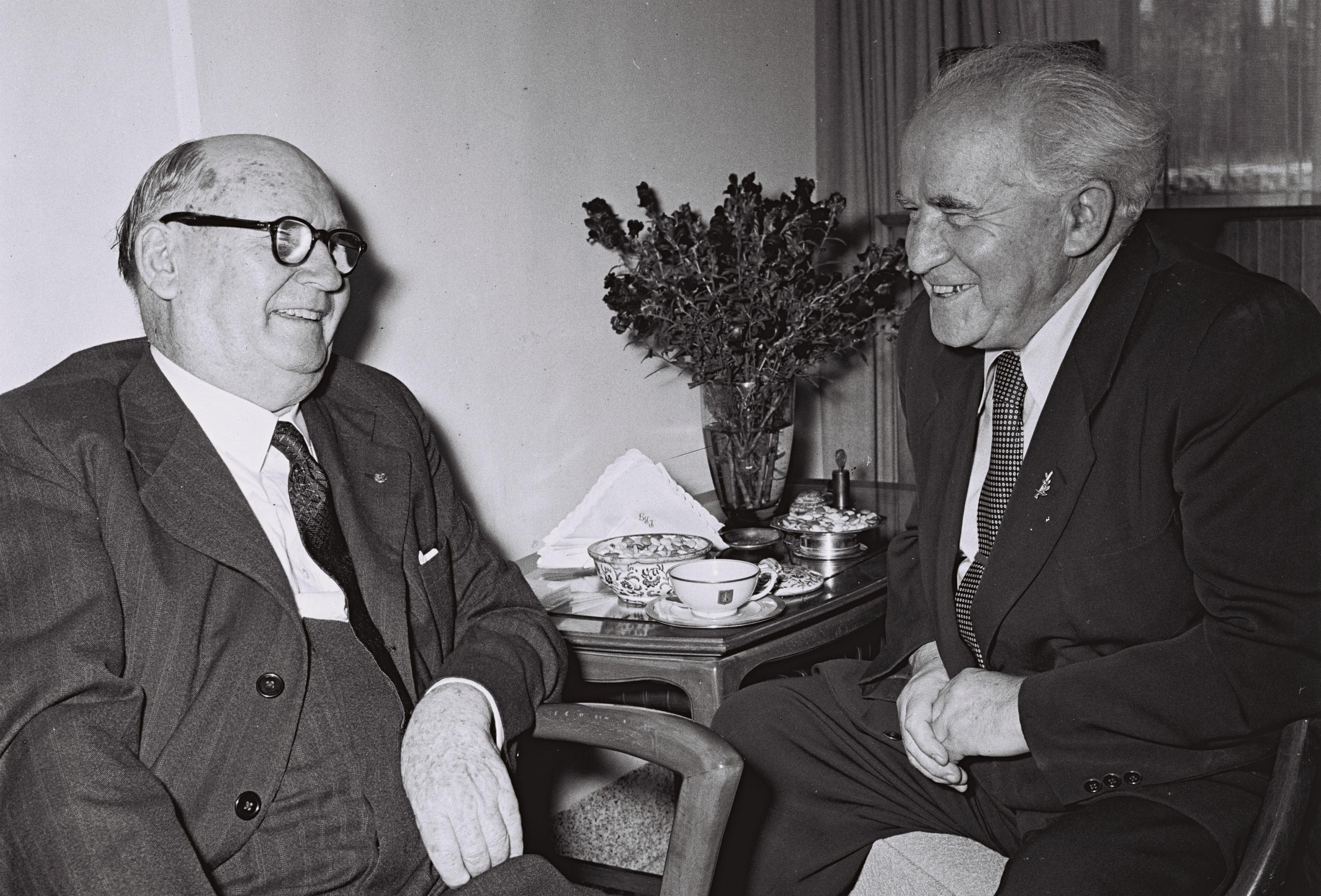

Les relations diplomatiques entre Israël et l'Afrique du Sud sont officiellement établies en 1949, quand Israël a établi un consulat général à Pretoria. Le Premier ministre sud-africain Daniel François Malan se rend pour la première fois en Israël en 1953 et rencontre son homologue israélien David Ben-Gourion.
En 1973, l'Afrique du Sud fait partie des rares pays africains avec le Malawi, le Botswana, le Swaziland, et le Lesotho à ne pas rompre ses relations diplomatiques avec Israël, après la guerre du Kippour.
Néanmoins, Israël dénonce officiellement le régime de ségrégation en Afrique du Sud sur la scène internationale, tout en entretenant une collaboration secrète avec le gouvernement sud-africain. L'ambivalence de l'État hébreu va jusqu'à une prise de contact et une brève collaboration entre le Mossad et l'opposant et futur président sud-africain Nelson Mandela en Éthiopie. Parallèlement, la poursuite des relations entre les deux gouvernements se justifie par une forme de realpolitik alors qu’après la guerre du Kippour, en 1973 suivi des émeutes de Soweto en 1976, les deux gouvernements étaient impopulaires dans le monde entier.
Le programme nucléaire israélien a probablement été développé en 1979 en partenariat avec l'Afrique du Sud qui pratiquait l'apartheid.
Depuis les années 1990 et la fin du régime ségrégationniste en Afrique du Sud, leurs relations se sont fortement détériorées, et la position de l'Afrique du Sud penche davantage en faveur de la Palestine. Le régime de ségrégation pratiqué entre les juifs et les Arabes en Israël fait régulièrement l'objet de comparaisons avec l'ancien régime de ségrégation en Afrique du Sud. En outre, peu après sa sortie de prison, en 1990, Nelson Mandela déclare : « Le peuple d’Afrique du Sud n’oubliera jamais le soutien apporté par l’État d’Israël au régime de l’apartheid ».
En avril 2019, la ministre sud-africaine des Affaires étrangères, Lindiwe Sisulu, annoncé l'abaissement de niveau de représentation diplomatique entre l'Afrique du Sud et Israël, après la mort de 52 Palestiniens lors de manifestations contre le transfert de l’ambassade américaine à Jérusalem. L'ambassade d’Afrique du Sud en Israël devient un simple bureau de liaison, sans mandat politique ou commercial. L'Afrique reste cependant en 2021 un partenaire commercial d'Israël avec un volume global d'échanges de 404 millions d'euros.
Lors de la guerre à Gaza qui commence en octobre 2023, l'Afrique rappelle dès novembre 2023 tous ses diplomates en poste en Israël. Israël rappelle alors son ambassadeur en Afrique du Sud pour consultations en novembre 2023.
En décembre 2023, le gouvernement sud-africain, membre de la Cour pénale internationale, attaque Israël devant ce tribunal en l'accusant de « génocide contre les Palestiniens ». Cette procédure est condamnée par Tel-Aviv qui accuse Pretoria d'être le « le bras juridique du Hamas ».

#### Relations avec l'Angola
L'Angola dispose d'une ambassade à Tel Aviv, tandis qu'Israël possède une ambassade à Luanda, ouverte en 1995.
Le président José Eduardo dos Santos se rend en Israël en 2005. En mars 2006, le montant des échanges commerciaux entre les deux pays s'élève à 400 millions de dollars. Raphael Singer est l'ambassadeur d'Israël en Angola. En 2010, le gouvernement angolais refuse de recevoir l'ambassadeur israélien Isi Yanouka en raison de son homosexualité affirmée.
En août 2012, le chancelier angolais effectue une visite de trois jours à Jérusalem, tandis que les gouvernements angolais et israéliens signent à Tel Aviv un accord visant à renforcer les relations entre les deux pays. Le président israélien Shimon Peres déclare que cet accord doit concerner les domaines des sciences et de la technologie, de l'économie et de la sécurité, tandis que le chancelier angolais affirme son souhait de voir les relations s'améliorer dans le domaine de la santé, de l'agriculture, de la science et de la technologie, et de la formation des experts angolais.

#### Relations avec le Cameroun

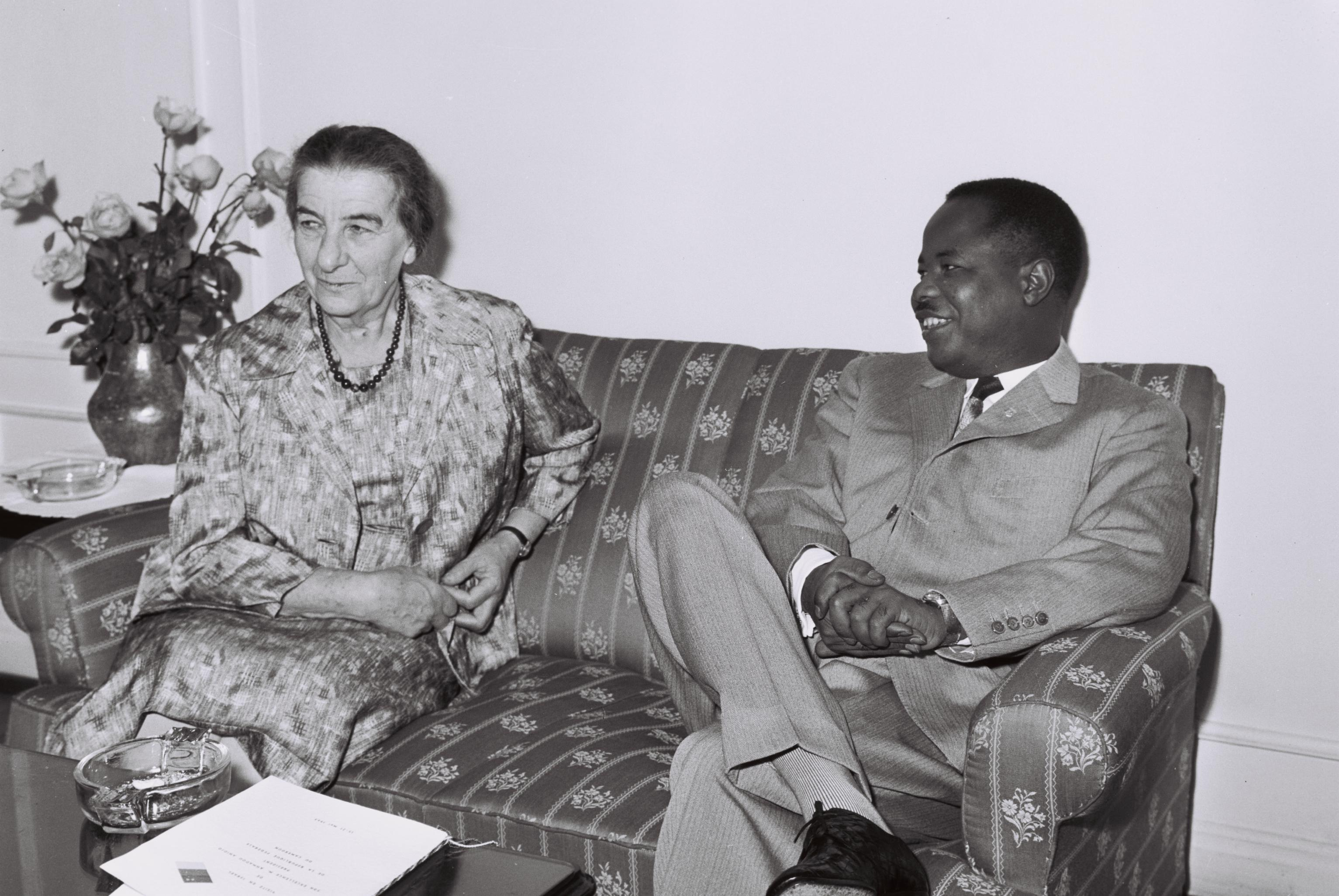
Ahmadou Ahidjo et Golda Meir en mai 1963

En 1963, le président camerounais Ahmadou Ahidjo effectue une officielle de six jours en Israël et rencontre le Premier ministre Golda Meir et son prédécesseur David Ben Gourion, avec qui il diffuse une déclaration conjointe soulignant les parfaites relations entre les deux États.
En 1973, à la suite de la guerre israélo-arabe du « Kippour », le Cameroun rompt ses relations diplomatiques avec l'État hébreu à l'instar de la majorité de pays africains, sous pression des pays arabes. Leurs relations diplomatiques sous rétablies en 1986, lors d'une rencontre entre le Premier ministre Shimon Peres et le président camerounais Paul Biya à Yaoundé.
Paul Biya entretient avec Israël une importante coopération dans le domaine sécuritaire, qui va jusqu'à confier à une société de sécurité israélienne sa protection personnelle. Les soldats du bataillon d’intervention rapide (BIR), une unité d’élite de l’armée camerounaise sont formés, équipés et entraînés par des conseillers israéliens, rémunérées avec la rente pétrolière captée par la Société nationale des hydrocarbures.

#### Relations avec la Côte d'Ivoire
La Côte d'Ivoire noue rapidement des relations avec Israël, quelques années après son indépendance en 1960, et ouvre une ambassade à Jérusalem, fermée en 1973.
En juin 2012, le président ivoirien Alassane Ouattara se rend à Jérusalem pendant cinq jours, ouvrant de nouvelles perspectives à la coopération bilatérale entre les deux États. Il y est accueilli par son ami américain Stanley Fischer, le gouverneur de la Banque centrale d’Israël, qu’il avait côtoyé au Fonds monétaire international, accompagné d’une délégation d’hommes d’affaires et de ministres, dont Daniel Kablan Duncan (Affaires étrangères), Adama Toungara (Mines et Énergie) et Paul Koffi Koffi (Défense), avec qui il rencontre Benyamin Netanyahou, 

#### Relations avec l'Éthiopie
Une importante communauté juive éthiopienne d'environ 150 000 individus réside en Israël, à la suite d'importantes migrations via le Soudan encadrées par l'armée israélienne dans les années 1980, l'Opération Moïse. Victimes de racisme, discrimination et violences policières, cette minorité a été au cœur d'importantes manifestations pendant les étés 2015 et 2019.

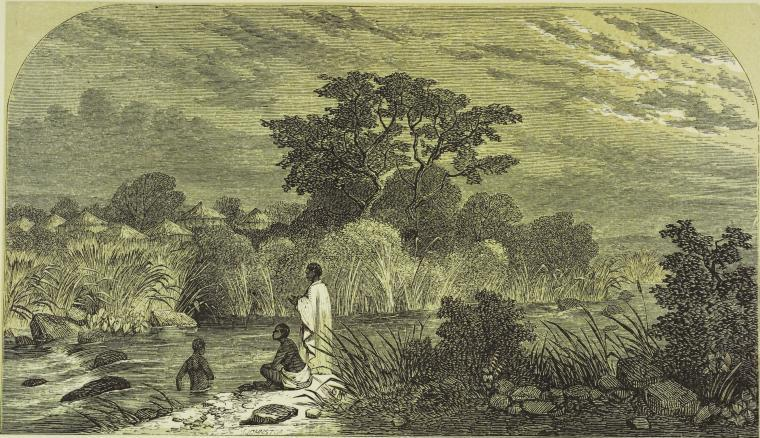
Beta Israel, Juifs éthiopiens.

En 2016, le Premier ministre israélien Benyamin Netanyahou effectue la première visite d’un chef de gouvernement israélien en Éthiopie.
Début septembre 2019, le Premier ministre éthiopien Abiy Ahmed se rend à Jérusalem et rencontre son homologue Benyamin Netanyahou, pour une visite axée sur le renforcement des liens économiques bilatéraux.
En juin 2020, Pnina Tamano-Shata, israélienne d'origine éthiopienne, est nommée ministre de l'Aliyah et de l'Intégration, devenant la première personne d'originaire africaine à occuper un poste gouvernemental en Israël.

#### Relations avec le Ghana
En 1956, huit ans après la proclamation d’Israël, c'est à Accra, capitale du Ghana qu'ouvre le premier consulat israélien sur le continent africain.
Le Ghana, sous la présidence de Nana Akufo-Addo au pouvoir depuis janvier 2017, est l’un des plus fervents défenseurs d’Israël au sein de l’Union africaine et a exercé une forte pression pour qu’Israël obtienne le statut d’observateur.

#### Relations avec la Guinée
Israël a eu des relations diplomatiques avec la Guinée avant l'indépendance en 1958.
En 1967, la Guinée fut le premier à rompre ses relations avec Jérusalem après la guerre des Six Jours en 1967.

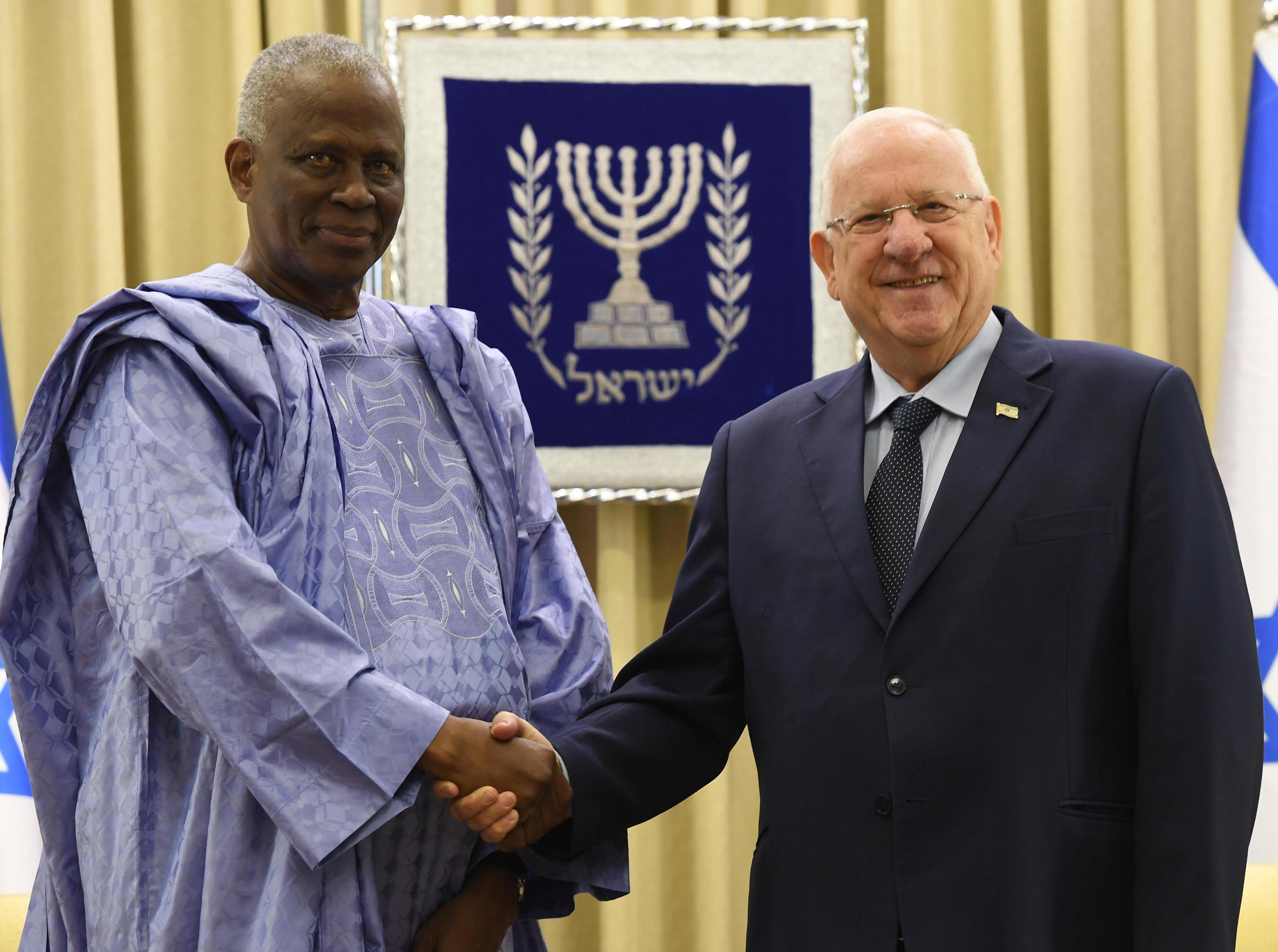
Le président israélien Reuven Rivlin et l'ambassadeur de Guinée en Israël

En marge de sa visite en Afrique de l'Est, le Premier ministre Benyamin Netanyahou s’était entretenu au téléphone avec Alpha Condé avant de parvenir a une reprise des relations en juin 2016. Il s'agit du premier pays d’Afrique de l’Ouest à majorité musulmane à renouer des relations diplomatiques avec Israël.
En janvier 2020, l'ambassadeur non résident Roï Rosenblit a présente ses lettres de créances au président Alpha Condé

#### Relations avec la Guinée équatoriale
En février 2021, le Premier ministre israélien Benyamin Netanyahou s'entretient au téléphone avec le président de la Guinée équatoriale Teodoro Obiang Nguema Mbasogo, qui lui annonce son intention de déménager son ambassade en Israël de Herzliya, près de Tel-Aviv à Jérusalem.
Ce petit pays d'Afrique de l'Ouest à majorité chrétienne serait le deuxième pays d'Afrique à déménager son ambassade à Jérusalem après le Malawi.

#### Relations avec le Kenya
Jusqu’à la guerre des Six Jours, Israël bénéficie d’une « aura anticoloniale » et entretient de bonnes relations avec de nombreux États africains qui viennent d’accéder à l’indépendance. En 1963, à la suite de l'indépendance du Kenya, Golda Meir établit une alliance avec Jomo Kenyatta et ouvre une ambassade à Nairobi. Le Kenya installe son ambassade à Jérusalem, mais la ferme de 1973, lorsqu'à l'instar de la plupart des pays africains, celui-ci rompt ses relations diplomatiques officielles avec Israël à la suite de la guerre du Kippour, avant de les rétablir en 1989.

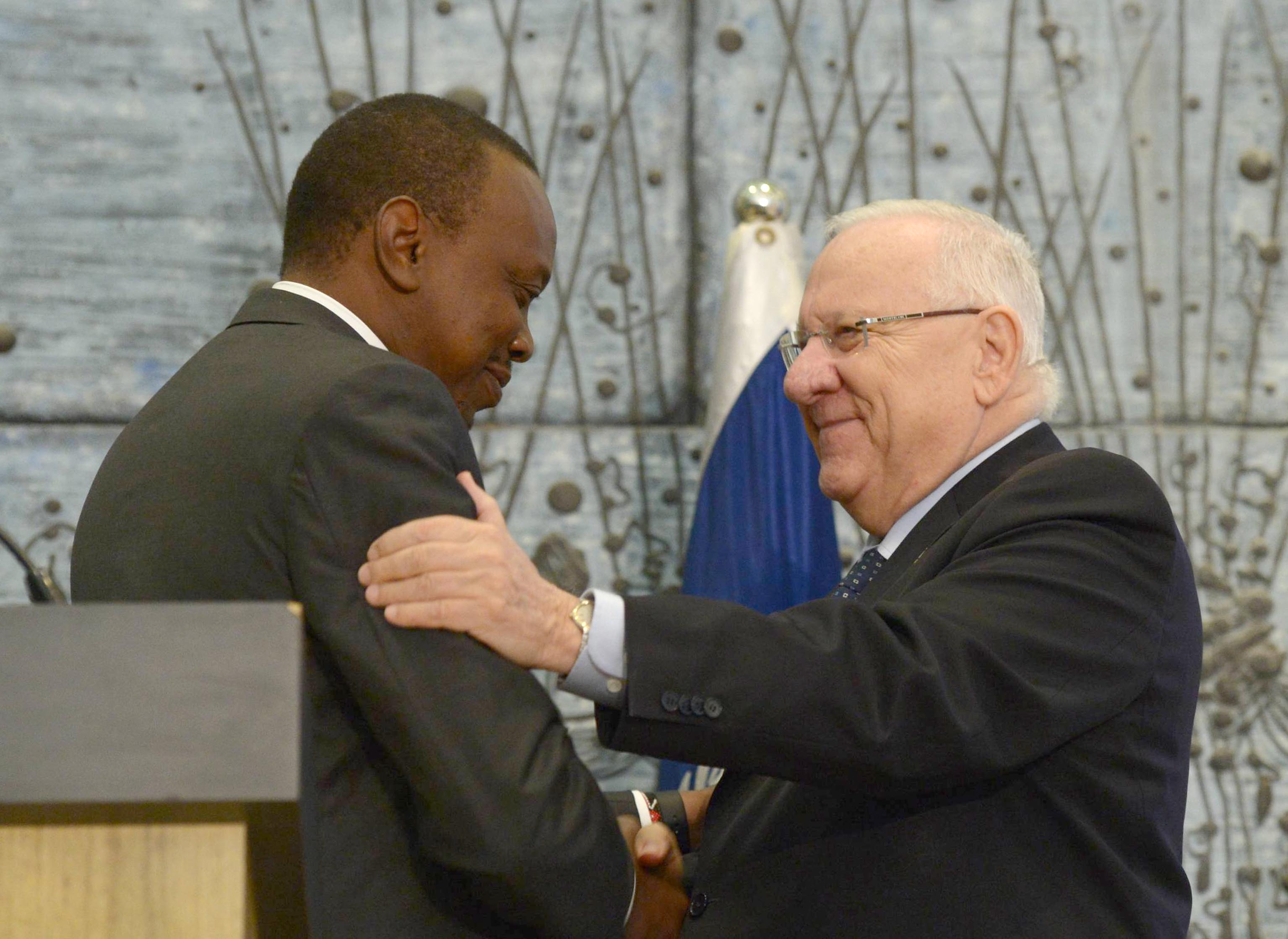
Rencontre entre le président kényan Uhuru Kenyatta and Reuven Rivlin, président d'Israël depuis 2014

Cette interruption des relations diplomatiques n'empêche pas le Kenya et Israël de continuer d'entretenir une coopération dans les domaines économique et sécuritaire. En 1976, lors de la prise d'otages à Entebbé en Ouganda ciblant des passagers israéliens dans un avion d'Air France, le Kenya appuie l’assaut israélien qui permet leur libération en ravitaillant l'avion transportant les militaires. Depuis lors, des experts israéliens dans la lutte antiterroriste ont formé des centaines de militaires et de policiers kényans, dans leur pays et lors de stages intensifs en Israël. En 2013, des experts israéliens au Kenya appuient l’assaut des forces de sécurité contre les shebabs lors de l'attaque du centre commercial Westgate.
En juillet 2016, le Premier ministre israélien Benyamin Netanyahou se rend au Kenya et rencontre Uhuru Kenyatta. Les deux chefs d'État annoncent une coopération accrue dans la lutte contre le terrorisme, et vantent leur coopération en tant qu'alliés naturels.
En 2023, le Kenya est l’un des rares pays africains à apporter un soutien inconditionnel à l’État hébreu après les massacres commis par le Hamas en Israël entre le 7 et le 9 octobre.

#### Relations avec le Liberia
En 1983, le Liberia est le deuxième pays africain après le Zaïre de Mobutu, à rétablir ses relations avec Israël, rompues au début des années 1970.
En 2017, à Monrovia, la capitale du Liberia, le Premier ministre israélien Benyamin Netanyahou est invité à prendre la parole lors de la 51ème session ordinaire des chefs d’État de la Communauté économique des États de l'Afrique de l'Ouest.
En février 2019, le président libérien George Weah se rend à Jérusalem, où il rencontre le président et le Premier ministre israélien Benyamin Netanyahou, pour une visite axée sur une ambition partagée d’accroître les échanges commerciaux.

#### Relations avec le Malawi
Les relations diplomatiques entre Israël et le Malawi datent de 1964. Depuis lors Malawi est l'un des seuls pays africain dont les liens avec Israël sont restés continus, malgré les guerres israélo-arabes de 1967 et 1973.
En juin 2020, avec l’arrivée du pasteur évangélique Lazarus Chakwera à la présidence de Malawi, les relations bilatérales entre Tel-Aviv et Lilongwe se renforcent. En novembre 2020, le ministre des Affaires étrangères du Malawi Eisenhower Mkaka annonce l'intention de son gouvernement d'ouvrir une ambassade à Jérusalem, alors que le Malawi n'avait jusqu'à présent pas d’ambassade en Israël.
En octobre 2023, à la suite de la reprise de la guerre à Gaza, le gouvernement israélien sollicite l'aide du Malawi pour obtenir, contre une importante aide financière au développement, des travailleurs agricoles pour remplacer les travailleurs gazaouis chassés par la guerre, et israéliens mobilisés au front. Cette demande divise la population Malawite, tentée de profiter de cette occasion pour échapper au chômage très élevé dans leur pays, mais récalcitrante à l'idée d'envoyer une partie de sa jeunesse dans un pays en guerre.

#### Relations avec la Mauritanie
En 1999, la Mauritanie (qui est une « république islamique ») est le troisième pays de la Ligue arabe à établir des relations diplomatiques avec Israël, après l’Égypte et la Jordanie. Une des principales motivations de Nouakchott est de se rapprocher des États-Unis, marginalisé après avoir soutenu l'Irak de Saddam Hussein pendant la guerre du Golfe. En contrepartie, le gouvernement mauritanien obtient la fin des soutiens américain et israélien aux forces de libération africaines de Mauritanie qui lui sont opposés, et des financements internationaux dans les domaines de l’agriculture et de la santé. Mais cette décision, très impopulaire auprès de la population mauritanienne, est l'une des causes d'une tentative de putsch d'une partie de l'armée mauritanienne en 2003. Finalement, la guerre de Gaza de 2008-2009 provoque le gel des relations israélo-mauritaniennes par le président mauritanien Mohamed Ould Abdelaziz. Au début des années 2020, dans le sillage des accords Abraham, Tel-Aviv tente de rétablir ses relations diplomatiques avec Nouakchott grâce à une médiation des Émirats arabes unis qui viennent de normaliser leurs relations avec Israël. Mais la reprise de la guerre entre Israël et le Hamas en 2023 met fin à cette tentative de rapprochement.

#### Relations avec le Nigeria
En 2011, le pasteur évangéliste nigérian Enoch Adeboye se rend en Israël, où il est reçu par le Premier ministre, Benyamin Netanyahou et le président Shimon Peres. Lors de cette rencontre, il rappelle le soutien des chrétiens pentecôtistes et évangéliques d’Afrique à l’égard d’Israël, et le droit que les juifs ont d’habiter sur une terre que « Dieu a donné à leurs ancêtres ».
Début 2023, l’ambassadeur d’Israël au Nigeria a indiqué que le commerce bilatéral annuel entre les deux États s’élevait à 250 millions de dollars.

#### Relations avec l'Ouganda
Israël et l'Ouganda nouent des relations après indépendance de l'Ouganda de l'Empire britannique est officiellement proclamée le 9 octobre 1962.
Le Premier ministre israélien Levi Eshkol se rend à Kampala, capitale de l'Ouganda en 1966, où il est accueilli par l'officier et futur chef d'État Idi Amin Dada. Israël signe dans les années 1960 une série d'accords pour déployer des infrastructures militaires dans différents pays africains afin d'encercler l'Égypte. En 1969, un accord secret est signé avec l’Ouganda pour la mise en place d’un aéroport susceptible de menacer le barrage d’Assouan sur le Nil.

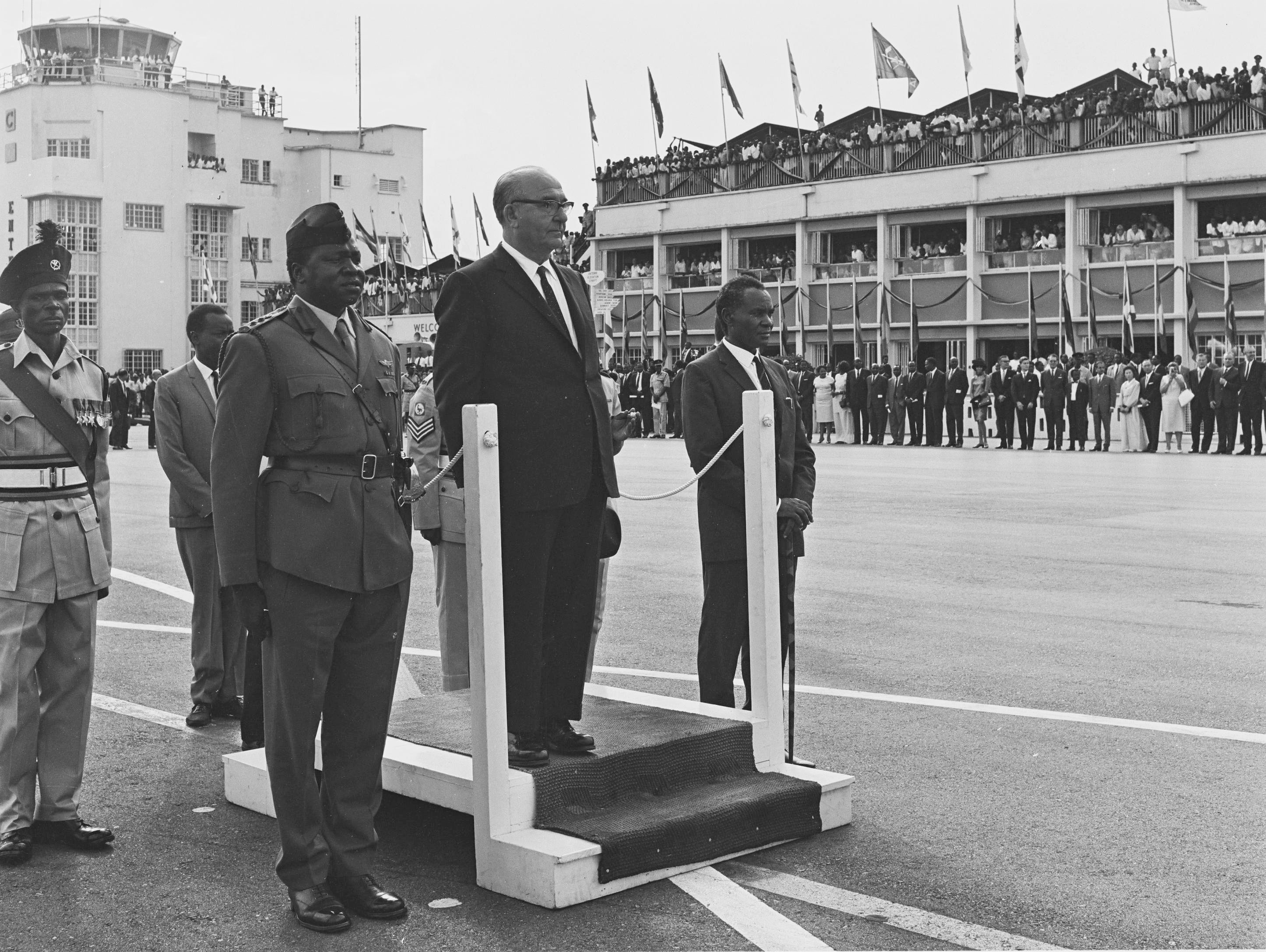
Le Premier ministre israélien Levi Eshkol, accueilli en Ouganda par le général Idi Amin Dada en 1966, 5 ans avant son coup d'État

Les relations entre les deux États se détériorent fortement après la prise de pouvoir d'Idi Amin Dada en Ouganda en 1971, qui rompt ses relations avec l'État hébreu l'année suivante, expulse ses ressortissants présent en Ouganda, et tourne vers la Libye de Kadhafi, et l'OLP. En 1976, le détournent d'un avion israélien vers Entebbe par quatre militants pro-palestinien provoque l'intervention d'un commando israélien en Ouganda permettant la libération de 102 otages sur 105, tandis que les quatre ravisseurs et plusieurs soldats ougandais sont tués dans les échanges de tirs. Ce revers humiliant contribue à l'affaiblissement du pouvoir d'Amin Dada, et indirectement à sa chute en avril 1979 après une offensive infructueuse contre la Tanzanie.
Les relations entre Israël et l'Ouganda sont rétablies peu après la prise de pouvoir de Yoweri Museveni en 1986, mais ce n'est qu'en 2003 que celui-ci, toujours président d'Ouganda, se rend en Israël pour la première fois et rencontre Benyamin Netanyahou alors ministre des Affaires étrangères. En 2011, le président ougandais, en exercice depuis 25 ans, tandis que le Premier ministre israélien Benyamin Netanyahou se rend en Ouganda en juillet 2016.
En février 2021, l'Ouganda fait partie des pays vers lesquels Israël expédie une partie de ses stocks de vaccins contre le Covid-19.

#### Relations avec la république démocratique du Congo
Le Congo accède à l'indépendance le 15 août 1960, soit douze ans après la proclamation d'indépendance de l'État d'Israël (14 mai 1948).

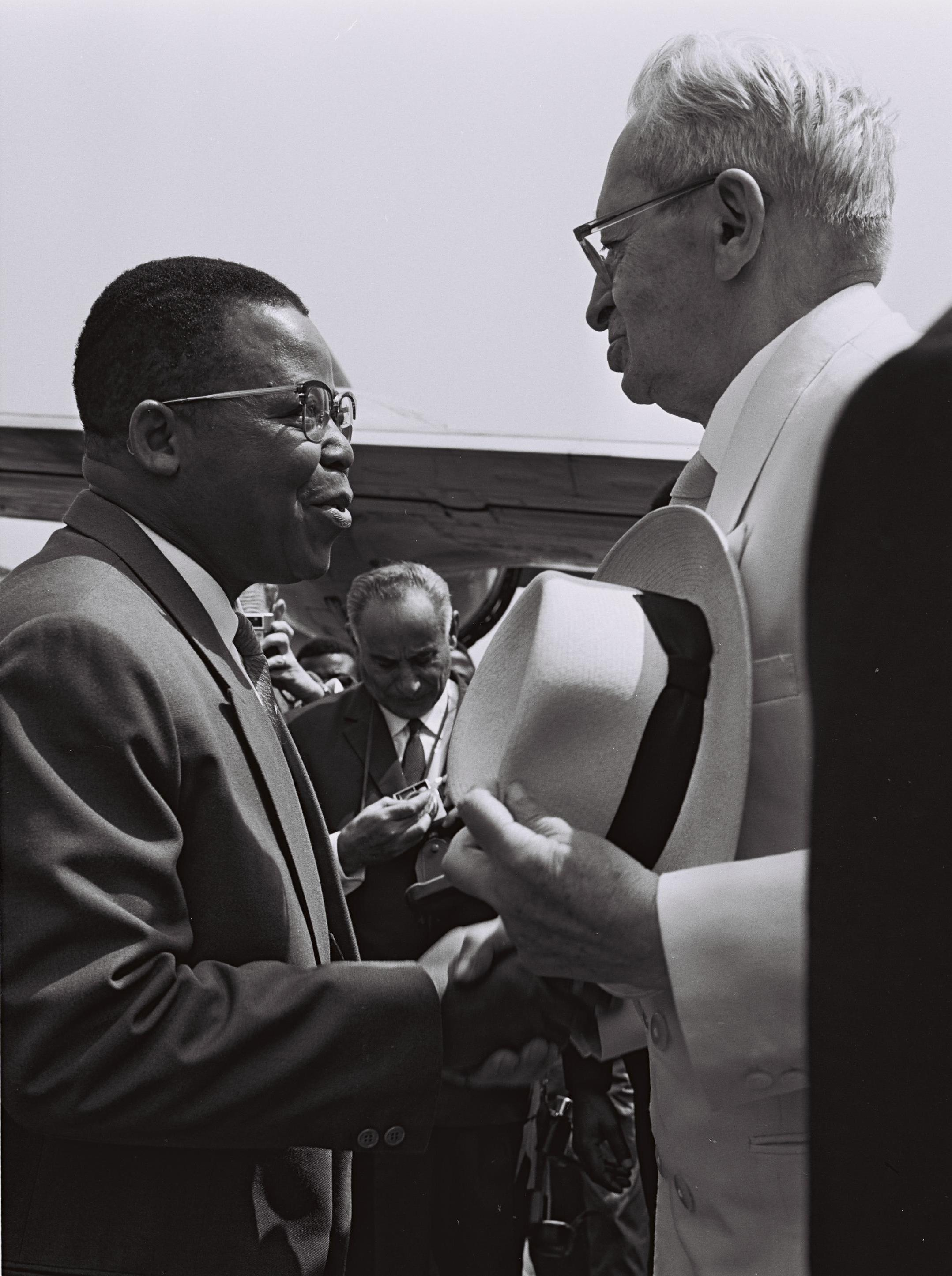
Rencontre entre les chefs d'État Joseph Kasa-Vubu et Yitzhak Ben-Zvi à Léopoldville (Kinshasa) en 1962

La première rencontre entre les chefs des deux États a lieu le août 1962 (deux ans après l'indépendance de la RDC), lorsque le président israélien Yitzhak Ben-Zvi se rend à Léopoldville (ex-Kinshasa) et rencontre son homologue congolais Joseph Kasa-Vubu, et le Zaïre (ex-RDC) installe son ambassade à Jérusalem. Les années suivantes, alors que le Che Guevara se rend au Zaïre (actuelle RDC) pour exporter la révolution cubaine, le président congolais Mobutu Sese Seko, au pouvoir depuis 1965, se rapproche du camp occidental dans un contexte de guerre froide.
En 1973, à l'instar de la majorité des pays africains ayant reconnu l'État hébreu, le Zaïre décide de rompre ses relations avec Israël sous pression des pays arabes après la guerre du Kippour, mais les rétablit rapidement, contrairement aux autres pays africains, au début des années 1980.
Lors de la reprise de leurs relations diplomatiques, Mobutu et Ariel Sharon, ministre israélien de la Défense dans le cabinet de Menahem Begin, signent un accord militaire pour former et équiper sa garde présidentielle. Ariel Sharon rencontre également, par l'intermédiaire de Mobutu, le président tchadien Hissen Habré avec qui Israël signe des contrats de livraison d'armes en 1983, dans un contexte de guerre tchado-libyenne (1978-1987).
En mars 2020, le président congolais Félix Tshisekedi annonce son intention de nommer un ambassadeur en Israël (où la RDC était jusqu'à présent représentée par un chargé d'affaires) et la création d'une section économique à Jérusalem.

#### Relations avec le Rwanda
Le chef d'État rwandais Paul Kagame est considéré comme l’un des principaux alliés d’Israël en Afrique. Paul Kagame s'est rendu en Israël en 2008, 2014 et 2017, tandis que les accords de coopérations conclus entre les deux États se sont traduits par l'ouverture d'une ambassade du Rwanda à Tel Aviv en 2015. Leurs principaux domaines de coopération sont la technologie, l'agriculture et l'énergie, ainsi que la sécurité. En juillet 2016, le Rwanda ouvre une ambassade à Tel-Aviv.
En 2018, le Rwanda est l'un des rares pays africains à inaugurer la nouvelle ambassade américaine transférée à Jérusalem.

#### Relations avec le Soudan
Le Soudan est, depuis son indépendance en 1956, hostile à Israël et considéré par Tel-Aviv, comme faisant partie de la « galaxie de ses ennemis ».
Des volontaires soudanais se joignent à la coalition arabe lors de la guerre israélo-arabe de 1948-1949, tandis que le Soudan mobilise son armée en 1967 lors de la guerre des Six Jours, mais n'a pas le temps d'intervenir à cause de la brièveté du conflit. La même année, Khartoum accueille un sommet de la Ligue arabe où sont proclamés les « trois non » : « Pas de paix avec Israël, pas de reconnaissance d’Israël, pas de négociation avec Israël ».
Le contexte change radicalement deux ans plus tard, après la prise de pouvoir de Gaafar Nimeiry, président soudanais de 1969 à 1985, proche des Américains eux-mêmes alliés d'Israël. Sans établir de relations diplomatiques officielles, les deux États se rapprochent à l'initiative de Gaafar Nimeiry, sous l'influence du président égyptien Anouar el-Sadate qui lui conseille d’ancrer fermement le Soudan dans le camp américain.
En 1984, lors de la grande famine d'Éthiopie, des milliers de Beta Israel (Juifs éthiopiens) ont été évacués vers Israël lors de l'opération Moïse, en transitant par le Soudan avec la coopération de Gaafar Nimeiry.
Pendant deux mois, un pont aérien est établi entre Khartoum et Tel-Aviv, via plusieurs villes européennes, avec une cadence de plusieurs centaines de réfugiés débarqués chaque jour en Israël. Cette opération est planifiée secrètement au cours de plusieurs rencontres entre Ariel Sharon ministre israélien de la Défense et Gaafar Nimeiry, à Khartoum en 1981 et au Kenya en 1982. Elle est quelques années plus tard l'une des causes du renversement de Gaafar Nimeiry en 1985 lorsque cette entente avec Israël est découverte,.
En 1989, les relations entre Israël et le Soudan se détériorent de nouveau après la prise de pouvoir d'Omar el-Bechir, qui instaure un régime islamiste et boycotte l'État hébreu comme la plupart des pays arabes.
Après ce changement de régime, Israël apporte un soutien matériel et financier aux rebelles du Darfour et aux rebelles chrétiens au sud du pays, dont l'action armée mènera à l'indépendance du Soudan du Sud en 2011 (dont Israël est allié depuis sa création). Le Soudan, de son côté, soutient plusieurs mouvements islamistes en guerre contre Israël, ce qui amène l'État hébreu à mener plusieurs frappes aériennes au Soudan en 2009 et 2012 pour détruire des convois destinés à la Bande de Gaza,.
À partir de 2016, la détente entre les États-Unis et le Soudan favorise un nouveau rapprochement du Soudan avec Israël. En janvier 2016, le ministre soudanais des Affaires étrangères Ibrahim Ghandour déclare envisager une normalisation des relations du Soudan avec Israël si gouvernement américain lève les sanctions économiques. Celles-ci sont levées par Donald Trump en 2017.
En février 2020, le Premier ministre israélien, Benyamin Netanyahou rencontre le président du Conseil souverain du Soudan (organe de transition instauré après la révolution soudanaise de 2019) Abdel Fattah Abdelrahmane al-Burhan dans la ville d'Entebbe en Ouganda pour discuter d'une normalisation des relations entre les deux États.
Cette rencontre provoque une levée de boucliers au Soudan, y compris dans les rangs du Parti communiste, qui dénonce un « coup de poignard dans le dos pour la lutte anti-impérialiste du peuple soudanais et son soutien au peuple palestinien ». Néanmoins, d'autres acteurs politiques soudanais jugent en coulisse qu'un rapprochement avec Israël est une étape indispensable pour rompre l'isolement du Soudan et attirer des investisseurs étrangers. En outre, certains militants de la révolution soudanaise de 2018 affirment qu'en dépit de l'orientation politique du gouvernement du Soudan, l'essentiel de sa population se considère comme africaine et non-arabe, et n'a aucun problème avec Israël.
Le 26 septembre, Abdallah Hamdok déclare lors d'une conférence économique à Khartoum que la normalisation avec Israël est une question complexe ayant beaucoup d'implications, qui requiert une discussion approfondie au sein de la société soudanaise.
En octobre 2020, l'homme d’affaires soudanais Abou al-Qassem Bortoum organise à ses frais un voyage de cinq jours en Israël accompagné d'une délégation d'une quarantaine de personnes, professeurs d’université, ouvriers, agriculteurs, chanteurs, sportifs et soufis. Son objectif affiché est de « briser la glace » pour améliorer les relations bilatérales entre Israël et le Soudan, et ainsi encourager les investissements israéliens au Soudan.
Le même mois, le vice-président du Conseil souverain soudanais Mohamed Hamdan Dogolo déclare qu'Israël est un pays développé, dont le Soudan a besoin de se rapprocher pour son propre développement. La semaine suivante, une délégation israélienne se rend à Khartoum pour discuter d'une normalisation des relations entre les deux États
Le 23 octobre, Israël et le Soudan annoncent la normalisation de leurs relations diplomatiques. Benyamin Netanyahou annonce que des délégations représentant les deux pays se rencontreraient prochainement pour discuter des contours de leur coopération dans divers domaines, y compris commerciaux et agricoles, ajoutant que « les cieux du Soudan étaient désormais ouverts à Israël ».
Un mois plus tard, Israël annonce l'envoie d'une première délégation au Soudan, sans toutefois divulguer l'identité des personnalités qui composent cette délégation. L'accord de normalisation entre Israël et le Soudan est signé le 6 janvier 2021.
En mai 2021, dans le contexte de la reprise des affrontements entre Israéliens et Palestiniens, Abdel Fattah al-Burhane défend la normalisation des relations entre Khartoum et Tel-Aviv, affirmant qu'elle n'avait « rien à voir avec le droit des Palestiniens à créer leur propre État », celle-ci étant une « réconciliation avec la communauté internationale qui inclut Israël ». Le 3 décembre, celui-ci se déclare résolu à poursuivre le processus de normalisation avec Israël : « La question des liens du Soudan avec Israël était essentielle pour permettre au Soudan de revenir au sein de la communauté internationale. Nous ne sommes pas hostiles envers quiconque et nous voulons prouver au monde que nous sommes ouverts. ».
À l'instar de l'Égypte, le plus ancien allié arabe d'Israël, le gouvernement israélien est soupçonné par une partie de l'opposition soudanaise de complicité dans le coup d'État militaire d'octobre 2021 au Soudan. D'une part, car ce putsch donne les pleins pouvoir au général al-Burhan, le plus fervent partisan soudanais de la normalisation des relations israélo-soudanaises alors que la partie civile de la coalition au pouvoir y était plutôt défavorable, et avait été pour l'essentiel, écartée de cette décision. D'autre part car certains médias évoquent, quelques jours avant le coup d'État, une visite en Israël de l'officier soudanais Abdelrahman Dagolo, frère de Mohamed Hamdan Dagalo dit « Hemetti », alors qu'al-Burhan se serait lui, rendu en Égypte la veille du putsch. On peut enfin noter que la plupart des relations que l'État hébreu entretient avec l'Afrique sont très orientées vers le business et la sécurité, ce qui plaît aux pouvoirs autoritaires cherchant à bénéficier des technologies israéliennes de surveillance de masse pour contrôler leurs populations.
En outre, la junte au pouvoir depuis octobre 2021 espère obtenir le soutien de la communauté internationale, en particulier celui des États-Unis pour qui le Soudan n’est pas une priorité, « par le biais d’Israël qui a un fort pouvoir de lobbying là-bas » selon un chercheur soudanais.
En novembre 2022, Abdel Fattah al-Burhane envoie un message à un message de félicitations à Benyamin Netanyahou après la victoire de son camp aux élections législatives qui lui permet de ré-accéder au poste de Premier ministre.
En février 2023, le ministre israélien des Affaires étrangères Éli Cohen se rend à Khartoum, marquant la première visite au Soudan d'un tel ministre de l'histoire des deux pays, où il rencontre le général Abdel Fattah al-Burhane et son homologue soudanais Ali al-Sidiq. Au cours de ce « voyage politique historique », selon les termes du diplomate israélien, les deux pays se mettent d'accord pour « avancer vers une normalisation des relations », selon son homologue soudanais. De retour en Israël, Éli Cohen déclare qu'un traité de paix entre le Soudan et Israël sera signé après le transfert du pouvoir au Soudan à un gouvernement civil qui sera établi dans le cadre du processus de transition en cours dans le pays. Israël propose son aide au Soudan dans les domaines de l’agriculture, de l’eau, de la médecine, et espère, avec ce traité de paix, avoir un soutien diplomatique supplémentaire et améliorer sa sécurité nationale.

#### Relations avec le Soudan du Sud
En juillet 2011, l'indépendance du Soudan du Sud est considérée par Israël comme une occasion de ressusciter la « doctrine de la périphérie » élaborée par David Ben Gourion, consistant à tisser des liens avec la périphérie du monde arabe pour permettre à l’État hébreu de s'imposer au Proche Orient. En outre, une alliance avec le Soudan du Sud est considérée par les Israéliens comme une opportunité de disposer localement d’un point d’appui et d’escales techniques pour des chasseurs-bombardiers pour surveiller les convois expédiés par Khartoum vers les pays arabes.
Le 10 juillet 2011, au lendemain de l'officialisation de l'indépendance du nouvel État, le Premier ministre israélien Benyamin Netanyahou déclare : « Israël reconnaît le Soudan du Sud, et lui souhaite de réussir. Ce pays aspire à la paix, et nous serons heureux de coopérer avec lui pour contribuer à sa prospérité. ».
Le premier président du Soudan du Sud, Salva Kiir, se rend à Jérusalem le 20 décembre 2011, où il fait part au gouvernement israélien de sa reconnaissance pour le soutien apporté aux rebelles chrétiens du sud avant qu'ils obtiennent un pays indépendant.
Le Soudan du Sud, en tant que pays chrétien, a l'avantage pour Israël de ne pas se sentir impliqué dans le conflit israélo-palestinien. Le ministre des Affaires étrangères sud-soudanais, Deng Alor Koul, a fait part de son intention d’établir une ambassade à Jérusalem et non à Tel-Aviv comme le font la plupart des pays du monde.
L'ambassadeur israélien au Soudan du Sud est Hanan Goder.

#### Relations avec la Tanzanie
En 2016, la Tanzanie ouvre une ambassade à Tel-Aviv.

#### Relations avec le Tchad

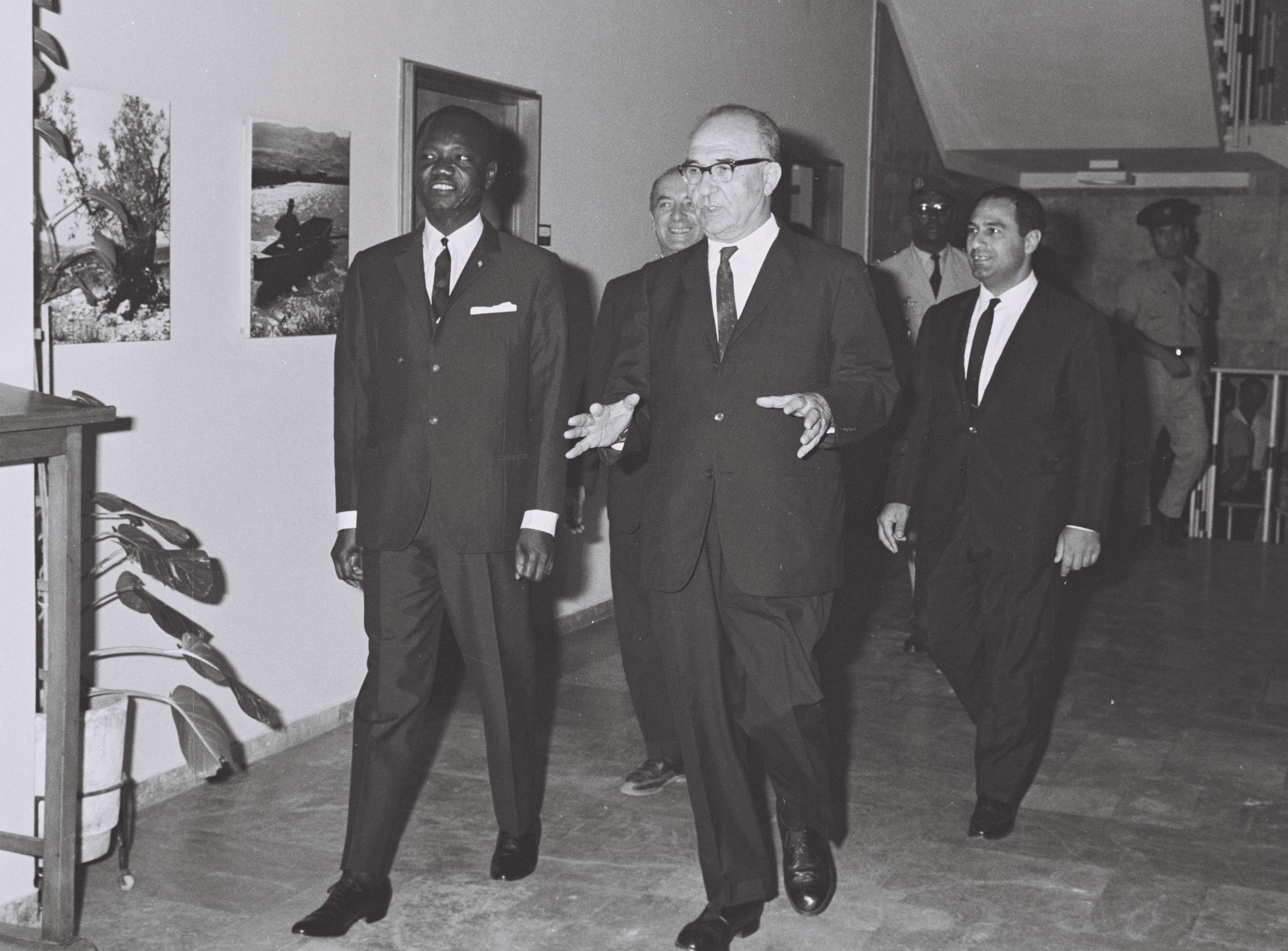
Le président tchadien François Tombalbaye en compagne du Premier ministre israélien Levi Eshkol en 1965

En 1960, Israël a reconnu le Tchad lorsque ce dernier a obtenu son indépendance de la France, puis les deux pays ont établi des relations diplomatiques en janvier 1961. En 1962, Israël a ouvert une ambassade à Fort-Lamy, ancienne appellation de la capitale N'Djamena. Initialement, les deux États entretenaient des relations amicales. En 1965, le président tchadien François Tombalbaye a effectué une visite officielle en Israël.
Le 28 novembre 1972, le Tchad est le deuxième des vingt-deux pays africains à mettre fin a ses relations avec Israël, sous pression des pays arabes. Mais cela n'empêche pas quelques années plus tard le président tchadien Hissen Habré de solliciter et d'obtenir une aide militaire israélienne dans on conflit contre la Libye de Mouammar Kadhafi, ce dernier étant l'ennemi juré d'Israël. En 1983, dans le cadre de cette coopération militaire, Ariel Sharon se rend personnellement au Tchad pour un accord portant sur la livraison canons antiaériens aux forces armées tchadiennes, dont les agents de la DDS.
En juillet 2016, directeur général du ministère israélien des Affaires étrangères, Dore Gold rencontre le président tchadien Idriss Déby, première rencontre de haut niveau entre les deux pays depuis plus de quarante ans, sans évoquer à ce stade de rétablissement officiel de leurs relations diplomatiques. En 2019, les deux États décident de rétablir leurs relations diplomatiques, à l’occasion d’une visite hier à N’Djamena de du Premier ministre israélien Benyamin Netanyahou. Les menaces sécuritaires auxquelles le Tchad est confronté et l’assistance militaire qu’Israël lui propose, notamment en matière de formation, de lutte contre le terrorisme et de vente d’armes, jouent un rôle important dans cette décision.
Les deux dirigeants et leurs délégations signent à N’Djamena plusieurs protocoles d’accord de coopération, en particulier dans le secteur de la défense et de la sécurité, alors que pour faire face aux rébellions dans le nord et l’est du pays, l’armée tchadienne et l’Agence nationale du renseignement sont équipées de matériels militaires israéliens. Le président Deby a néanmoins déclaré qu’en dépit de cette reprise des relations, le Tchad reste attaché au processus de paix entre Israël et la Palestine.
En février 2021, le Tchad fait partie des pays vers lesquels Israël expédie une partie de ses stocks de vaccins contre le Covid-19.
Le 2 février 2023, le Premier ministre Benyamin Netanyahou et le président tchadien Mahamat Idriss Déby inaugurent la première ambassade du Tchad en Israël à Ramat Gan.

#### Relations avec le Togo
Le Togo est le deuxième partenaire commercial d’Israël sur le continent africain, et a été en 2017 le seul pays africain à soutenir la décision du président américain Donald Trump de transférer l'ambassade américaine en Israël à Jérusalem.

#### Relations avec la Zambie
Israël établit ses relations diplomatiques avec la Zambie en 2015.

## Relations avec l'Asie (hors Moyen-Orient)

### Pays du Caucase

#### Relations avec l’Azerbaïdjan
Les relations entre l'Azerbaïdjan et Israël débutent officiellement en 1992 lors de l'indépendance de l’Azerbaïdjan à la suite de l’effondrement de Union soviétique.
L’Azerbaïdjan est alors en quête d'un avantage militaire contre son voisin et ennemi arménien, tandis que Tel-Aviv voit dans ce rapprochement une occasion de mettre en œuvre sa « diplomatie de la périphérie » pour surmonter l’encerclement par des pays arabo-musulmans hostiles en nouant des liens avec le « deuxième cercle » comprenant des États musulmans non arabes.
Depuis le début des années 2010, l’Azerbaïdjan mise aussi sur cette relation pour se préserver de l'influence de l'Iran, dont les ambitions expansionniste vers ses voisins chiites inquiètent Bakou.
En 2018, Israël importait 40 % de son gaz d'Azerbaïdjan. Selon le journal libanais L'Orient le Jour, Tel-Aviv nourrit en 2018 avec Bakou sa relation la plus solide avec un pays musulman, bien que cela puisse changer à la suite des multiples normalisations des relations entre l'État hébreu et des pays majoritairement musulmans eu Moyen-Orient, en Afrique, et en Europe (avec le Kosovo).
En 2018, à 34 ans, George Deek a été nommé ambassadeur en Azerbaïdjan.
En octobre 2020, dans le contexte de la reprise des affrontements armés entre l'Arménie et l’Azerbaïdjan, l'Arménie rappelle son ambassadeur auprès d'Israël pour protester contre les ventes d'armes très importantes de l'État hébreu à l'Azerbaïdjan (375 millions de dollars entre 2017 et 2019). Ces livraisons se poursuivent avec des volumes élevés pendant le conflit, incluant des armes à sous-munitions et des drones de combat.
En novembre 2022, l'Azerbaijan décide d'ouvrir une ambassade à Tel-Aviv, élevant ainsi son niveau de représentation diplomatique dans la capitale israélienne où il n'avait qu'un bureau commercial et un bureau touristique. En mai 2025, Bakou propose une médiation entre ses alliés israéliens et turcs en les accueillant pour des pourparlers de « déconfliction » au sujet de la Syrie.

#### Relations avec l'Arménie
À la suite de la dislocation de l'URSS, Israël et l’Arménie nouent des relations diplomatiques officielles en avril 1992.
L'État hébreu, soucieux de ne pas froisser la Turquie, s'est toujours refusé à qualifier de génocide les massacres survenus en 1915, bien qu'une partie croissante de l'opinion israélienne réclame la remise en cause de cette posture.
En avril 2016, pendant la guerre des quatre jours, l'État d'Israël est mis en cause par l'Arménie pour avoir livré des drones à l'armée azérie. Le 12 avril 2016, Zehava Gal-On, chef groupe parlementaire du Parti socialiste israélien Meretz, exige l'arrêt de ces livraisons, déclarant que « L'Arménie et l'Azerbaïdjan sont tous deux favorables à Israël, et il est inconcevable que les armes israéliennes soient utilisées dans une guerre entre ces deux pays dans la région du Haut-Karabakh ».
En octobre 2020, dans le contexte de la reprise des affrontements armés entre l'Arménie et l’Azerbaïdjan, l'Arménie rappelle son ambassadeur auprès d'Israël pour protester contre les ventes d'armes très importantes de l'État hébreu à l'Azerbaïdjan (375 millions de dollars entre 2017 et 2019). Le ministère israélien des Affaires étrangères déclare dans un communiqué regretter cette décision, et attacher de l'importance à sa relation avec l'Arménie.
Israël abrite une petite communauté arménienne principalement concentrée dans le quartier arménien de la vieille ville de Jérusalem.

#### Relations avec la Géorgie
Les relations entre la Géorgie et Israël sont établies formellement le 1er juin 1992 après l'indépendance de la Géorgie vis-à-vis de l'URSS. La Géorgie dispose d'une ambassade à Tel Aviv tandis qu'Israël dispose d'une ambassade à Tbilissi.

### L'Asie-Pacifique

#### Relations avec la Chine
Leurs relations diplomatiques ont commencé très tôt, l’État hébreu ayant été le premier pays du Proche-Orient à reconnaître en 1949 le régime communiste de Mao Zedong. Pour autant, ce n'est qu'en 1992 que les deux États établissent des relations diplomatiques officielles, la Chine ayant privilégié pendant la guerre froide un rapprochement avec les pays arabes dans lesquels le socialisme était en pleine expansion.
En 2000, le président chinois Jiang Zemin se rend en Israël.
En juin 2011, le ministre israélien de la Défense Ehud Barak se rend en Chine, suivie deux mois plus tard par la visite en Israël du chef d’État-major de l’armée chinoise, le général Chen Bingde. En 2016, la Chine et Israël lancent des discussions sur un traité de libre-échange.
En 2018, le vice président-chinois Wang Qishan se rend en Israël, marquant la première d'un haut responsable chinois depuis 18 ans dans ce pays. La même année, Jack Ma, fondateur d'Alibaba, se rend en Israël et fait l'éloge de l'innovation omniprésente dans l’État hébreu, donnant un nouveau signal au monde d'affaires chinois qui continue d'investir dans la haute technologie israélienne.
Entre 1992 et 2018, les échanges bilatéraux sont passés de 51 millions à 14 milliards de dollars. La Chine est actuellement le troisième partenaire commercial d’Israël. Plus d’un tiers des investissements de haute technologie en Israël sont d’origine chinoise. Les entreprises chinoises Lenovo, Fosun international, Xiaomi, Baidu, Huawei, Haier et Alibaba ont installé un centre de recherche et développement en Israël.
Pour antant, dans le conflit israélo-arabe, malgré cette coopération économique croissante, la Chine ne soutient pas Israël dans le conflit israélo-arabe, et a notamment refusé de qualifier le Hamas d’organisation terroriste en 2006 après leur victoire aux élections législatives palestiniennes. En mai 2021, dans le contexte de la reprise des affrontements entre Israéliens et Palestiniens, Pékin propose sa médiation à l'ONU, où il propose une déclaration commune de cette instance appelant à la fin des hostilités dans la région.

#### Relations avec l'Inde
L'Inde et Israël normalisent leurs relations en 1992, après plusieurs décennies d'une discrète collaboration pendant la guerre froide.
En 2014, l'accession de Narendra Modi au poste de Premier ministre en Inde, permet un nouveau rapprochement entre les deux États, alors que l'Inde s'était jusqu'à présent tenu à une position de neutralité dans les guerres israélo-arabes.
En janvier 2016, la ministre des Affaires étrangères indienne Sushma Swaraj se rend à Jérusalem et rencontre le Premier ministre Benyamin Netanyahou à qui elle fait part de l'importance que son pays accorde à ses bonnes relations avec Israël.

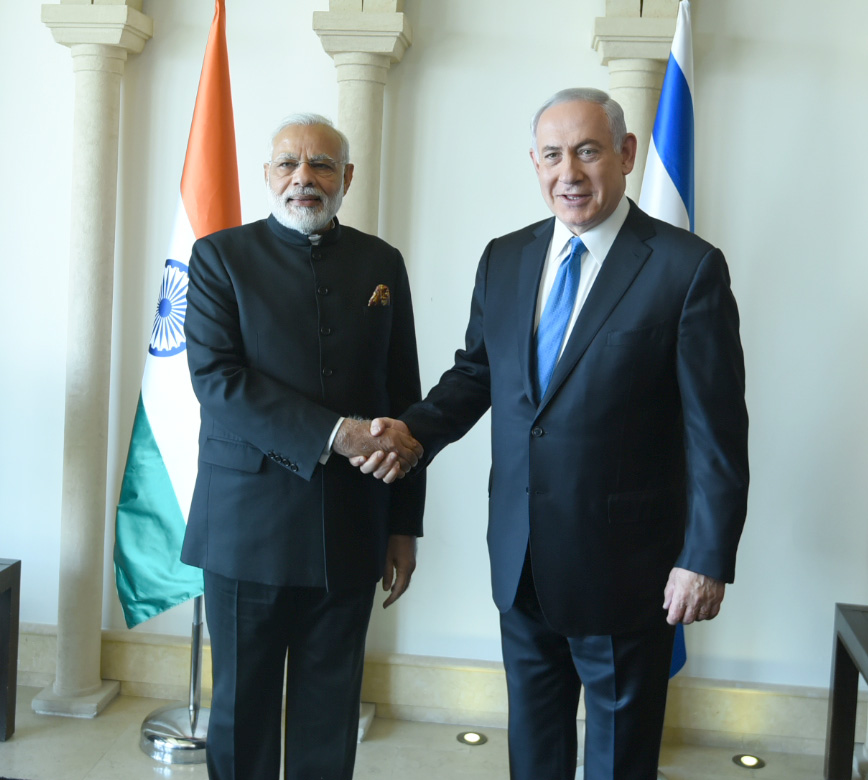
Le Premier ministre indien Narendra Modi et son homologue israélien Benyamin Netanyahou à Jerusalem en juillet 2017

Le Premier ministre indien se rend en Israël et rencontre son homologue Benyamin Netanyahou en juillet 2017, marquant le 25e anniversaire de l'établissement de relations diplomatiques entre les deux pays. Les deux chefs d'État signent une série d'accords dans le domaine de la technologie spatiale, de l'eau et de l'agriculture et la création d'un fonds d'innovation doté de 40 millions de dollars.
En janvier 2018, les deux chefs d'État se rencontrent de nouveau à New Delhi et signent une série d'accords dans les secteurs du pétrole, du gaz, de l'énergie renouvelable et la cyber-sécurité, assortis de promesses de renforcer leurs échanges commerciaux. Deux mois plus tard, Air India lance le premier service de vols réguliers vers Israël.
L'Inde est le premier client d'Israël dans les commerce des armes, et sollicite les technologies israéliennes de traitement des eaux pour la dépollution du Gange

#### Relations avec le Pakistan
Si le Pakistan fait partie des pays qui ne reconnaissent pas l'existence d'Israël, des dirigeants haut placés entretiennent régulièrement l’idée d’un rapprochement entre les deux États, dont les relations consistent essentiellement en des liens cachés et les rencontres occasionnelles . En 2005, l’ancien ministre pakistanais des Affaires étrangères, Kursheed Kasuri, rencontre à Istanbul son homologue israélien Silvan Shalom, qui déclare plus tard que le Pakistan n’a jamais été considéré comme un ennemi d’Israël. Quelques mois plus tard, le président pakistanais Pervez Musharraf et le Premier ministre israélien Ariel Sharon, se rencontrent en marge d’un sommet onusien.
À la fin de l'année 2020, la normalisation des relations de plusieurs pays arabes avec Israël remet cette question au centre des discussions dans les hautes sphères politique pakistanaises. Tandis que le Premier ministre Imran Khan s'y déclare défavorable, le journaliste Mubashir Lucman, proche du pouvoir, se prononce en faveur d’une normalisation sur un plateau de télévision israélien.
Les arguments en faveur d'une normalisation du côté du Pakistan seraient l'accès à la technologie israélienne, notamment en matières de défense et d’agriculture, et pousser Israël à équilibrer sa position vis-à-vis de l’Inde, ennemie du Pakistan. En outre une telle décision serait bien perçue par l'Arabie saoudite et les Émirats arabes unis, qui sont les principaux créanciers du Pakistan, et par les États-Unis, partenaire militaire stratégique d'Islamabad.
Mais une telle décision serait très contestée par la population pakistanaise très religieuse et conservatrice, et renforcerait inévitablement les partis d'opposition islamistes. Le dilemme du gouvernement du Pakistan se situe entre la position sur la scène internationale où il bénéficierait d'une normalisation avec l'État hébreu, et la légitimité perçue d'une telle décision au sein de sa population. En butte à des pressions et des objectifs contradictoires, il est probable que le gouvernement pakistanais, tout en refusant officiellement toute normalisation avec Israël, ait volontairement laissé fuiter des informations sur des visites secrètes effectuées en Israël par des responsables pakistanais.

#### Relations avec la Corée du Sud
Pendant la guerre de Corée (1950-1953), le jeune État d'Israël apporte aux forces des Nations unies une contribution matérielle, financière et humanitaire, d'une valeur symbolique d'environ 100 000 dollars.
La Corée du Sud et Israël établissent des relations diplomatiques le 10 avril 1962. Depuis août 1968, Israël a une ambassade à Séoul. En février 1978, Israël a fermé son ambassade à Séoul mais l'a rouverte en janvier 1992. Depuis décembre 1993, la Corée du Sud a une ambassade à Tel-Aviv.

#### Relations avec le Japon
À la suite de l’invasion israélienne de la bande de Gaza, le Japon a suspendu ses ventes d’armes à Israël. La société japonaise Itochu Corporation a annoncé en février 2024 que le partenariat entre elle et Elbit Systems, un fabricant d'armes israélien, serait interrompu fin février.

#### Relations avec les Philippines
En septembre 2016, le président philippin Rodrigo Duterte soixante ans après l'établissement des relations diplomatiques entre les deux États, et rencontre Benyamin Netanyahou avec l’ambition d’accroître leurs échanges bilatéraux. En 2017, Manille achète à l'État hébreu pour 21 millions de dollars de systèmes radar et d'équipements antichars.

#### Relations avec le Sri Lanka
Sri Lanka et Israël ont noué des relations diplomatiques en 2000.
En avril 2019, le Premier ministre israélien Benyamin Netanyahou offre son aide au Sri Lanka après les attentats islamistes du Sri Lanka.
Le Sri Lanka participe aux forces internationales de la FINUL chargé de sécuriser la frontière entre le Liban et Israël.

#### Relations avec Singapour
Souvent comparé à Israël en tant que petit État pro-occidental, puissant économiquement et militairement entourée par des grands pays musulmans, Singapour garde néanmoins ses distances avec l'État hébreu pour préserver ses relations avec ses voisins musulmans, bien qu'ayant des relations diplomatiques officielles avec Tel-Aviv depuis 1965. Ce n'est qu'en mars 2022 que le ministre des Affaires étrangères singapourien Vivian Balakrishnan annonce que Singapour va ouvrir pour la première fois une ambassade en Israël, tout en ouvrant simultanément un bureau permanent à Ramallah occupée pour préserver sa neutralité dans le conflit israélo-palestinien.

#### Relations avec le Bhoutan
En décembre 2020, Israël annonce l'établissement de relations diplomatiques avec le royaume du Bhoutan, petit pays bouddhiste situé dans l'est de la chaîne de l'Himalaya. L'accord est signé à la résidence de l'ambassadeur d'Israël en Inde.

#### Relations avec l'Indonésie
Le 11 avril 2024, la chaîne francophone israélienne I24News rapporte que l'Indonésie aurait accepté de normaliser ses relations avec Israël en échange d'une entrée dans l'OCDE. La perspective de cette normalisation n'est pas nouvelle puisque Djakarta et Tel-Aviv l'avaient en octobre 2023, mais la reprise de la guerre à Gaza après les attaques du Hamas avait reporté cette décision.

## Relations avec l'Océanie

### Relations avec l'Australie
En décembre 2018, le Premier ministre conservateur australien, Scott Morrison annonce la reconnaissance de Jérusalem-Ouest comme capitale d’Israël, ajoutant toutefois que l’ambassade ne serait pas transférée dans l’immédiat. En octobre 2022, toutefois, le gouvernement australien de centre-gauche succédant à celui de Scott Morrison annonce, par la voix de sa cheffe de la diplomatie Penny Wong que la question du statut de Jérusalem devait être résolue dans le cadre de négociations de paix entre Israël et le peuple palestinien, et non dans le cadre de décisions unilatérales. Le gouvernement israélien fustige, par la voix de son Premier ministre Yaïr Lapid, la décision de l'Australie de ne plus reconnaître Jérusalem comme sa capitale, et convoque l'ambassadeur australien pour lui faire part de ses protestations.

### Relations avec Nauru
En septembre 2019, la république de Nauru est le quatrième pays au monde à reconnaître Jérusalem comme capitale de l'État d'Israël.

### Papouasie-Nouvelle-Guinée
En décembre 2023, président de Papouasie-Nouvelle-Guinée James Marapele inaugure une ambassade d'Israël à Jérusalem.